# Умершие в июне 2025 года
Это список известных людей, соответствующих установленным критериям значимости (см. Википедия:Критерии значимости персоналий), умерших в июне 2025 года.
Причина смерти указывается лишь в исключительных случаях (убийство, самоубийство, гибель в результате военных действий, смертная казнь, ДТП или несчастные случаи). В остальных случаях — не указывается.

## 30 июня

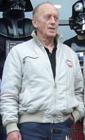
Кеннет Колли

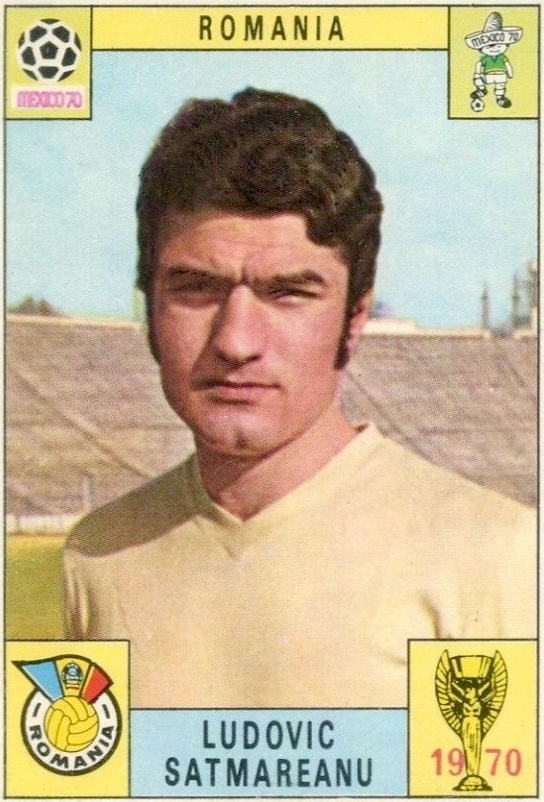
Лайош Сэтмэряну

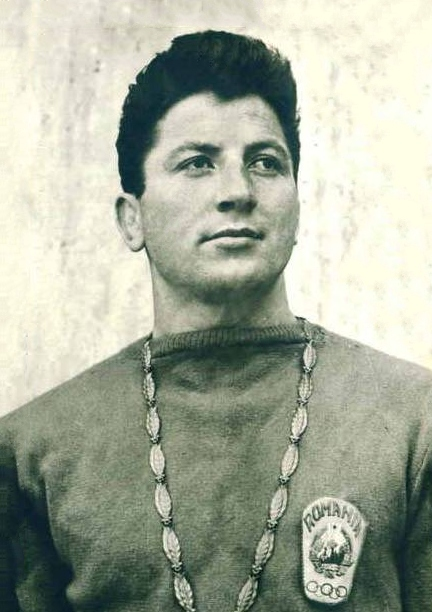
Йон Черня

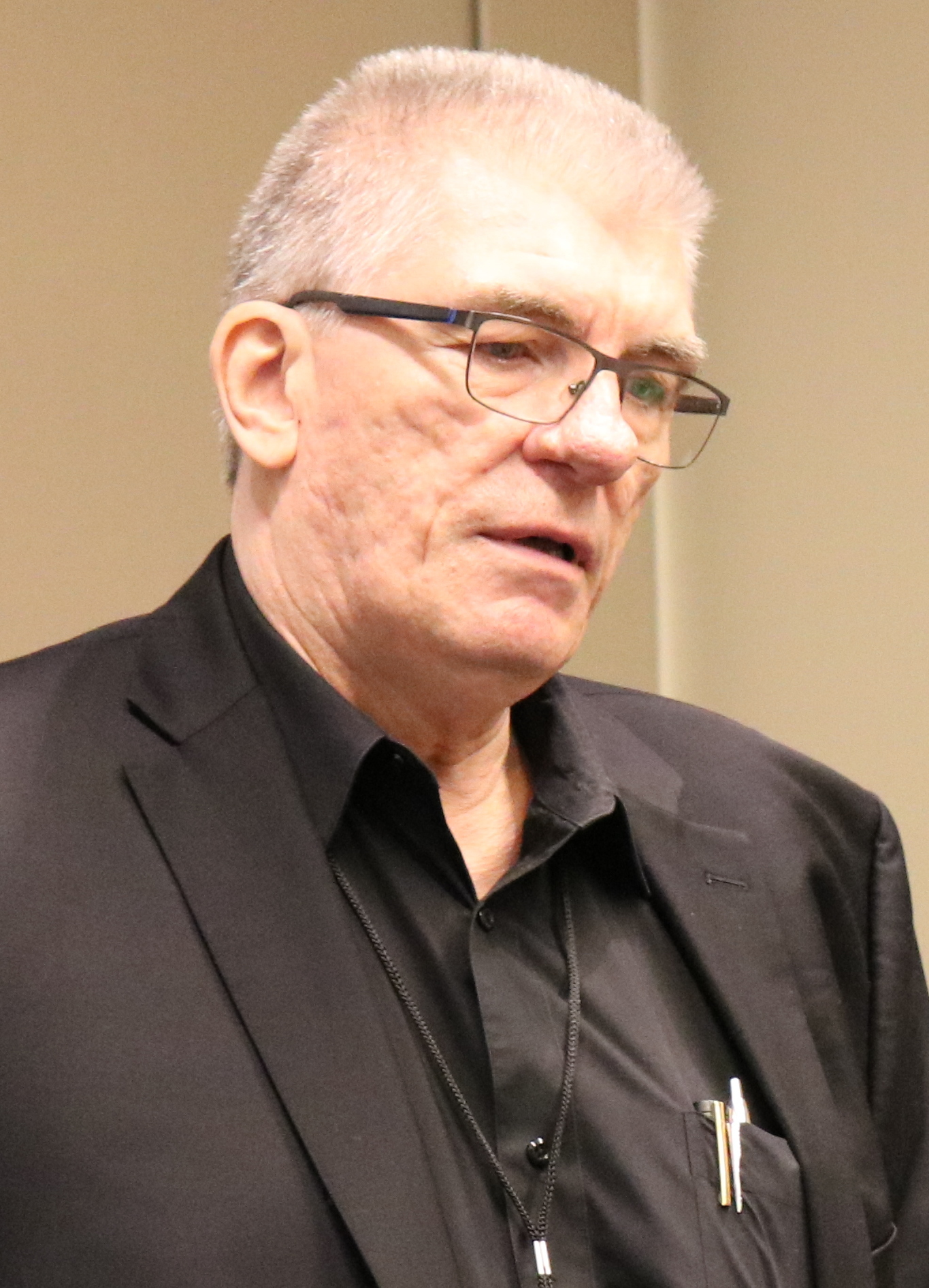
Джим Шутер

- Абу Хатаб, Исмаил[англ.] (32) — палестинский фотожурналист и кинорежиссёр; погиб от израильского авиаудара[1].
- Вавилина, Ольга Александровна (63) — российский библиограф и общественный деятель, издатель, теле- и радиоведущая[2].
- Дайнс, Роберт К.[англ.] (82) — канадский и американский физик, президент Калифорнийского университета (2003—2007)[3].
- Дос Сантос, Ванда (93) — бразильская легкоатлетка (бег с барьерами, прыжок в длину), участница Олимпийских игр (1952, 1960)[4].
- Дри, Луис Паскуаль (98) — аргентинский кардинал,  кардинал-дьякон с титулярной диаконией Сант-Анджело-ин-Пескерия (с 2023)[5].
- Зоммер, Михаэль[нем.] (73) — немецкий профсоюзный деятель, председатель Объединения немецких профсоюзов (2002—2014), президент Международной конфедерации профсоюзов (2010—2014)[6].
- Кинтеро Турбай, Нидия[исп.] (93) — колумбийский общественный деятель, первая леди (1978—1982), первая супруга Хулио Сесара Турбая Айялы[7].
- Колли, Кеннет (87) — английский актёр[8].
- Локуге, Гамини[англ.] (88) — шри-ланкийский политический деятель, депутат Парламента (1983—2024), министр туризма (2001—2004), министр спорта и организации досуга (2007—2010), министр труда (2010—2015, 2018), министр городского развития (2019—2020), министр транспорта (2020—2021), министр энергетики (2021—2022)[9].
- Савино, Никола[англ.] (87) — итальянский политический деятель, член Палаты депутатов (1987—1994)[10].
- Сэтмэряну, Лайош (81) — румынский футболист и футбольный тренер, игрок национальной сборной[11].
- Хафстейнссон, Магнус Тоур[исл.] (61) — исландский политический деятель, депутат Альтинга (2003—2007); утонул[12].
- Черня, Йон (88/89) — румынский борец греко-римского стиля, чемпион мира (1965), двукратный призёр Олимпийских игр (1960, 1964)[13].
- Шутер, Джим (73) — американский писатель, редактор и издатель[14].

## 29 июня

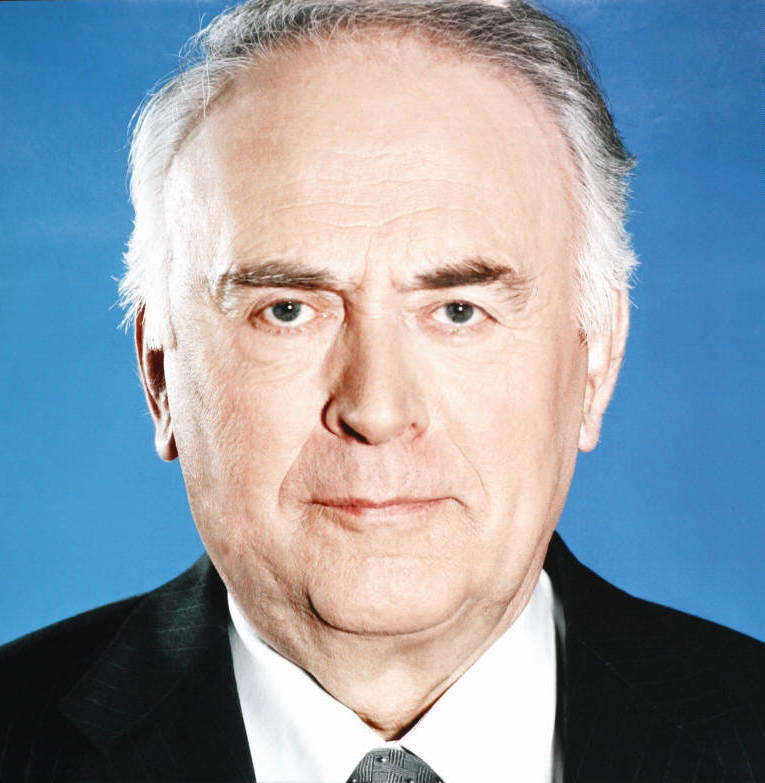
Вольфганг Бёмер

- Бёмер, Вольфганг (89) — немецкий политик, премьер-министр Саксонии-Анхальт (2002—2011)[15].
- Берроуз, Стюарт[англ.] (92) — валлийский оперный певец (тенор)[16].
- Варгас, Антонио[англ.] (66) — эквадорский политический и государственный деятель, министр социального обеспечения (2003—2005)[17].
- Галь, Сэнди[англ.] (97) — шотландский актёр и телеведущий[18].
- Гриднева, Ольга Георгиевна (92) — советский передовик сельскохозяйственного производства, Герой Социалистического Труда (1972)[19].
- Дламини, Мабандла (94) — свазилендский государственный деятель, премьер-министр Свазиленда (1979—1983) (о смерти было объявлено в этот день)[20].
- Лоренцини, Пабло[исп.] (75) — чилийский политик, член (1998—2022) и председатель (2004—2005) Палаты депутатов[21].
- Матикайнен, Пентти[фин.] (74) — финский хоккейный тренер, главный тренер национальной сборной (1987—1993)[22].
- Пикок, Алан (87) — английский футболист, игрок национальной сборной[23].
- Смирнов, Леонид Константинович (85) — советский и российский баянист и дирижёр, народный артист Российской Федерации (2002), вдовец Миры Кольцовой[24].
- Тайти, Йожеф[венг.] (81) — венгерский футболист и футбольный тренер[25].
- Толстиков, Юрий Иванович (88) — советский и российский хозяйственный и политический деятель, народный депутат РСФСР/России (1990—1993)[26].
- Устименко, Максим Юрьевич (32) — украинский лётчик, Герой Украины (2025, посмертно); погиб на российско-украинской войне[27].
- Харабо, Ронни[исп.] (85) — пуэрто-риканский политический деятель, спикер Палаты представителей (1985—1993)[28].
- Хингерт, Морин[англ.] (88) — шри-ланкийская актриса[29].
- Эдель, Евгений Олегович (76) — советский и российский теннисист и тренер, заслуженный тренер РСФСР (1984)[30].

## 28 июня

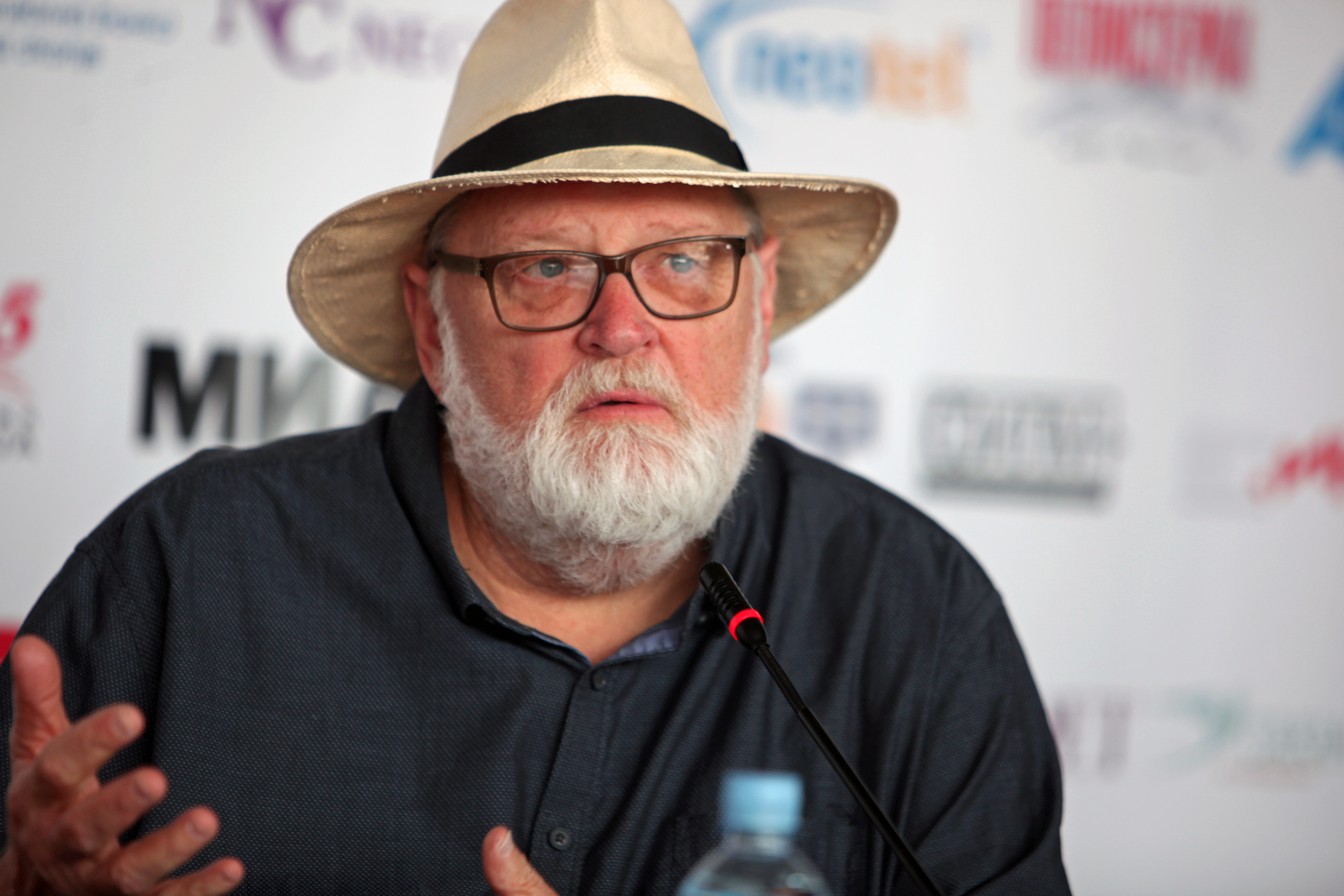
Рональд Йохансон

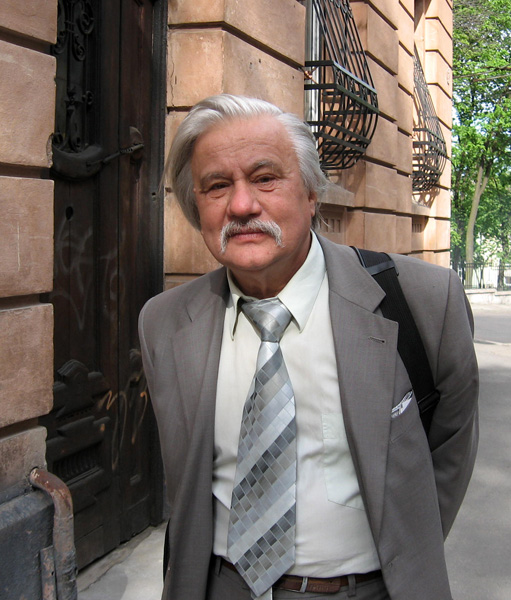
Игорь Калинец

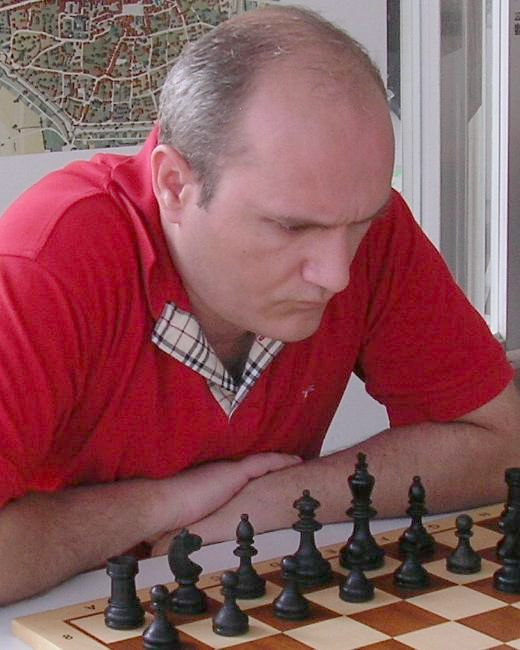
Тигран Налбандян

Юрий Храмов

- Биссон, Томас (94) — американский историк-медиевист, член Американской академии искусств и наук (1992)[31].
- Вернь, Жак[фр.] (76) — французский футболист, игрок национальной сборной[32].
- Димитрий (Дикбасанис) (84) — епископ Албанской православной церкви, митрополит Гирокастринский (с 2006)[33].
- Йохансон, Рональд (75) — австралийский кинорежиссёр и кинооператор, общественный деятель[34].
- Калинец, Игорь Миронович (85) — украинский писатель-диссидент[35].
- Ковалик, Томира[пол.] (77) — польская актриса[36].
- Круз-Ромо, Гильда[исп.] (86) — мексиканская оперная певица[37].
- Ларкинс, Уэйн[англ.] (71) — английский игрок в крикет, серебряный призёр чемпионата мира (1979) (о смерти объявлено в этот день)[38].
- Налбандян, Тигран Ваанович (50) — армянский шахматист, гроссмейстер[39].
- Нунис, Кевин[англ.] (65) — малайзийский игрок в хоккей на траве, бронзовый призёр Азиатских игр (1982)[40].
- Орефичи, Джузеппе[итал.] (79) — итальянский археолог[41].
- Орнеллас, Жозе[порт.] (103) — бразильский политик, губернатор Федерального округа (1982—1985)[42].
- Храмов, Юрий Алексеевич (92) — советский и украинский историк науки[43].
- Шварцман, Карлос[исп.] (77) — парагвайский музыкант, композитор и аранжировщик[44].

## 27 июня

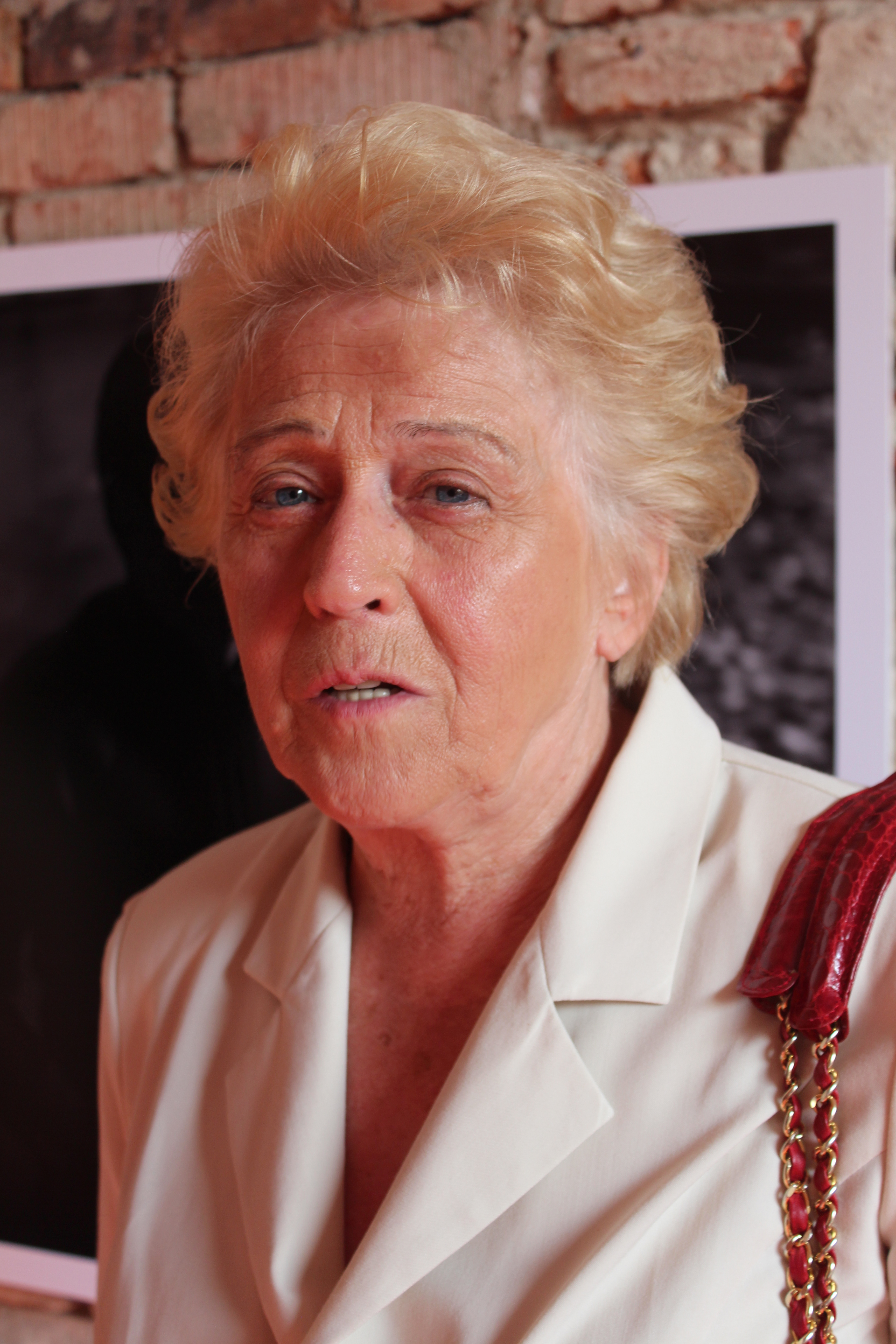
Иляна Силай

- Ацкович, Драголюб[серб.] (72) — сербский писатель и политический деятель, депутат Народной скупщины (2020—2022), борец за права цыган[45].
- Беринг Б. Д.[англ.] (79) — индийский политик, член Раджья сабхи (1990)[46].
- Голосов, Олег Викторович (90) — советский и российский экономист, заслуженный деятель науки Российской Федерации (1996)[47].
- Деллинджер, Билл[англ.] (91) — американский бегун, бронзовый призёр Олимпийских игр (1964)[48].
- Джаривала, Шефали[англ.] (42) — индийская ведущая реалити-шоу, актриса и модель[49].
- Квиссер, Ханс-Йоаким[нем.] (93) — немецкий физик, впервые рассчитавший предел Шокли — Квиссера[50].
- Майлз, Терри[англ.] (88) — английский футболист[51].
- Митина, Елена Сергеевна (76) — советский и российский журналист, заслуженный работник культуры Российской Федерации (2004)[52].
- Силай, Иляна (83) — румынская бегунья, серебряный призёр Олимпийских игр (1968), чемпионка Европы (1978)[53].
- Сираиси, Такахиро (34) — японский серийный убийца; смертная казнь[54].
- Сирена, Паоло[итал.] (79) — итальянский футболист[55].
- Собоня, Юрай[англ.] (64) — словацкий политический деятель, депутат Парламента (2018—2020)[56].
- Стоянович, Жижа[серб.] (94) — сербская актриса[57].

## 26 июня

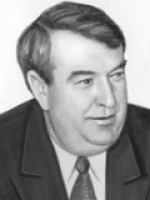
Руслан Боделан

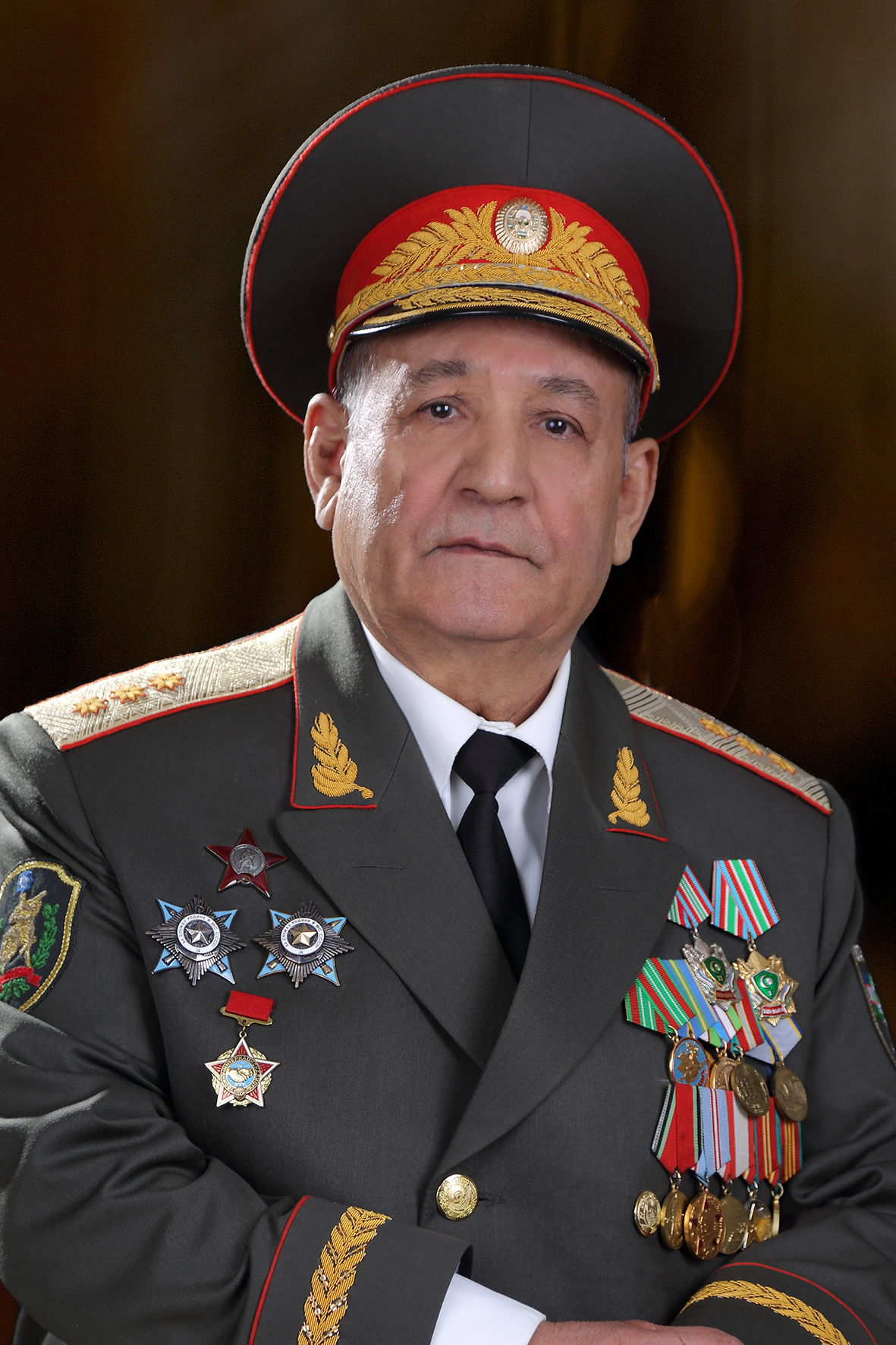
Тулкун Касымов

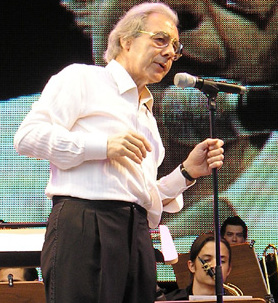
Лало Шифрин

- Баучер, Ричард А.[англ.] (73) — пресс-секретарь Госдепартамента США (1992—1993, 2001—2005)[58].
- Боделан, Руслан Борисович (83) — украинский политический и государственный деятель, депутат Верховной рады (1992—1997), глава Одесской областной государственной администрации (1995—1998), городской голова Одессы (1998—2005)[59].
- Касымов, Тулкун Юлдашевич (83) — узбекский военный деятель, начальник Объединённого штаба Вооружённых сил республики Узбекистан (2000—2003), генерал-полковник[60].
- Кемп, Такутаи Тарш[англ.] (50) — новозеландский политик, член Палаты представителей (с 2023)[61].
- Колобянин, Антон Валерьевич (53) — российский поэт[62].
- Лихачёв, Сергей Алексеевич (72) — советский и белорусский учёный-медик, невролог[63].
- Маккарти, Кэролин[англ.] (81) — американский политик, член Палаты представителей (1997—2015)[64].
- Мастюгин, Юрий Матвеевич (87) — советский и российский режиссёр и сценарист, супруг Инги Будкевич[65].
- Мойерс, Билл[англ.] (91) — американский журналист и политический обозреватель, пресс-секретарь Белого дома (1965—1967)[66].
- Мухаммад Нур Манути[англ.] (75) — малайзийский писатель, богослов и политический деятель, депутат Парламента (2015—2018)[67].
- Пиронков, Енчо (92) — болгарский живописец, заслуженный художник Болгарии (1989) (о смерти стало известно в этот день)[68].
- Стюарт, Робби[англ.] (77) — новозеландский регбист, игрок национальной сборной[69].
- Трифонидис, Георгиос[греч.] (80) — греческий политик, депутат Парламента (1993—2004, 2007—2009)[70].
- Хажемес, Роберт[англ.] (89) — американский бобслеист, бронзовый призёр чемпионата мира (1957)[71].
- Херст, Рик[англ.] (79) — американский актёр[72].
- Шифрин, Лало (93) — американский пианист и композитор, лауреат премии «Оскар» (2018), четырёхкратный лауреат премии «Грэмми»[73].
- Ocasional Talento[исп.] (29) — боливийский рэпер[74].

## 25 июня
- Адебайо, Корнелиус[англ.] (84) — нигерийский политический деятель, губернатор штата Квара (1983)[75].
- Ван Экелен, Вим[нидерл.] (94) — нидерландский политик и дипломат, депутат Палаты представителей (1977—1978, 1981—1982, 1986), министр обороны (1986—1988), генеральный секретарь Западноевропейского союза (1989—1994), сенатор (1995—2003)[76].
- Гушанский, Леонид Григорьевич (79) — советский и российский актёр и режиссёр, заслуженный деятель искусств Российской Федерации (2003)[77].
- Наумовец, Антон Григорьевич (89) — советский и украинский физик, академик НАНУ (1997)[78].
- Пейдж, Кайли (28) — американская порноактриса[79].
- Рыбарев, Валерий Павлович (85) — советский и белорусский кинорежиссёр и киносценарист, заслуженный деятель искусств БССР[80].
- Уильямс, Джон Патрик[англ.] (87) — американский политический деятель, член Палаты представителей (1979—1997)[81].

## 24 июня

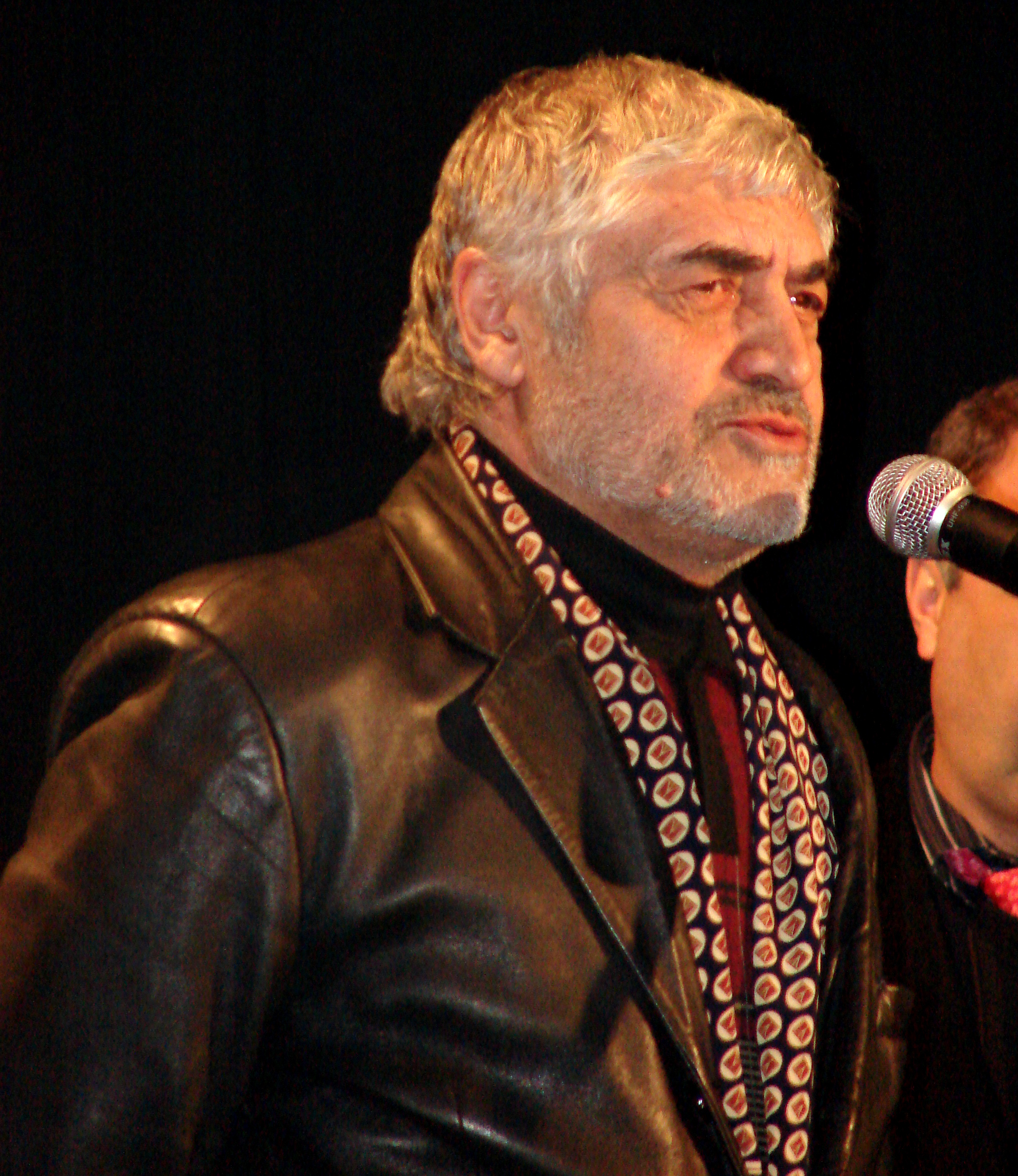
Гуж Манукян

- Амвило, Мозес[англ.] (73) — намибийский политический деятель, министр труда, транспорта и коммуникаций, депутат Парламента (с 2000)[82].
- Бруни, Франческо[итал.] (82) — итальянский лингвист и историк литературы[83].
- Виммер, Райнер[нем.] (69) — австрийский политик, депутат Национального совета (1993—2008, 2013—2017, 2018—2024)[84].
- Витали, Альваро[итал.] (75) — итальянский актёр[85].
- Жарёнова, Элеонора Александровна (90) — советский и российский художник-монументалист, живописец, педагог, академик РАХ (2012), народный художник РФ (2002)[86].
- Иванов, Валерий Николаевич (77) — советский и российский хоккеист и хоккейный тренер (о смерти объявлено в этот день)[87].
- Кэмерон, Мартин[англ.] (89) — австралийский политик, сенатор (1969)[88].
- Манукян, Гуж Александрович (88) — советский и армянский актёр, народный артист Армянской ССР (1980)[89].
- Мораццони, Гаэтано[итал.] (92) — итальянский политик, член Палаты депутатов (1976—1983)[90].
- Мохов, Игорь Иванович (74) — советский и российский учёный в области физики атмосферы, академик РАН (2016), директор ИФА РАН (2009—2018)[91].
- Питирим (Волочков) (64) — российский религиозный деятель, архиепископ Сыктывкарский и Коми-Зырянский (с 1995)[92].
- Фиори, Серж[англ.] (73) — канадский певец[93].
- Хиклинг, Гаретт[англ.] (54) — канадский парарегбист, чемпион мира (2002), серебряный призёр Паралимпийских игр (2004, 2012) (о смерти объявлено в этот день)[94].
- Чжан Босинь[кит.] (94) — китайский политический деятель, губернатор и первый секретарь комитета КПК провинции Шэньси[95].
- Шерман, Бобби[англ.] (81) — американский эстрадный певец и актёр[96].
- Ю Сун Юп[кор.] (65) — южнокорейский политик, мэр Чоныпа (2002—2006), депутат Национального собрания (2008—2020)[97].
- Ярвис, Эне[англ.] (77) — советская и эстонская актриса[98].

## 23 июня

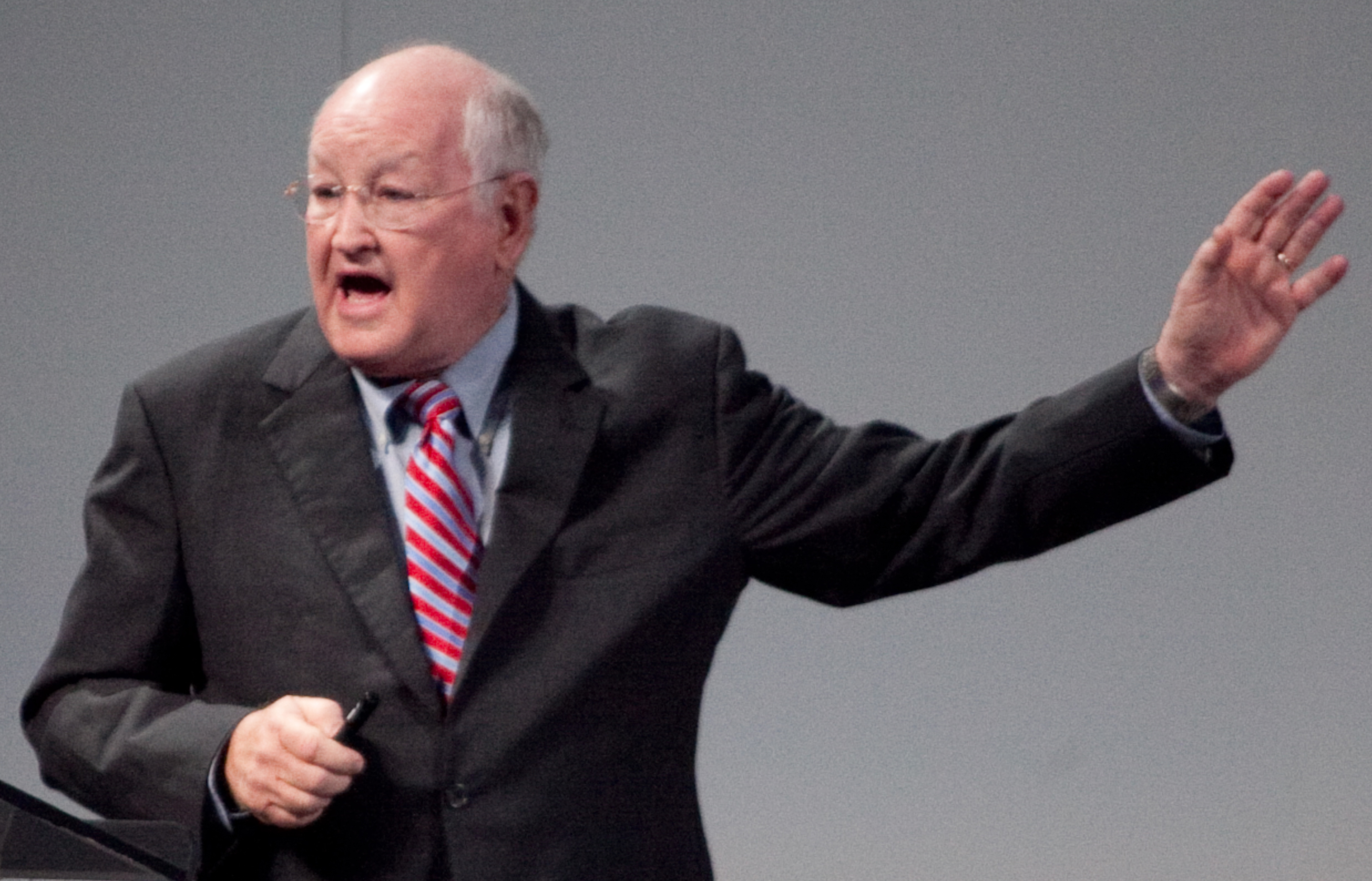
Джеймс Маас

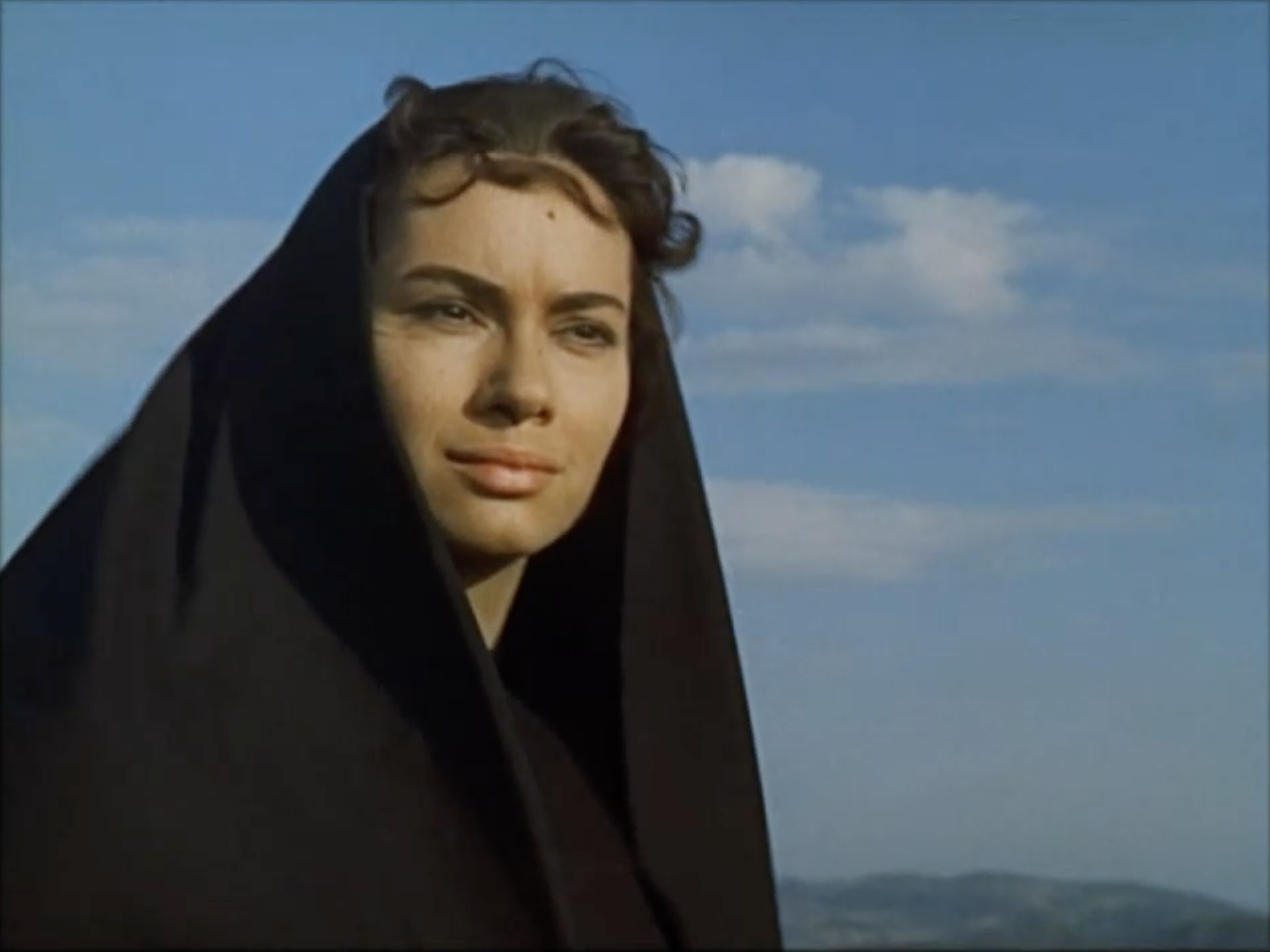
Леа Массари

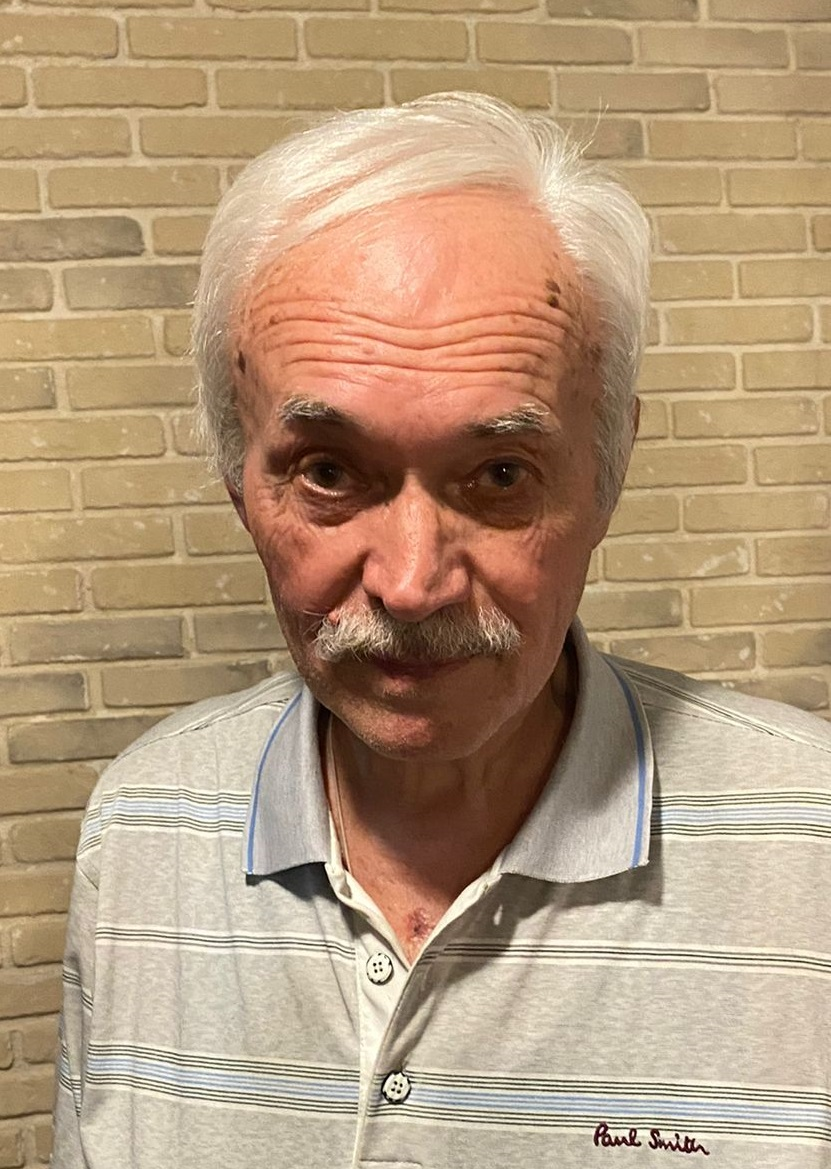
Юрий Парфёнов

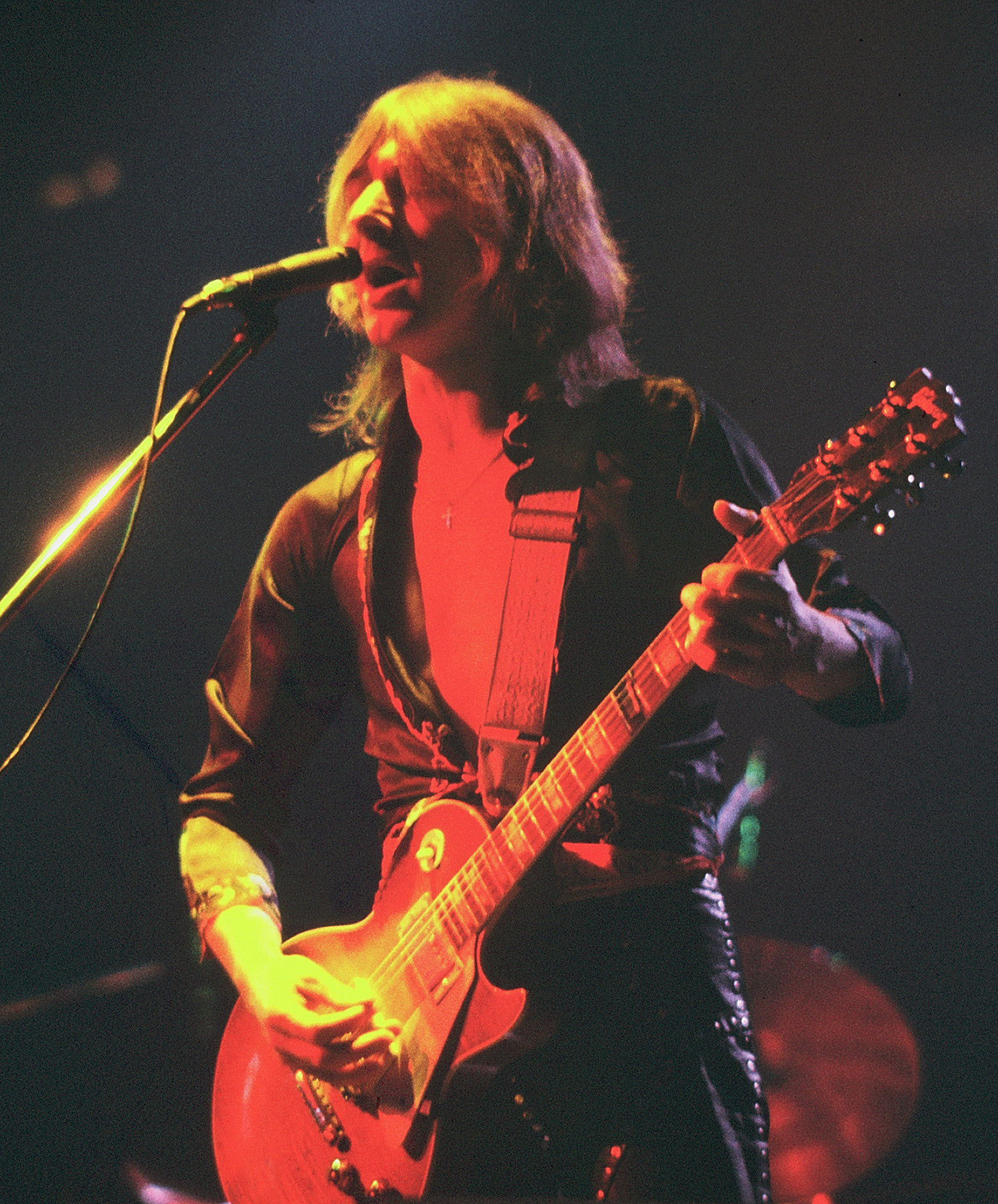
Мик Ральфс

- Кларк, Джон (84) — шотландский футболист и футбольный тренер, игрок национальной сборной (о смерти объявлено в этот день)[99].
- Лефранк, Жерар (90) — французский фехтовальщик, участник Олимпийских игр (1960), чемпион мира (1962)[100].
- Маас, Джеймс (86) — американский психолог[101].
- Массари, Леа (91) — итальянская актриса и модель[102].
- Оливарес, Адольфо[исп.] (84) — чилийский футболист[103].
- Парфёнов, Юрий Васильевич (79) — российский джазовый музыкант, заслуженный артист Российской Федерации (1997)[104].
- Пфеффер, Сюзан Бет[англ.] (77) — американская писательница[105].
- Ральфс, Мик (81) — английский гитарист и автор песен (Mott the Hoople, Bad Company) (о смерти объявлено в этот день)[106].
- Романов, Феликс Дмитриевич (71) — советский и российский режиссёр и театральный деятель, заслуженный работник культуры Российской Федерации (2012)[107].
- Таркпор, Джон[англ.] (38) — либерийский футболист, игрок национальной сборной[108].
- Фазлый, Камил (76) — советский и российский писатель и журналист[109].
- Хичкок, Джейн Стэнтон[англ.] (78) — американская писательница, драматург и сценаристка[110].
- Эстеруд, Эйвинн[норв.] (81) — норвежский политолог[111].

## 22 июня

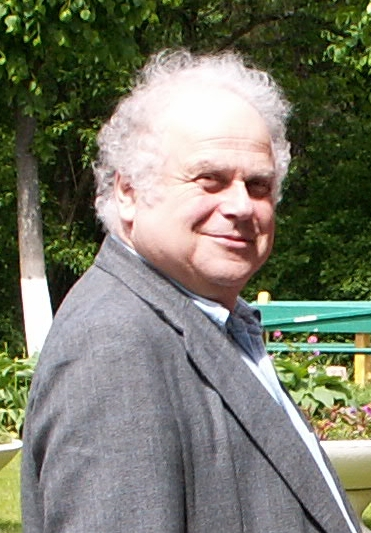
Григорий Крейдлин

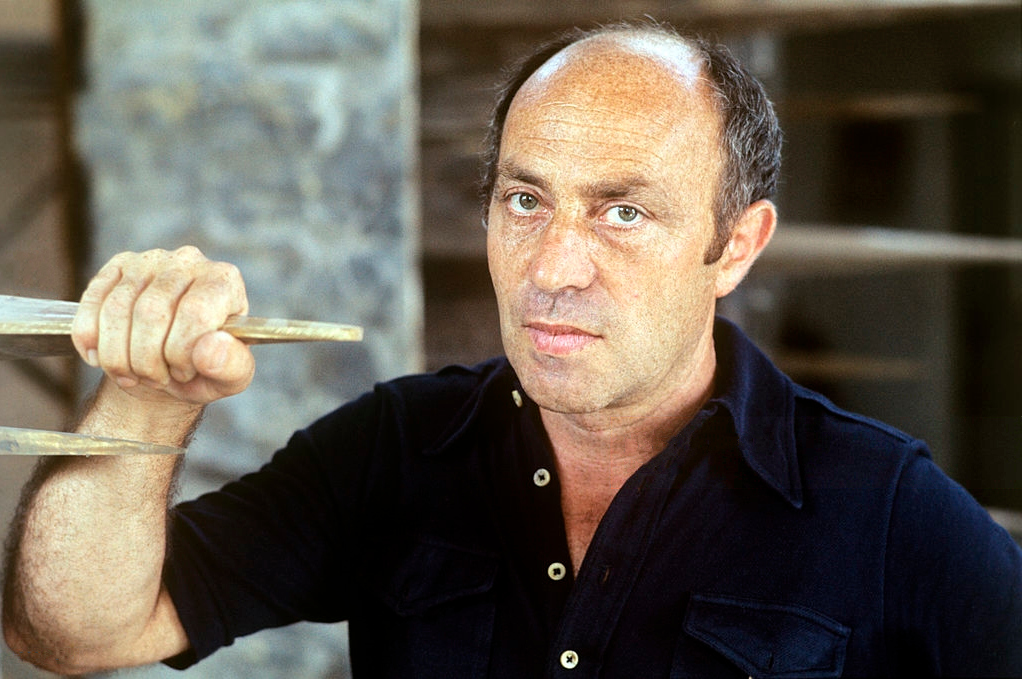
Арнальдо Помодоро

- Алеонг, Аки (90) — тринидадский и американский актёр[112].
- Гарецкий, Радим Гаврилович (96) — советский и белорусский геотектоник, академик АН Белорусской ССР / НАН Беларуси (1977), иностранный член РАН (1994)[113].
- Гуляев, Валерий (36) — российский актёр и юморист; ДТП[114].
- Жаннио, Пьер Жан[фр.] (92) — канадский бизнесмен, генеральный директор Air Canada (1984—1990)[115].
- Ковальский, Юрий Валентинович (71) — советский футболист[116].
- Крейдлин, Григорий Ефимович (79) — советский и российский языковед[117].
- Лаков, Венцислав[болг.] (63) — болгарский политический деятель, депутат Народного собрания (2009—2014)[118].
- Лату, Дени[фр.] (59) — французский гандболист, чемпион мира (1995), призёр Олимпийских игр (1992)[119].
- Лозон, Ги[англ.] (81) — канадский политический деятель, депутат Палаты общин (2004—2019)[120].
- Маринелли, Джо[англ.] (68) — американский актёр[121].
- Петров, Герман Станиславович (61) — российский политический деятель, член Совета Федерации (2001—2004)[122].
- Помодоро, Арнальдо (98) — итальянский скульптор, почётный зарубежный член РАХ (2001)[123].
- Соколов, Борис Александрович (102) — советский и российский учёный, профессор, доктор технических наук, заслуженный деятель науки Российской Федерации[124].
- Теста, Франко[итал.] (87) — итальянский велогонщик, олимпийский чемпион (1960)[125].
- Этнел, Патрисия[нидерл.] (49) —суринамский политик, депутат Национальной ассамблеи (с 2015)[126].

## 21 июня

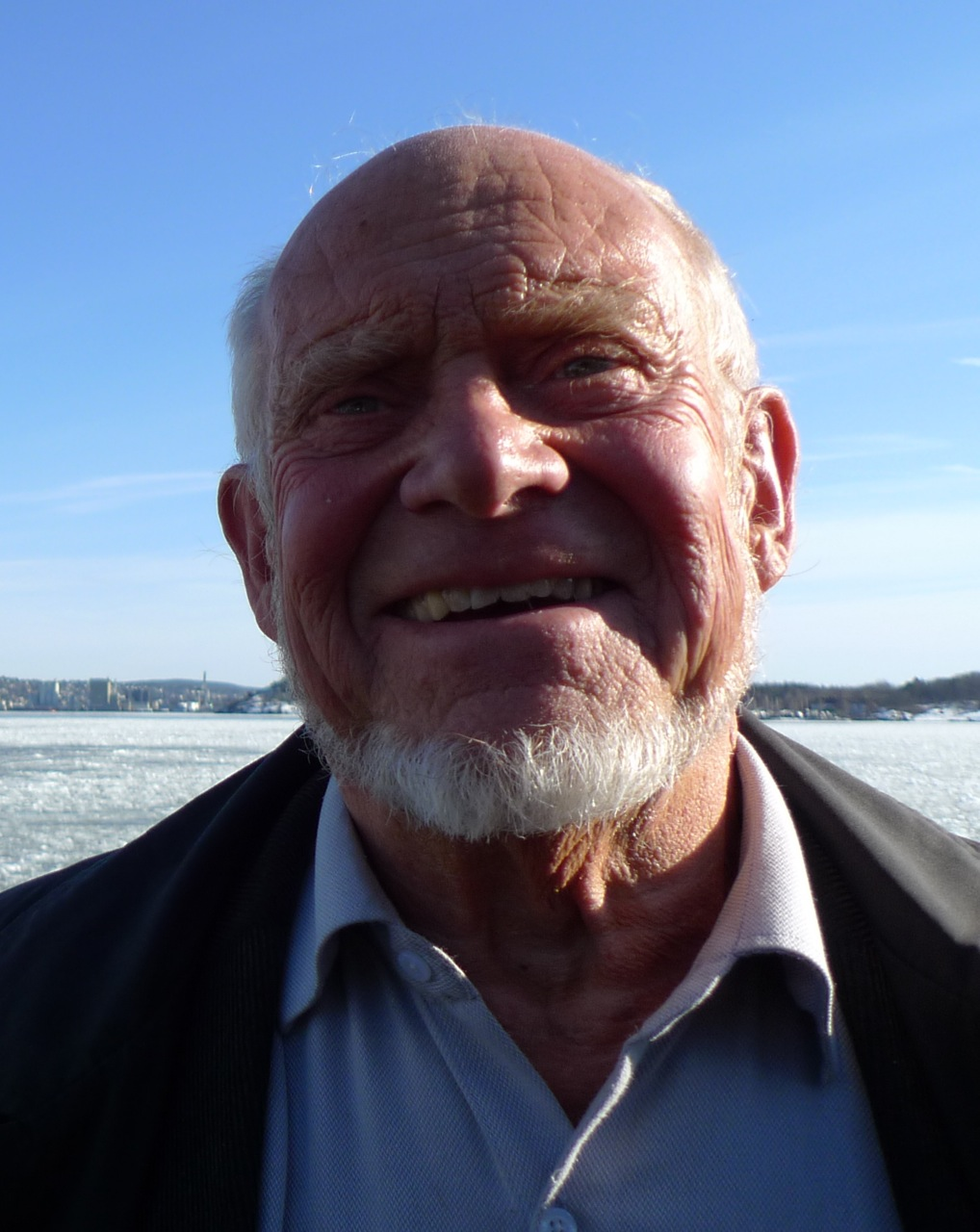
Эрик Дамманн

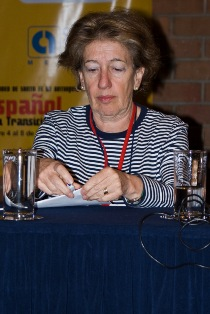
Камила Лобогерреро

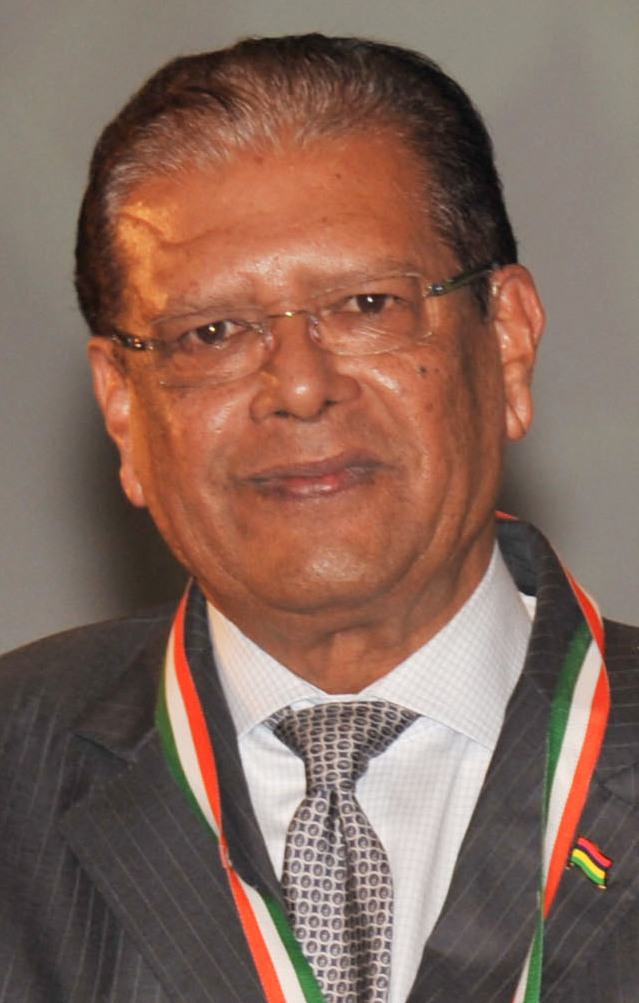
Раджкесвур Пурриаг

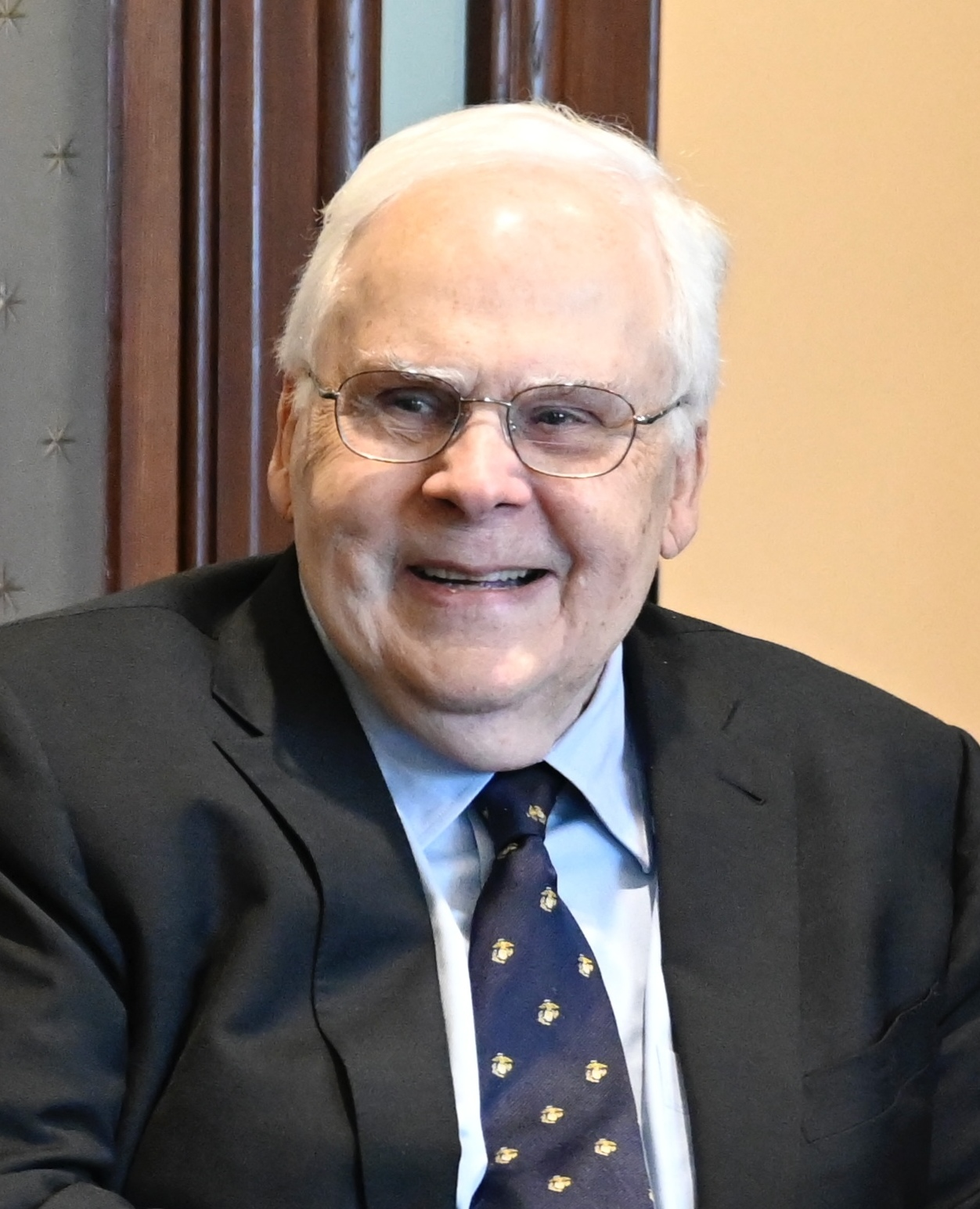
Фредерик Смит

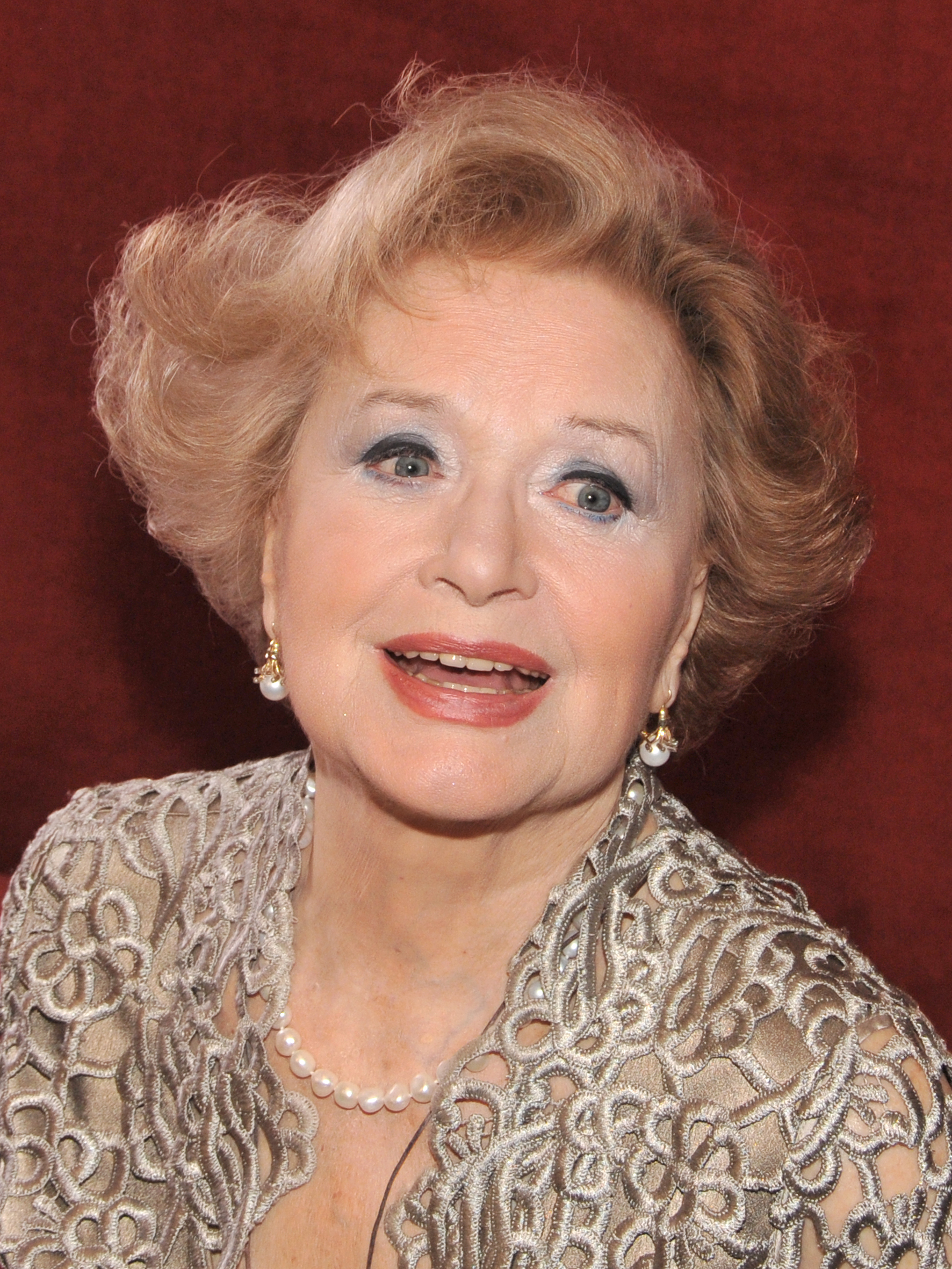
Валентина Талызина

- Дамманн, Эрик (94) — норвежский писатель и эколог[127].
- Клейноцкий, Ярослав[пол.] (61) — польский писатель и литературный критик, директор Литературного музея имени Адама Мицкевича в Варшаве[128].
- Ли Чжон Му[кор.] (84) — южнокорейский политик, депутат Национального собрания (1996—2000), министр транспорта и строительства (1998—1999)[129].
- Лобогерреро, Камила (83) — колумбийский кинорежиссёр, сценарист и продюсер[130].
- Лоуренс, Дэвид[англ.] (61) — английский игрок в крикет, игрок национальной сборной[131].
- Льюис, Дадли[англ.] (62) — валлийский футболист, игрок национальной сборной (о смерти объявлено в этот день)[132].
- Маккаллум, Джон[англ.] (75) — канадский политик и дипломат, член Палаты общин (2000—2017), министр национальной обороны (2002—2003), министр по делам ветеранов (2003—2004), министр государственных доходов (2004—2006), министр по делам иммиграции, беженцев и гражданства (2015—2017), посол в Китае (2017—2019)[133].
- Мюллер, Манфред[нем.] (82) — немецкий политик, депутат Бундестага (1994—2002) (о смерти объявлено в этот дкнь)[134].
- Прохоренко, Пётр Никифорович (88) — советский и российский учёный в области разведения и селекции молочного скота, академик РАСХН (2001—2013), академик РАН (2013)[135].
- Пинарди, Умберто[итал.] (97) — итальянский футболист и футбольный тренер[136].
- Пурриаг, Раджкесвур (77) — маврикийский государственный деятель, президент (2012—2015)[137].
- Руфино Феликс, Рафаэль[исп.] (96) — испанский поэт[138].
- Смит, Фредерик Уоллас (80) — американский предприниматель, основатель компании FedEx[139].
- Сомова, Елена Викторовна (52) — российский литературовед[140].
- Талызина, Валентина Илларионовна (90) — советская и российская актриса, народная артистка РСФСР (1985)[141].
- Тамайо старший, Рейнальдо[англ.] (72) — филиппинский политик, депутат Палаты представителей (с 2022)[142].

## 20 июня

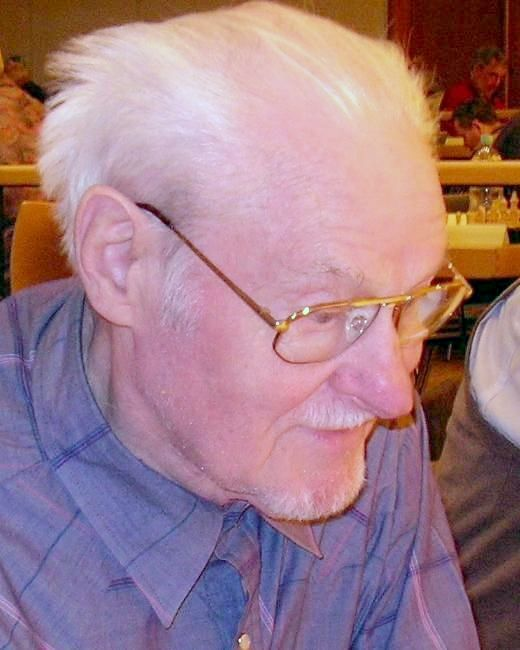
Эдвин Бенд

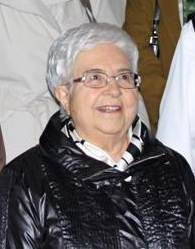
Мария Воче

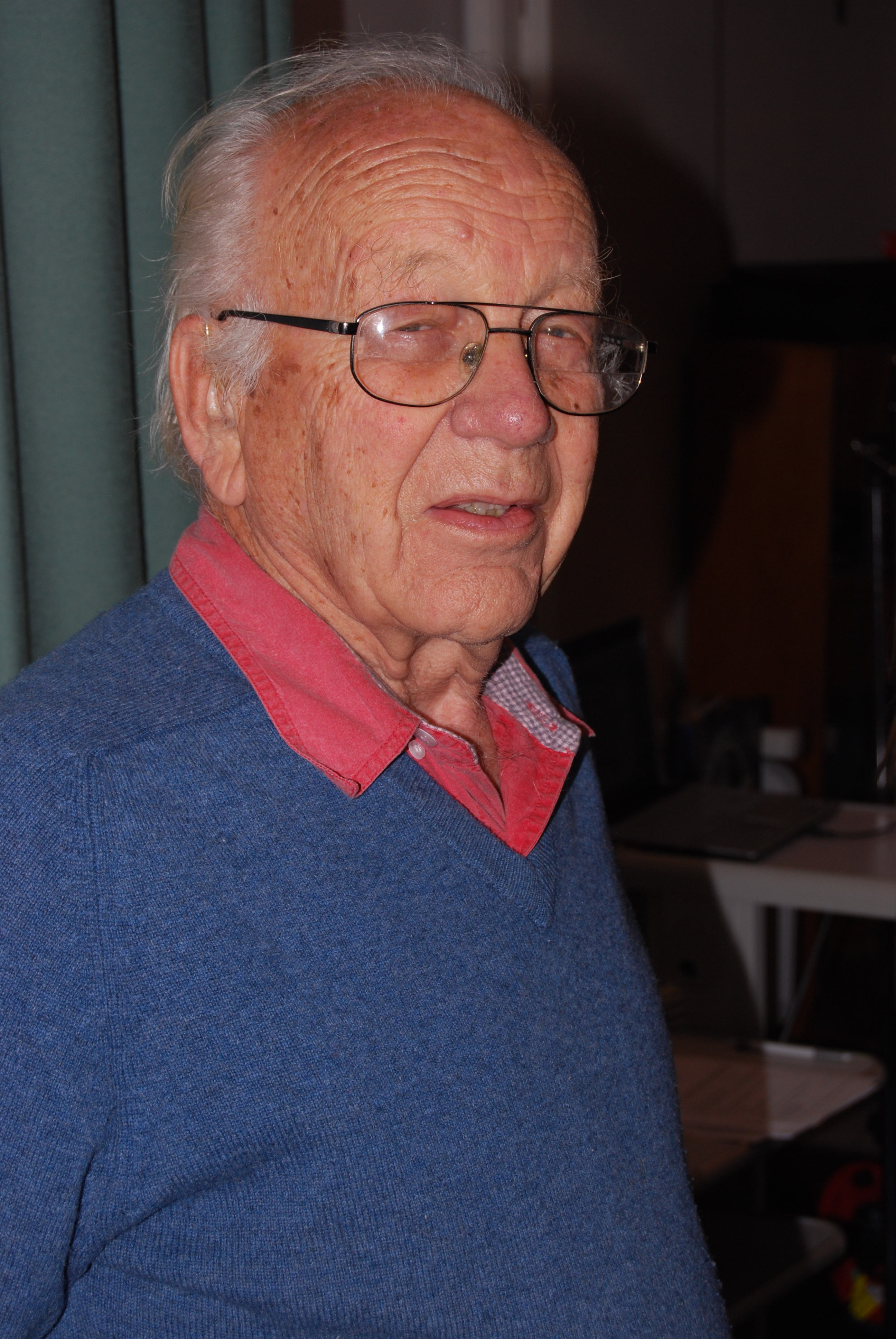
Фрэнсис Грэм-Смит

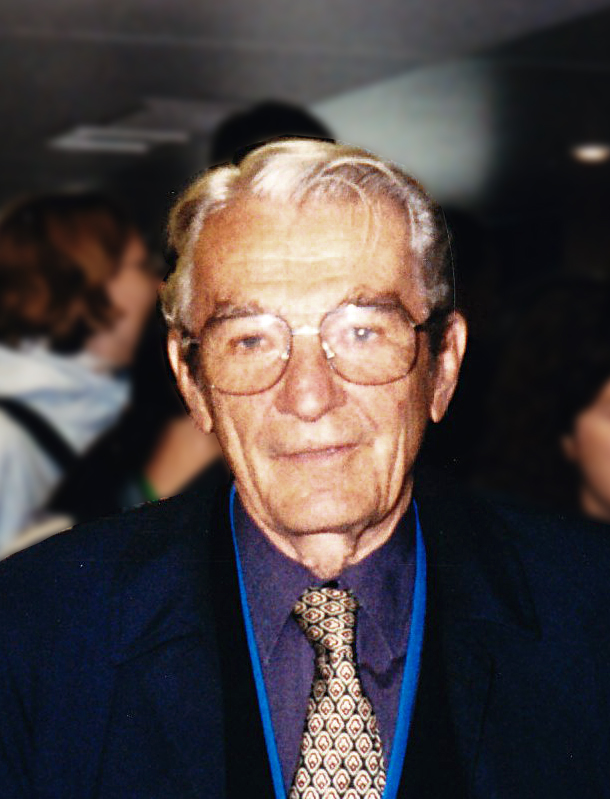
Айвар Джайевер

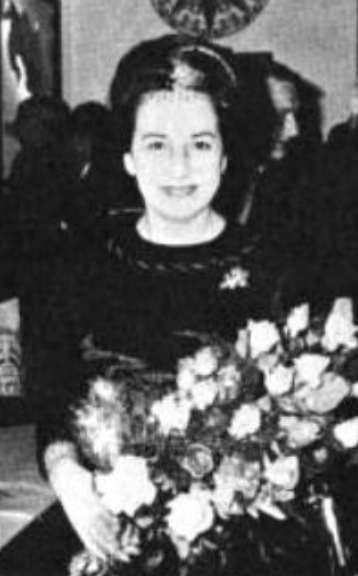
Марита Камачо Кирос

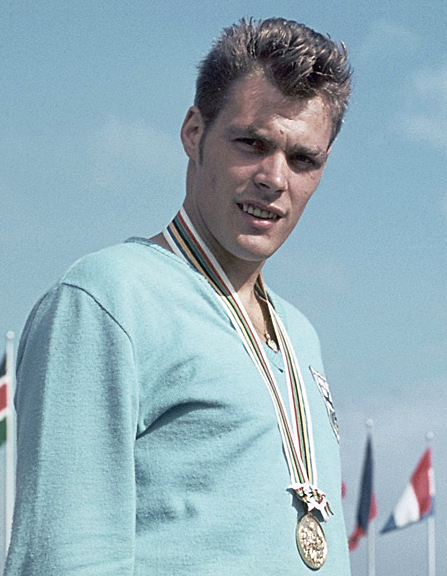
Паули Невала

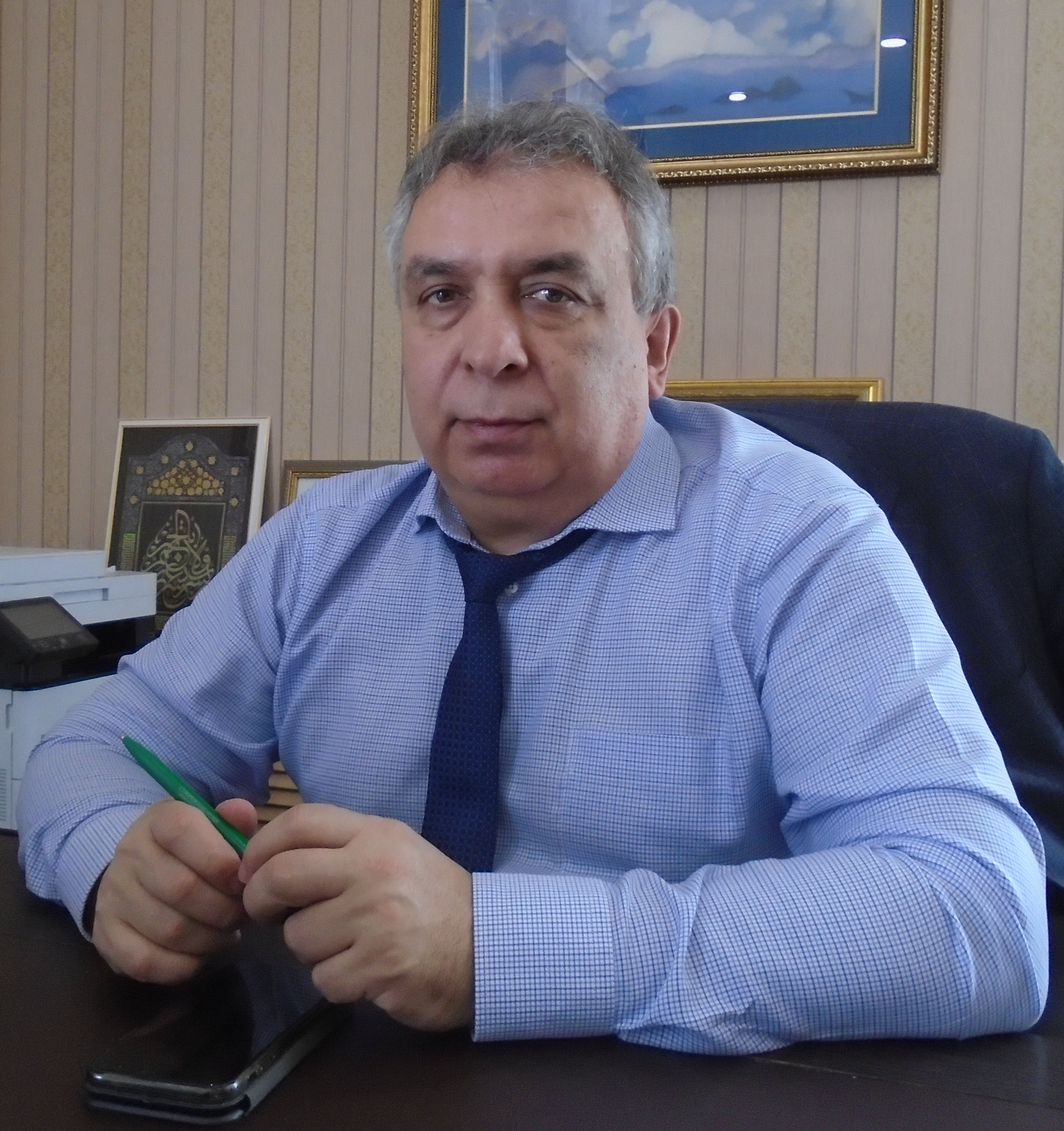
Рамиль Хайрутдинов

- Безель, Яков Владимирович (86) — советский и российский конструктор систем ПВО[143].
- Бенд, Эдвин (93) — швейцарский шахматист, международный мастер (1960), чемпион Швейцарии (1966)[144].
- Воче, Мария (87) — итальянский юрист и богослов[145].
- Гру, Себастьен[англ.] (50) — канадский тяжелоатлет, участник Олимпийских игр (2000); крушение вертолёта[146].
- Грэм-Смит, Фрэнсис (102) — британский астроном, королевский астроном (1982—1990)[147].
- Джайевер, Айвар (96) — норвежско-американский физик, лауреат Нобелевской премии по физике (1973)[148].
- Джоши, Пуран Чанд[англ.] (69) — индийский антрополог, исполняющий обязанности вице-канцлера Делийского университета (2020—2021)[149].
- Иеремия (Каллийоргис) (90) — архиерей Константинопольской православной церкви, митрополит Анкирский (с 2018)[150].
- Камачо Кирос, Марита (114) — коста-риканский общественный деятель, первая леди (1962—1966), вдова Франсиско Хосе Орлича Больмарсича, супердолгожительница[151].
- Лазарев, Валерий Васильевич (84) — советский и российский правовед, заслуженный деятель науки Российской Федерации (1996)[152].
- Лойтенеггер, Гертруд[нем.] (76) — швейцарская писательница[153].
- Маклохлан, Иэн[англ.] (83) — шотландский регбист, игрок национальной сборной и команды Британские и ирландские львы[154].
- Маслин, Михаил Александрович (77) — советский и российский философ[155].
- Млынарский, Мечислав[пол.] (69) — польский баскетболист, игрок национальной сборной, участник Олимпийских игр (1980)[156].
- Невала, Паули (84) — финский метатель копья, олимпийский чемпион (1964)[157].
- Рейнс, Микаэла[англ.] (30) — американская спасательница диких животных, ютубер и основательница SaveAFox Rescue[англ.]; самоубийство[158].
- Табатабаи-Камше, Исар (?) — иранский физик-ядерщик; убит ударом авиабомбы[159].
- Фарентольд, Блейк[англ.] (63) — американский политический деятель, член Палаты представителей (2011—2018)[160].
- Хайрутдинов, Рамиль Равилович (61) — российский историк, ректор ИМО КФУ (2013—2024)[161].
- Хиклинг, Гаретт[англ.] (54) — канадский регбист на инвалидных колясках, чемпион мира (2002), серебряный призёр Паралимпийских игр (2004)[162].
- Шарский, Станислав (85) — чешский актёр[163].

## 19 июня

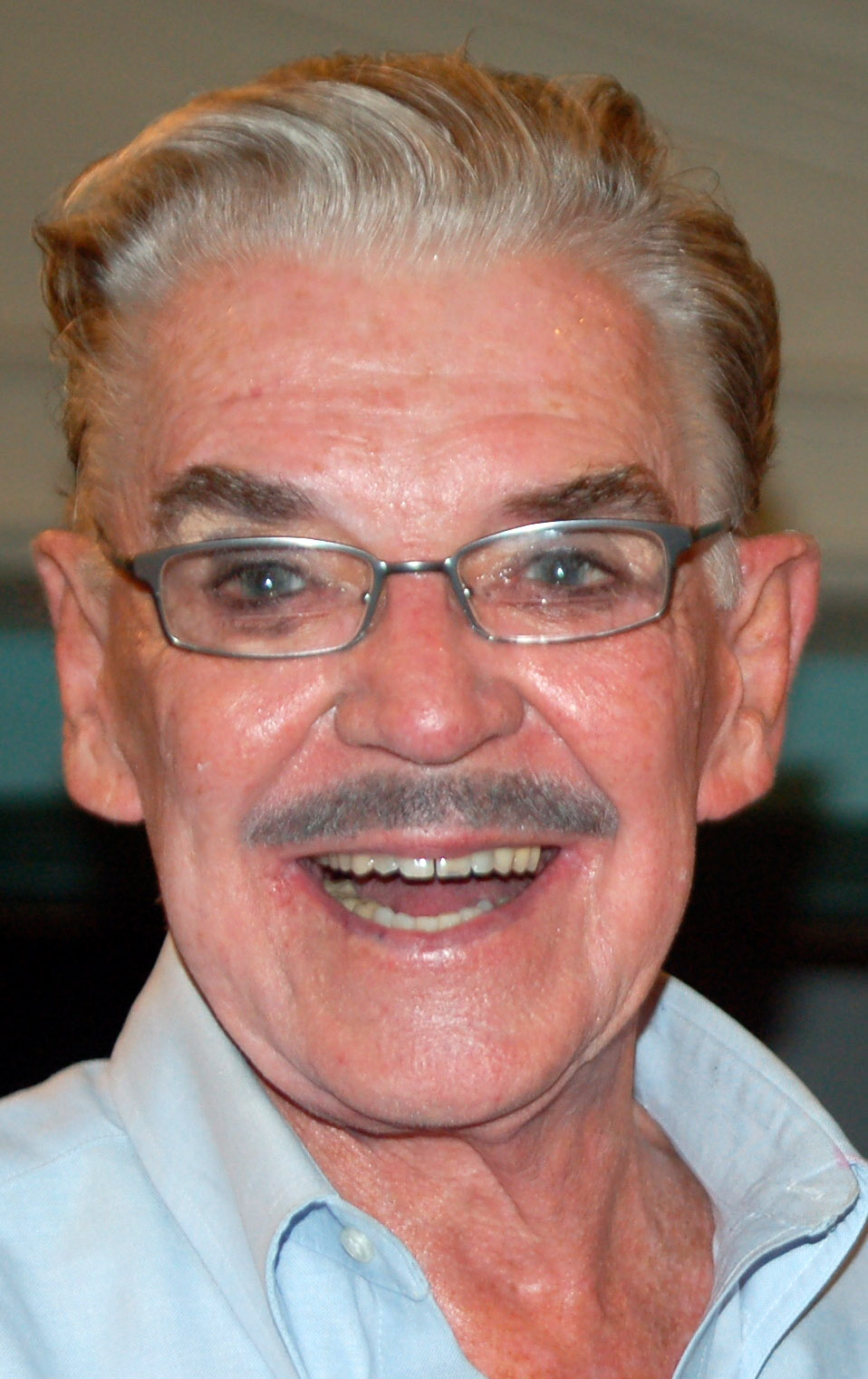
Джек Беттс

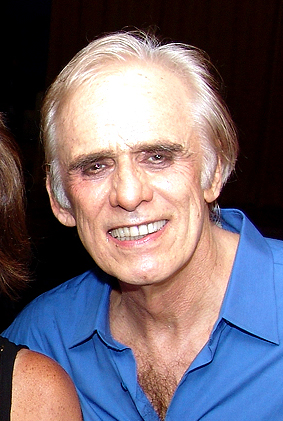
Франсиску Куоку

- Акопян-Тамарина, Нелли Суреновна (84) — советская и британская пианистка и педагог[164].
- Баруд, Азиза[фр.] (59) — чадская политическая деятельница и дипломат, депутат Парламента[165].
- Беттс, Джек (96) — американский актёр[166].
- Гуэрра, Франческо[англ.] (82) — итальянский физик[167].
- Касани, Джон Р.[англ.] (92) — американский инженер НАСА, руководитель проектов «Вояджер», «Кассини-Гюйгенс», «Прометей»[168].
- Куоку, Франсиску (91) — бразильский актёр[169].
- Лафламм, Раймон[англ.] (64) — канадский физик[170].
- Леприно, Джеймс[англ.] (87) — американский миллиардер[171].
- Люптак, Ян[словац.] (79) — словацкий политический деятель, депутат парламента Словакии (1992—1998)[172].
- Морату, Антониу (88) — португальский футболист, игрок национальной сборной[173].
- Пятница, Роман Анатольевич (29) — российский кикбоксер, двукратный чемпион России, бронзовый призёр чемпионата Европы; погиб[174].
- Рой, Прафулла[англ.] (90) — индийский писатель[175].
- Сартейн, Гейлард[англ.] (81) — американский актёр[176].
- Фантон, Андре[фр.] (97) — французский политик, депутат Национального собрания (1958—1969, 1973—1978, 1986—1988, 1993—1997), депутат Европейского парламента (1980—1982, 1984—1989)[177].

## 18 июня

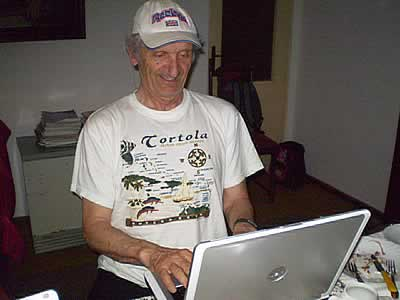
Димитрие Белица

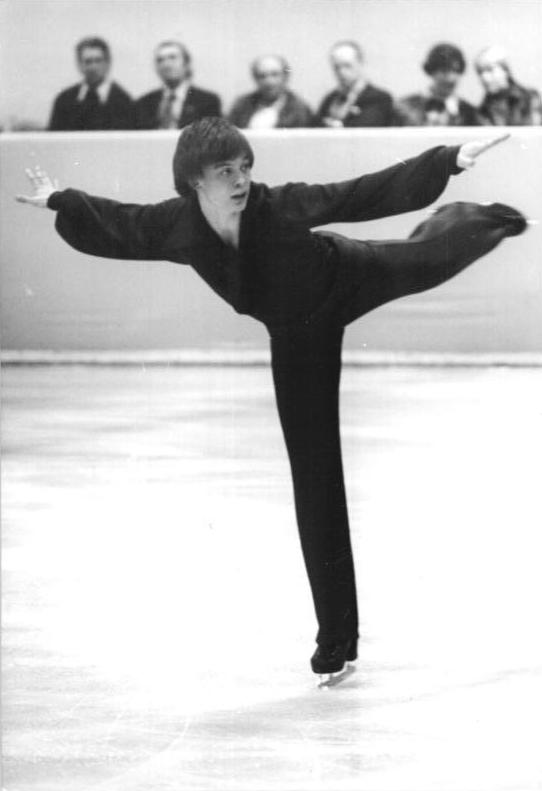
Константин Кокора

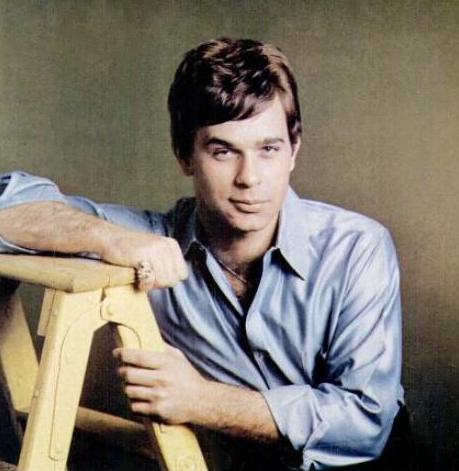
Лу Кристи

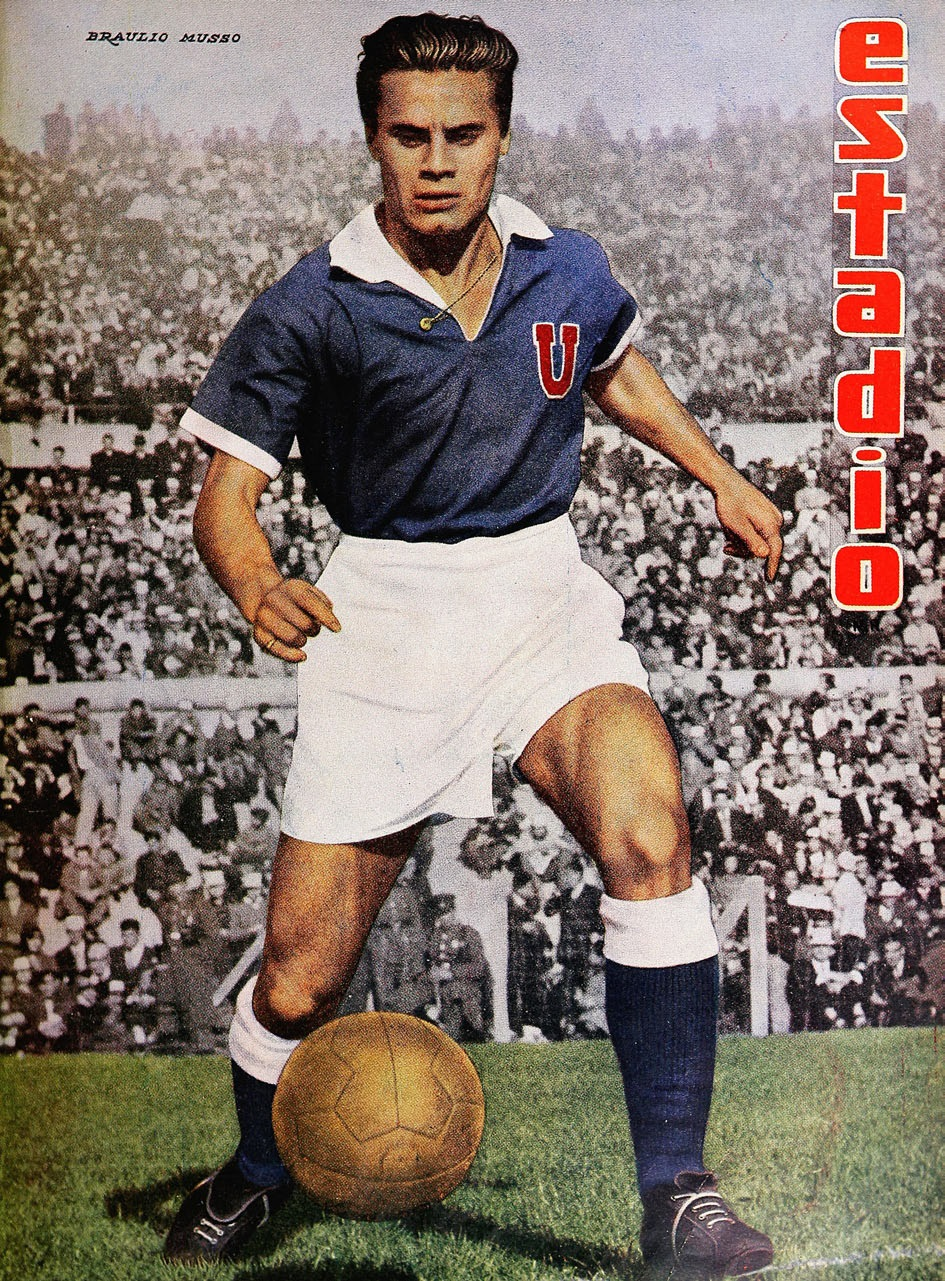
Браулио Муссо

- Бейкер, Фред[англ.] (73) — американский инженер, председатель Инженерного совета Интернета (1996—2001)[178].
- Белица, Димитрие (89) — сербский шахматист[179].
- Валиев, Камиль Мухаметшакирович (82) — советский и российский актёр и режиссёр, народный артист Татарской АССР (1979), заслуженный артист РСФСР (1984)[180].
- Гаспари, Джузеппе[итал.] (92) — итальянский футболист[181].
- Демьянов, Анатолий Григорьевич (86) — советский передовик промышленного производства, полный кавалер ордена Трудовой Славы[182].
- Кларк, Эд (95) — американский политический и государственный деятель[183].
- Кокора, Константин Леонидович (67) — советский фигурист, чемпион СССР (1979), участник Олимпийских игр (1980)[184].
- Конингэм, Генри, 8-й маркиз Конингэм (74) — ирландский пэр, маркиз Конингэм (с 2000)[185].
- Коркин, Геннадий Петрович (61) — советский и российский футболист и футбольный тренер; несчастный случай[186].
- Кристи, Лу (82) — американский певец[187].
- Маренко, Франческо[итал.] (85) — итальянский политик, член Палаты депутатов (1992—1996)[188].
- Мерфи, Том[англ.] (89) — американский бегун на средние дистанции, участник Олимпийских игр (1960)[189].
- Морлино, Леонардо[итал.] (77) — итальянский политолог[190].
- Муссо, Браулио (95) — чилийский футболист, игрок национальной сборной, бронзовый призёр чемпионата мира (1962)[191].
- Онберг, Анника[швед.] (75) — шведский политик, депутат Риксдага (1988—1994), министр сельского хозяйства (1996—1998)[192].
- Пиплоу, Марк[англ.] (82) — британский сценарист, лауреат премии «Оскар» за лучший адаптированный сценарий (1987)[193].
- Тенякова, Наталья Максимовна (80) — советская и российская актриса, народная артистка Российской Федерации (1994), вдова Сергея Юрского[194].
- Флорес Сандоваль, Патрисио[исп.] (73) — мексиканский политик, член Палаты депутатов (2006—2009, 2012—2015)[195].
- Юссон, Ги[фр.] (94) — французский метатель молота, участник Олимпийских игр (1956, 1960, 1964)[196].
- Ярви, Теет[эст.] (67) — советский и эстонский виолончелист[197].

## 17 июня

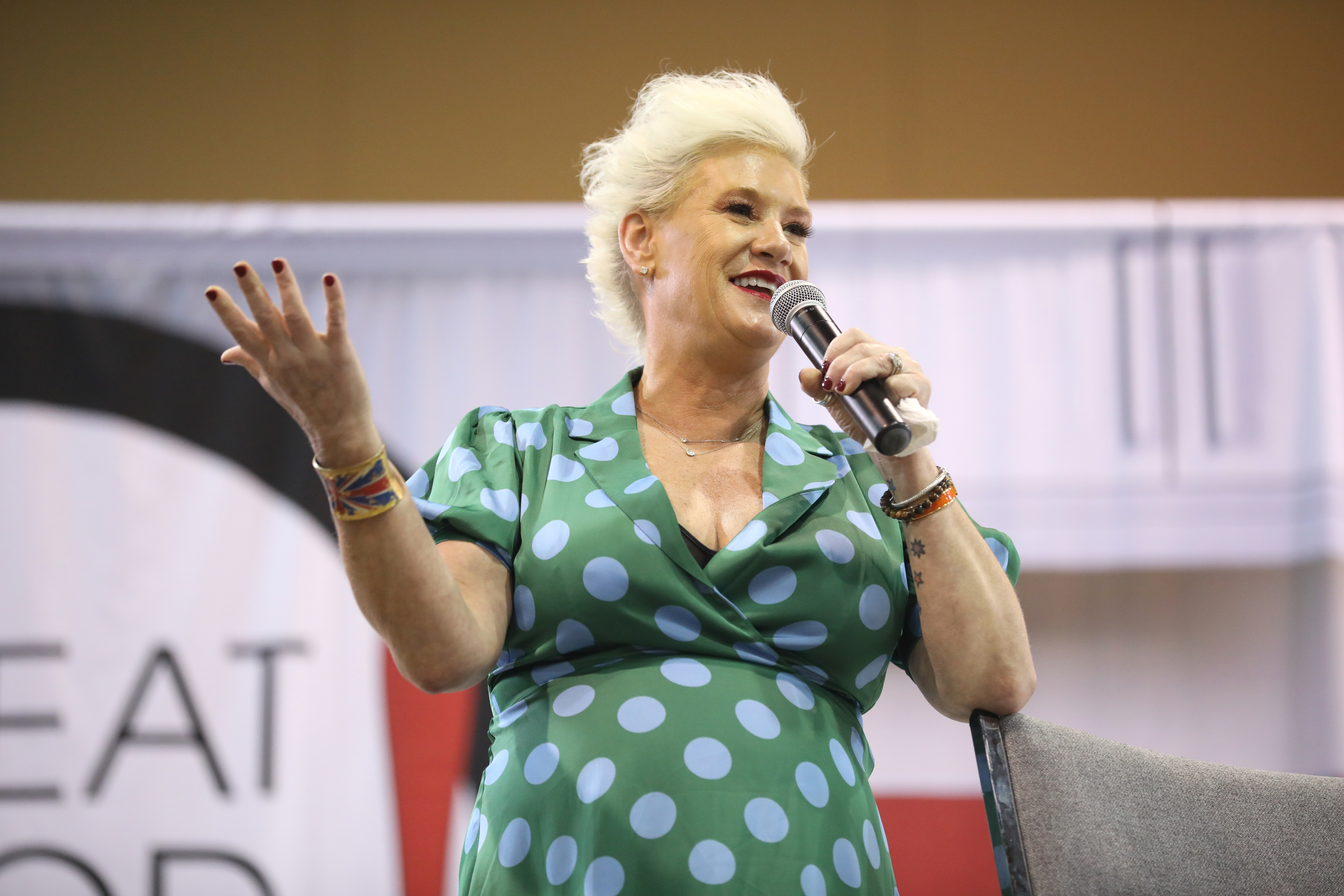
Энн Баррелл

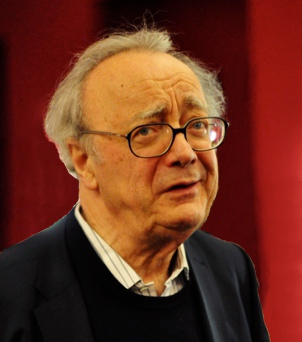
Альфред Брендель

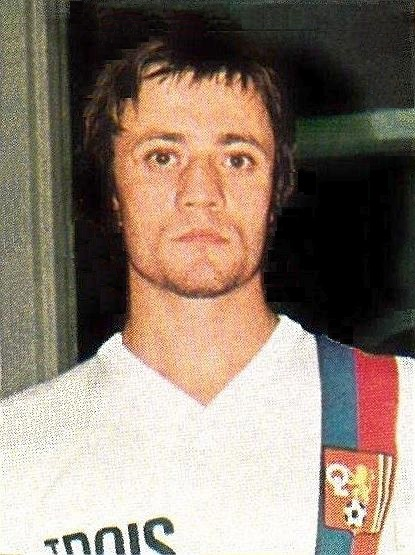
Бернар Лякомб

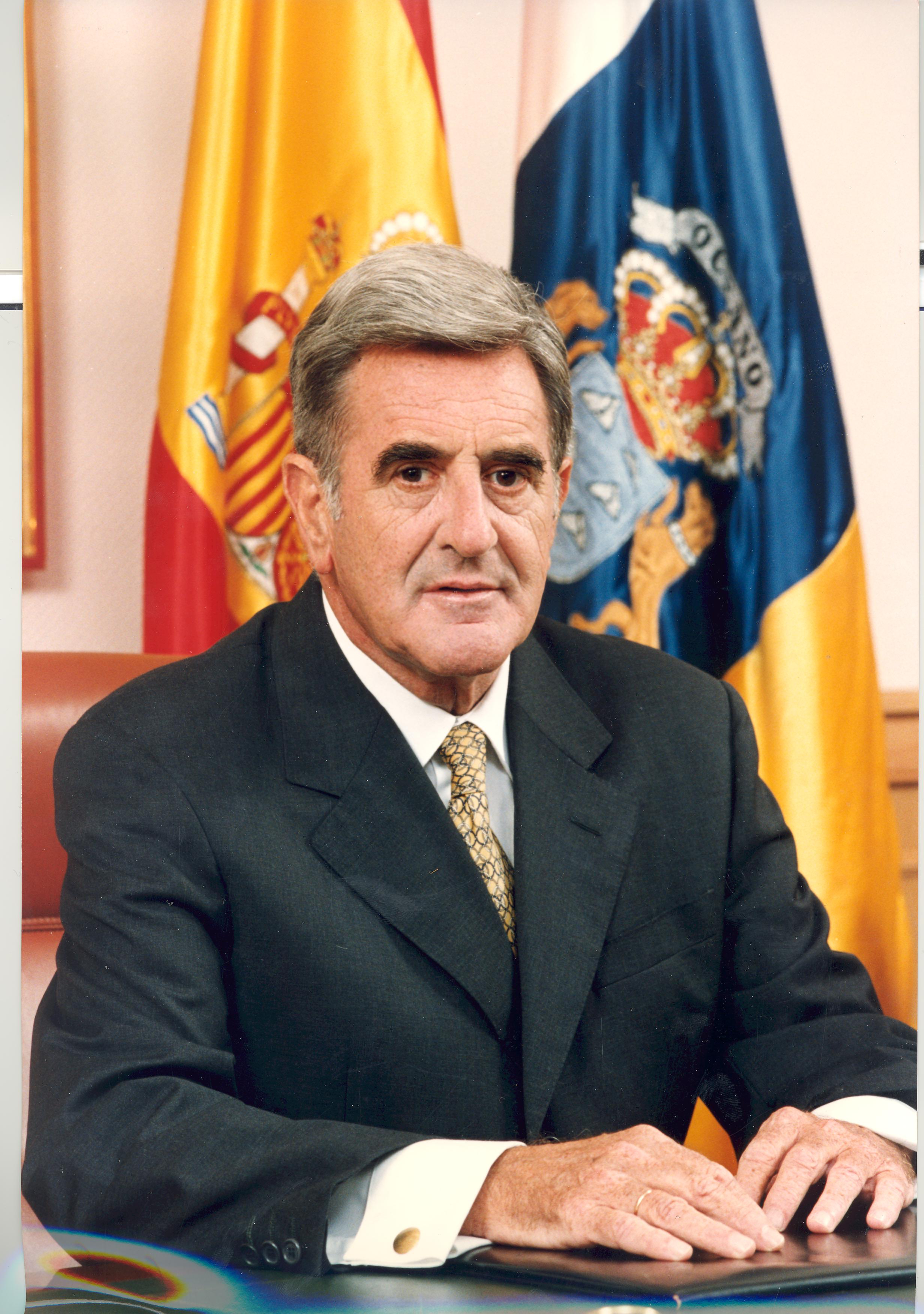
Мануэль Эрмосо

- Баринов, Сергей Миронович (80) — советский и российский материаловед, член-корреспондент РАН (2008)[198].
- Баррелл, Чарльз[англ.] (104) — американский музыкант[199].
- Баррелл, Энн (55) — американский шеф-повар и телеведущая[200].
- Брендель, Альфред (94) — австрийский пианист и композитор[201].
- Вранкен, Ян[нидерл.] (77) — нидерландский юрист, член Королевской академии наук и искусств Нидерландов (с 1993)[202].
- Говиндасами, Палавинель[англ.] (76) — малайзийский политик, президент Индийского конгресса Малайзии (2010—2013), министр природных ресурсов (2013—2015), депутат Парламента (1990—2008, 2010—2018)[203].
- Коордес, Эгон (80) — немецкий футболист и футбольный тренер[204].
- Лурье, Феликс Моисеевич (93) — советский и российский историк, библиограф, писатель[205].
- Лякомб, Бернар (72) — французский футболист и футбольный тренер, игрок национальной сборной, чемпион Европы (1984)[206].
- Сандрони, Сисеру[порт.] (90) — бразильский журналист, член (2003) и президент (2007—2009) Бразильской академии литературы[207].
- Шадмани, Али (?) — иранский генерал, командующий Центральным штабом Хатам аль-Анбия[англ.] (с 2025); погиб в результате израильской операции «Народ как лев»[208].
- Эрмосо, Мануэль (89) — испанский политический и государственный деятель, депутат Конгресса депутатов (1986), президент Канарских островов (1993—1999)[209].

## 16 июня
- Гаск, Жак[фр.] (75) — французский регбист, игрок национальной сборной[210].
- Казьмирчук, Григорий Дмитриевич (81) — советский и украинский историк[211].
- Клеппнер, Дэниел (92) — американский физик, член НАН США (1986)[212].
- Красников, Николай Олегович (40) — российский спортсмен (мотогонки на льду), многократный чемпион мира, России, заслуженный мастер спорта России; ДТП[213].
- Медина, Габриэла[исп.] (89) — чилийская актриса и защитница прав актёров[214].
- Мутху, Неллаи[англ.] (74) — индийский писатель[215].
- Питерсон, Патришия[англ.] (99) — американская журналистка и редактор[216].
- Ретамаль Фаверо, Хулио[исп.] (91) — чилийский историк и философ[217].
- Сарсо, Маноло[исп.] (93) — испанский актёр[218].
- Тесарж, Ян[чеш.] (92) — чехословацкий и чешский историк и диссидент[219].

## 15 июня

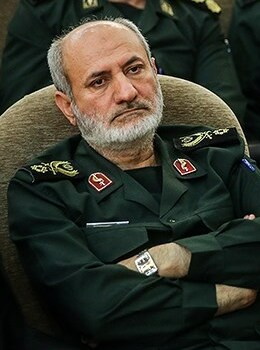
Мохаммад Каземи

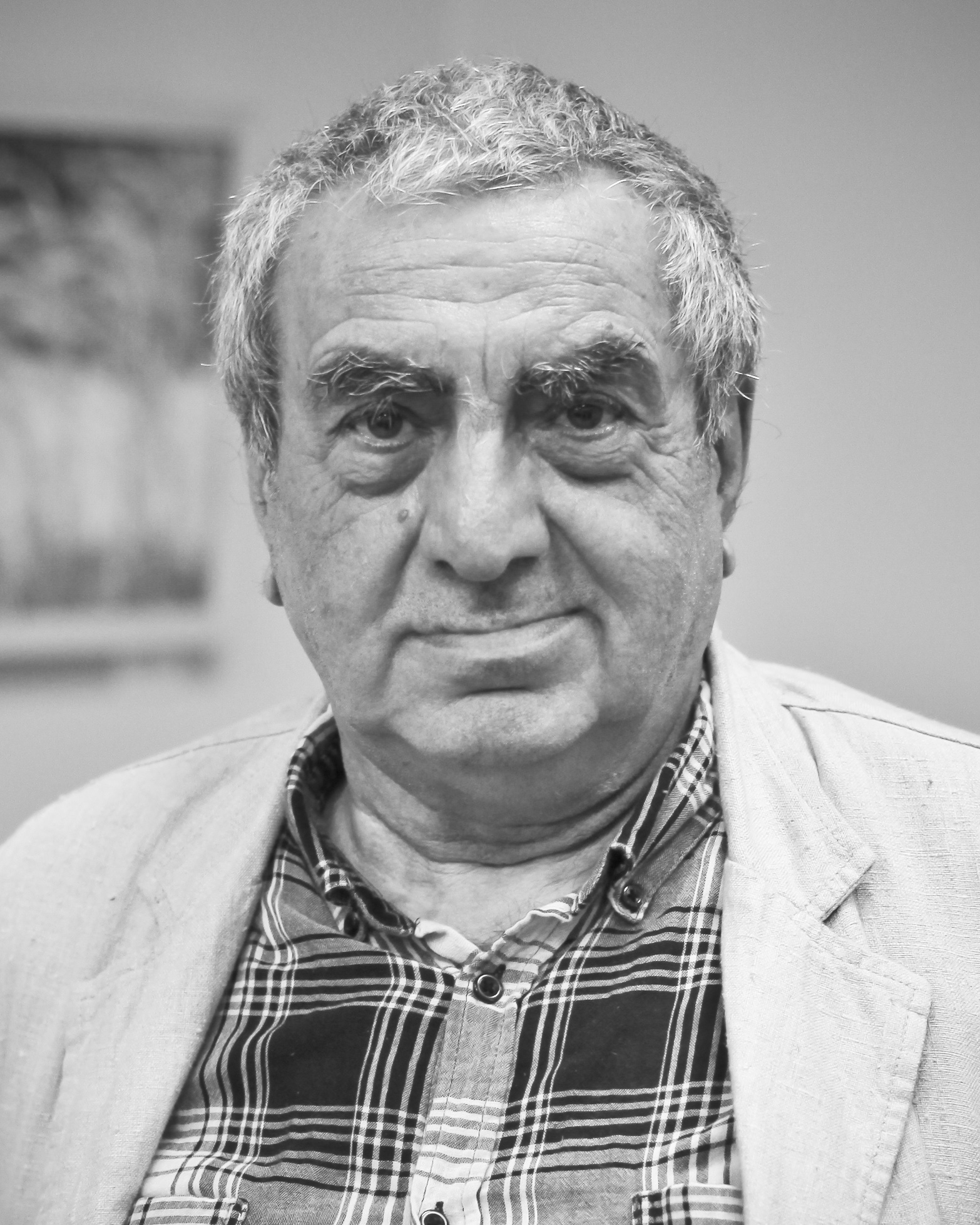
Расим Даргях-заде

- Айплатов, Геннадий Николаевич (88) — советский и российский историк[220].
- Анаккхапхан, Сарасак[англ.] (71) — таиландский политик, депутат Палаты представителей (1996—2023)[221].
- Барбьери, Эмеренцио[итал.] (78) — итальянский политик, член Палаты депутатов (2001—2013)[222].
- Бира Президенти[порт.] (88) — бразильский певец, перкуссионист и композитор в стиле самба, основатель группы Fundo de Quintal[англ.] и карнавального блока Cacique de Ramos[порт.][223].
- Веркоу, Барри[англ.] (87) — новозеландский композитор и программист, изобретатель языка программирования Csound[224].
- Даргях-заде, Расим Ильяс оглы (81) — советский и российский кинематографист, заслуженный работник культуры Российской Федерации (2003)[225].
- Жангазиев, Жаксылык Смагулович (77) — казахстанский инженер-нефтяник[226].
- Каземи, Мохаммад (63) — иранский военный деятель, начальник разведывательного управления КСИР (с 2022); погиб в результате израильской операции «Народ как лев»[227].
- Мацумото, Хироси[англ.] (82) — японский инженер, президент Киотского университета (2008—2014), президент RIKEN (2015—2022)[228].
- Монту, Мостафа Мохсин[англ.] (80) — бангладешский политик, депутат Национальной ассамблеи (1986—1988)[229].
- Мохагег, Хасан[англ.] (73—74) — иранский военный деятель, заместитель начальника разведывательного управления КСИР[227].
- Пальмовская, Кристина[пол.] (76) — польская альпинистка; погибла при горном восхождении[230].
- Уиллис, Торнтон[англ.] (89) — американский художник[231].
- Фаррингтон, Джон[англ.] (82) — австралийский марафонец, участник Олимпийских игр (1968)[232].
- Фелипенко, Юрий Сергеевич[укр.] (32) — украинский актёр и военнослужащий ВСУ; погиб на российско-украинской войне[233].
- Финк, Макс[англ.] (102) — американский невролог и психиатр[234].

## 14 июня

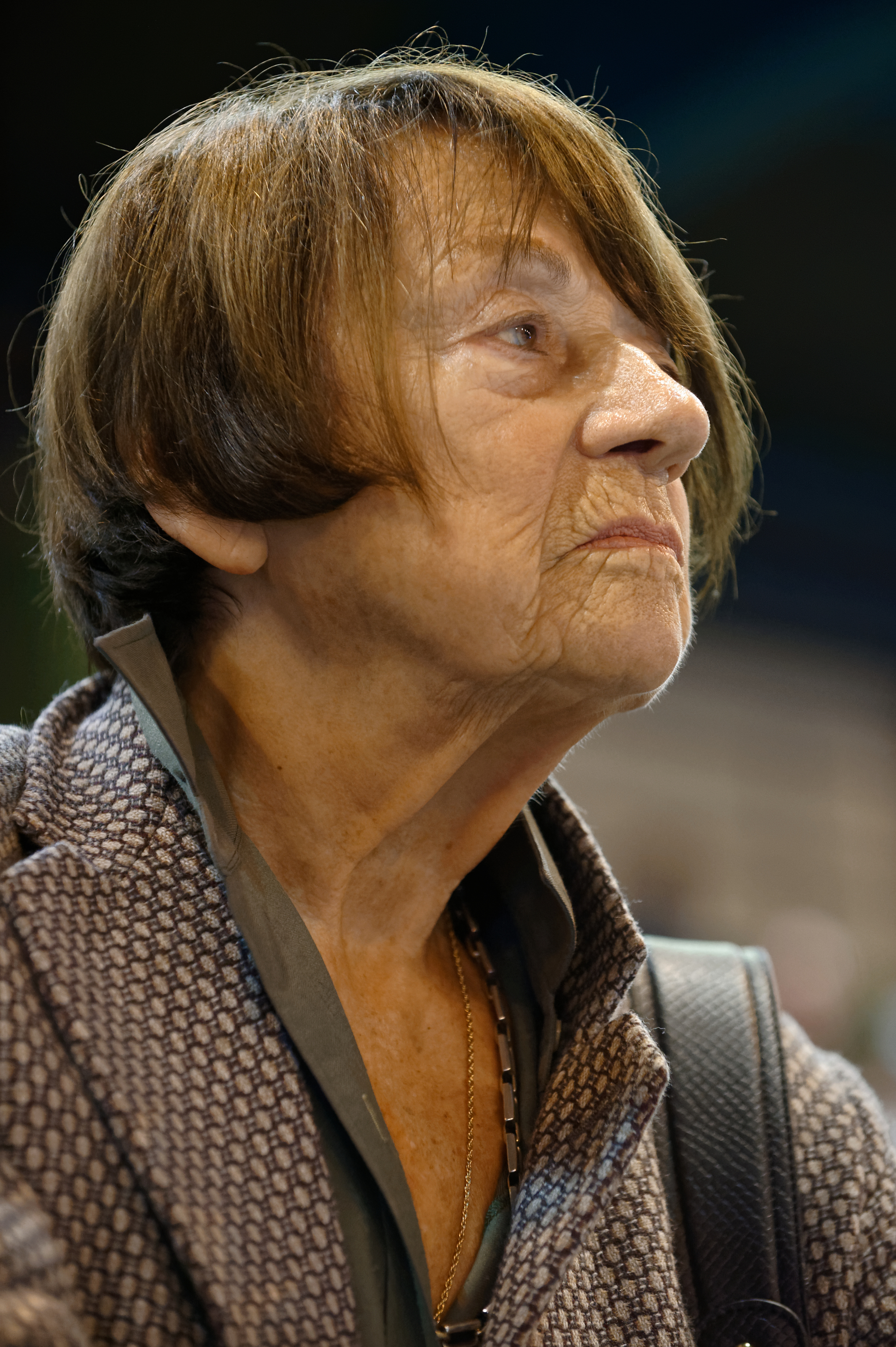
Катрин Дельбар

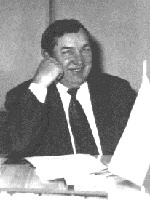
Иван Индинок

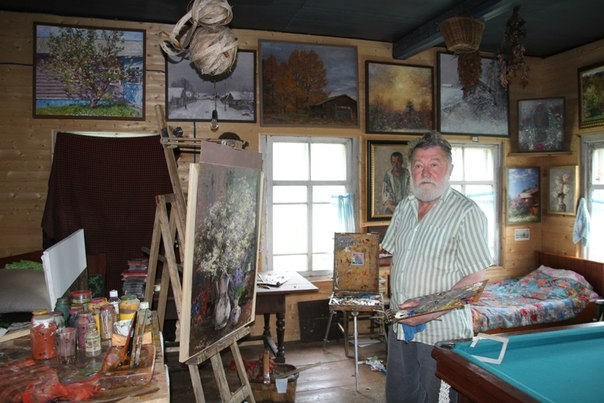
Владимир Каркодым

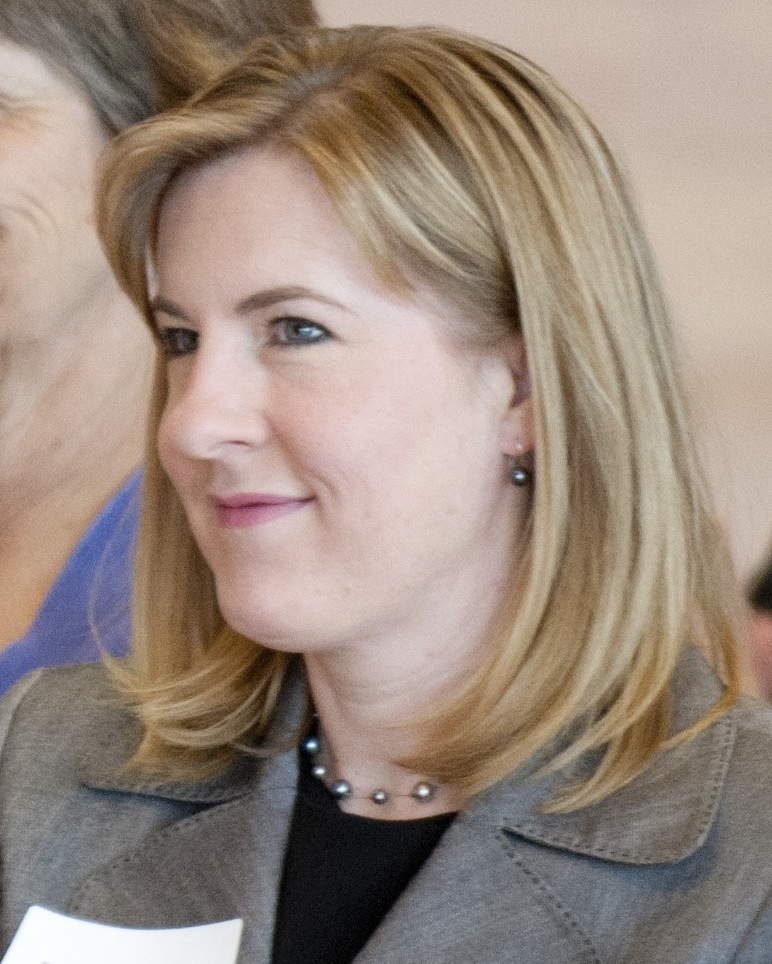
Мелисса Хортман

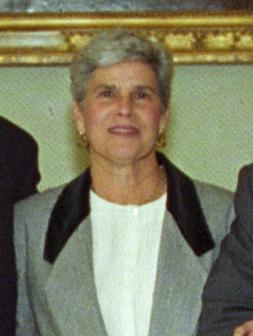
Виолета Чаморро

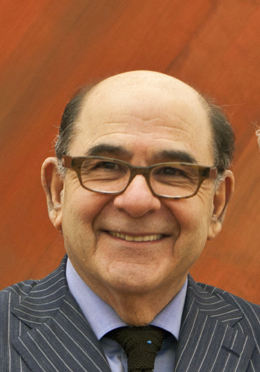
Джоэл Шапиро

- Барриос де Чаморро, Виолета (95) — никарагуанская журналистка, политический и государственный деятель, президент (1990—1997)[235].
- Басса-Джери, Сабиру[англ.] (37) — тоголезский футболист, игрок национальной сборной[236].
- Борджи, Саид[англ.] (66-67) — иранский инженер и физик-ядерщик; погиб в результате израильской операции «Народ как лев»[237].
- Дельбар, Катрин (100) — французская фехтовальщица, участница Олимпийских игр (1956, 1960), многократный призёр чемпионатов мира[238].
- Жумабаев, Латип Пазылович (69) — киргизский юрист, судья Конституционного суда (с 2020)[239].
- Индинок, Иван Иванович (86) — советский и российский политический и государственный деятель, глава администрации города Новосибирска (1991—1993), глава администрации Новосибирской области (1993—1995)[240].
- Коркодым, Владимир Николаевич (85) — российский живописец, заслуженный художник Российской Федерации (1997)[241].
- Коротков, Владимир Викторович (77) — советский теннисист[242].
- Кукушкин, Александр Михайлович (93) — советский партийный и государственный деятель, председатель Новгородского горисполкома (1962—1966), первый секретарь Новгородского горкома КПСС (1972—1974)[243].
- Кюпперс, Топси[нем.] (93) — австрийская актриса, певица и писательница[244].
- Лоудер, Леонард[англ.] (92) — американский бизнесмен-миллиардер, генеральный директор Estée Lauder Companies (1982—1999)[245].
- Ос, Хенк ван[нидерл.] (87) — нидерландский искусствовед, директор Рейксмюсеума (1989—1996)[246].
- Таннер, Харольд[англ.] (93) — американский банкир и общественный деятель, президент Американского еврейского комитета (2001—2004)[247].
- Хазард, Сирил (97) — британский астроном[248].
- Хортман, Мелисса (55) — американский политик, спикер (2019—2025) и член (с 2005) Палаты представителей Миннесоты; застрелена[249].
- Шапиро, Джоэл (83) — американский скульптор-постминималист[250].

## 13 июня

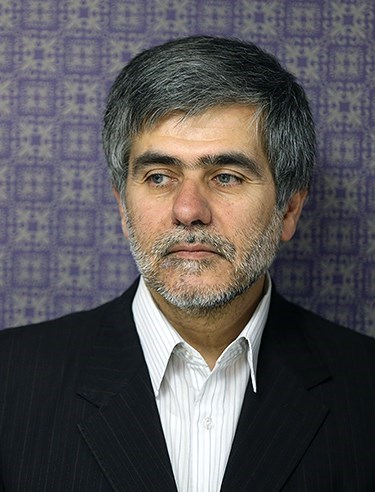
Ферейдун Аббаси-Давани

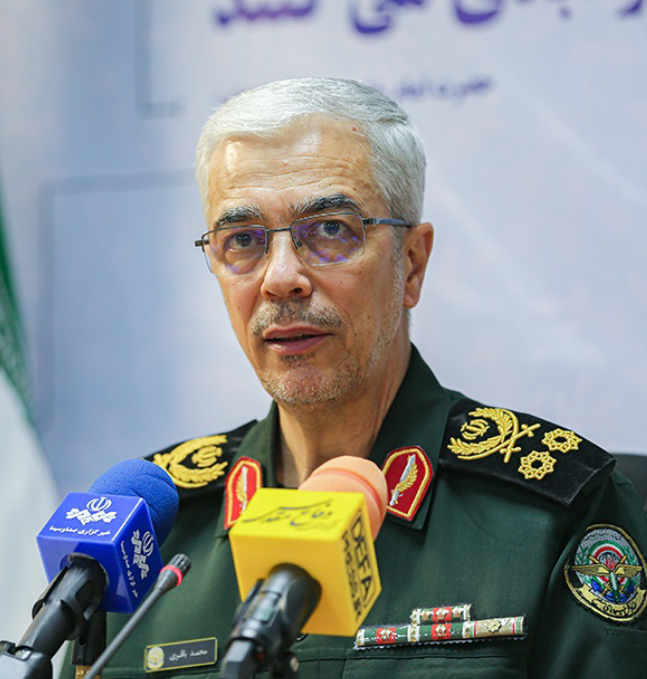
Мохаммад Багери

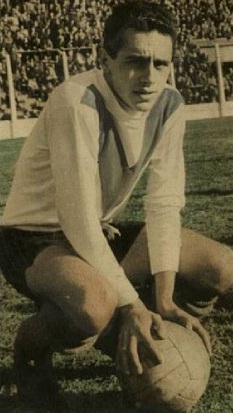
Хуан Карлос Кароне

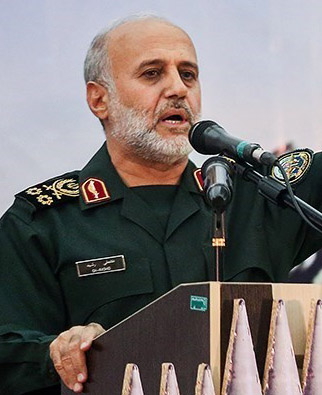
Голям-Али Рашид

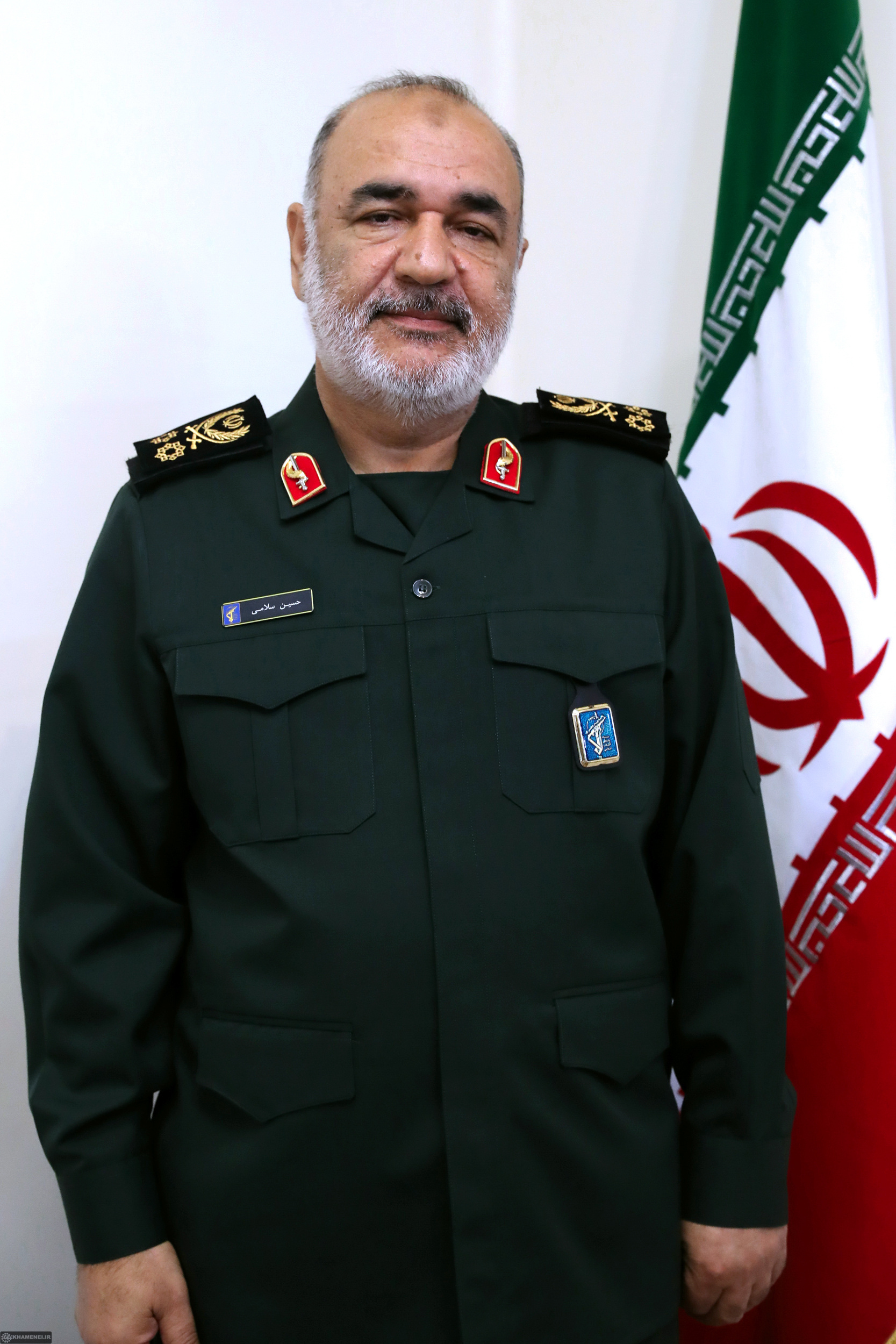
Хоссейн Салами

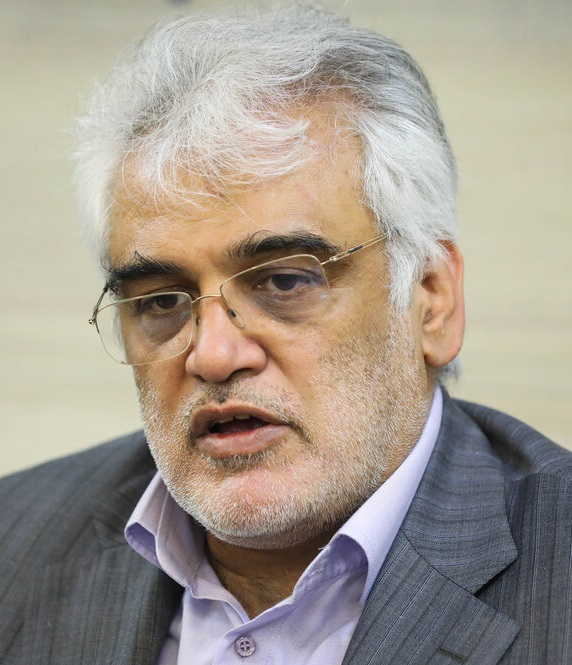
Мохаммад Мехди Техранчи

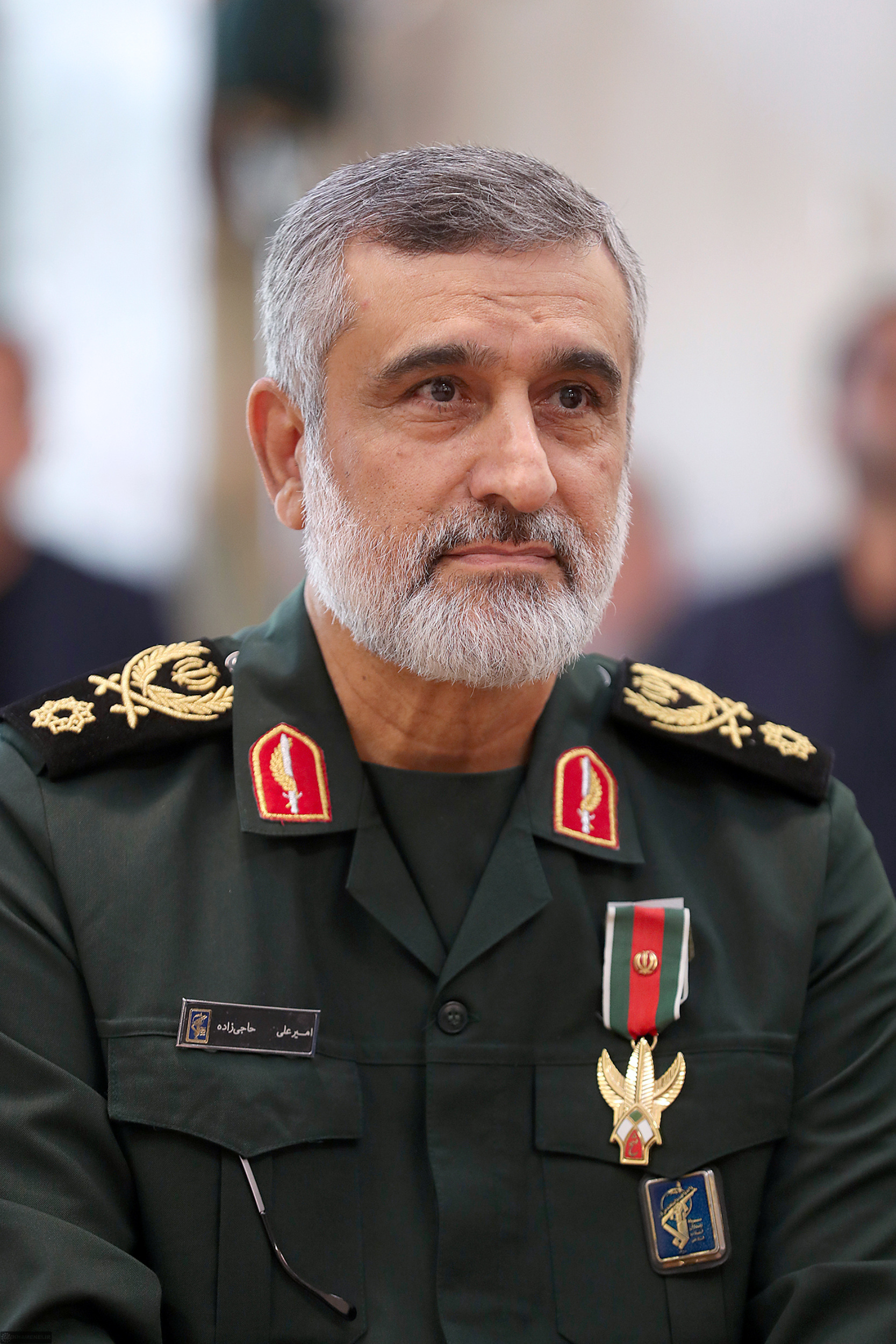
Амир-Али Хаджизаде

- Биллок, Мартин[исп.] (65) — аргентинский яхтсмен, участник Олимпийских игр (1996)[251].
- Ванасингхе, Гамильтон[англ.] (90) — шри-ланкийский военный деятель, командующий армией (1988—1991)[252].
- Гвоздев, Владимир Алексеевич (90) — советский и российский молекулярный генетик, академик РАН (2006)[253].
- Домашевич, Сергей Владимирович (60) — советский и белорусский футболист[254].
- Кароне, Хуан Карлос (83) — аргентинский футболист, игрок национальной сборной[255].
- Кондратенко, Василий Петрович (89) — советский передовик сельскохозяйственного производства, Герой Социалистического Труда (1985)[256].
- Крайефелд-Ваутерс, Йелтин[нидерл.] (92) — нидерландская политическая деятельница, депутат Палаты представителей (1973—1977, 1981—1988)[257].
- Новина-Конопка, Пётр[пол.] (76) — польский политик и дипломат, депутат Сейма (1991—2001)[258].
- Пул, Дик[англ.] (94) — австралийский регбист[259].
- Сантуш, Артур (94) — португальский футболист и футбольный тренер, игрок национальной сборной[260].
- Янко, Михаил Леонидович (75) — советский и российский актёр, народный артист Российской Федерации (1995)[261].
- Погибшие в результате израильской операции «Народ как лев»:
  - Аббаси, Ферейдун (66) — иранский физик-ядерщик и политический деятель, депутат Исламского консультативного совета (2020—2024), глава Организации по атомной энергии (2011—2013)[262].
  - Багери, Мохаммад (64/65) — иранский военный деятель, начальник генерального штаба Вооружённых сил (с 2016)[263].
  - Дариани, Ахмадреза[перс.] (65) — иранский физик[264].
  - Манучехр, Абдулхамид[перс.] (?) — иранский физик-ядерщик[265].
  - Раббани, Мехди[перс.] (?) — иранский военный деятель, заместитель начальника генерального штаба Вооружённых сил (с 2016)[266].
  - Рашид, Голям-Али (71/72) — иранский военный деятель, заместитель начальника генерального штаба Вооружённых сил (1999—2016)[267].
  - Салами, Хоссейн (64/65) — иранский военный деятель, командующий КСИР (с 2019), генерал-майор[268].
  - Тегеранчи, Мохаммад (60) — иранский физик[269].
  - Фехи, Сейед Амирхоссейн[англ.] (46) — иранский физик и инженер[270].
  - Шейхиан, Давуд[англ.] (?) — командир ВВС КСИР, ответственный за противовоздушную оборону[271].
  - Хаджизаде, Амир-Али (63) — иранский военный деятель, командующий ВВС КСИР (с 2009)[272].

## 12 июня

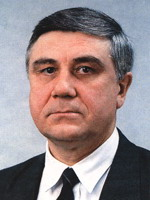
Николай Виноградов

Сергей Мишин

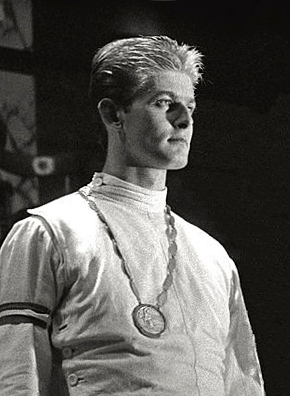
Золтан Хорват

- Виноградов, Николай Владимирович (78) — советский и российский государственный деятель, губернатор Владимирской области (1996—2013)[273].
- Джи, Морис[англ.] (93) — новозеландский писатель[274].
- Дудицэ, Флоря[англ.] (91) — румынский политик, сенатор (1992—1993)[275].
- Мишин, Сергей Николаевич (66) — советский и российский гиревик, десятикратный чемпион мира[276].
- Раялу, Ватими[англ.] — фиджийский политик, министр сельского хозяйства и водных ресурсов, депутат Парламента (с 2022)[277].
- Рупани, Виджай[англ.] (68) — индийский политический и государственный деятель, депутат Раджья сабхи (2006—2012), главный министр Гуджарата (2016—2021); авиакатастрофа[278].
- Самсон, Бернар[фр.] (66) — французский футболист[279].
- Сильва, Фил[англ.] (84) — новозеландский психолог и педиатр[280].
- Сичилиано, Барбара (52) — итальянская волейболистка[281].
- Скеггс, Клифф[англ.] (94) — новозеландский политик, мэр Данидина (1977—1989)[282].
- Строе, Раду[рум.] (75) — румынский политический и государственный деятель, министр внутренних дел (2012—2014)[283].
- Сулайманова, Кульсара (95) — советский работник народного хозяйства, Герой Социалистического Труда (1965)[284].
- Хорват, Золтан (88) — венгерский фехтовальщик, олимпийский чемпион (1960)[285].

## 11 июня

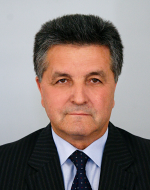
Алиосман Имамов

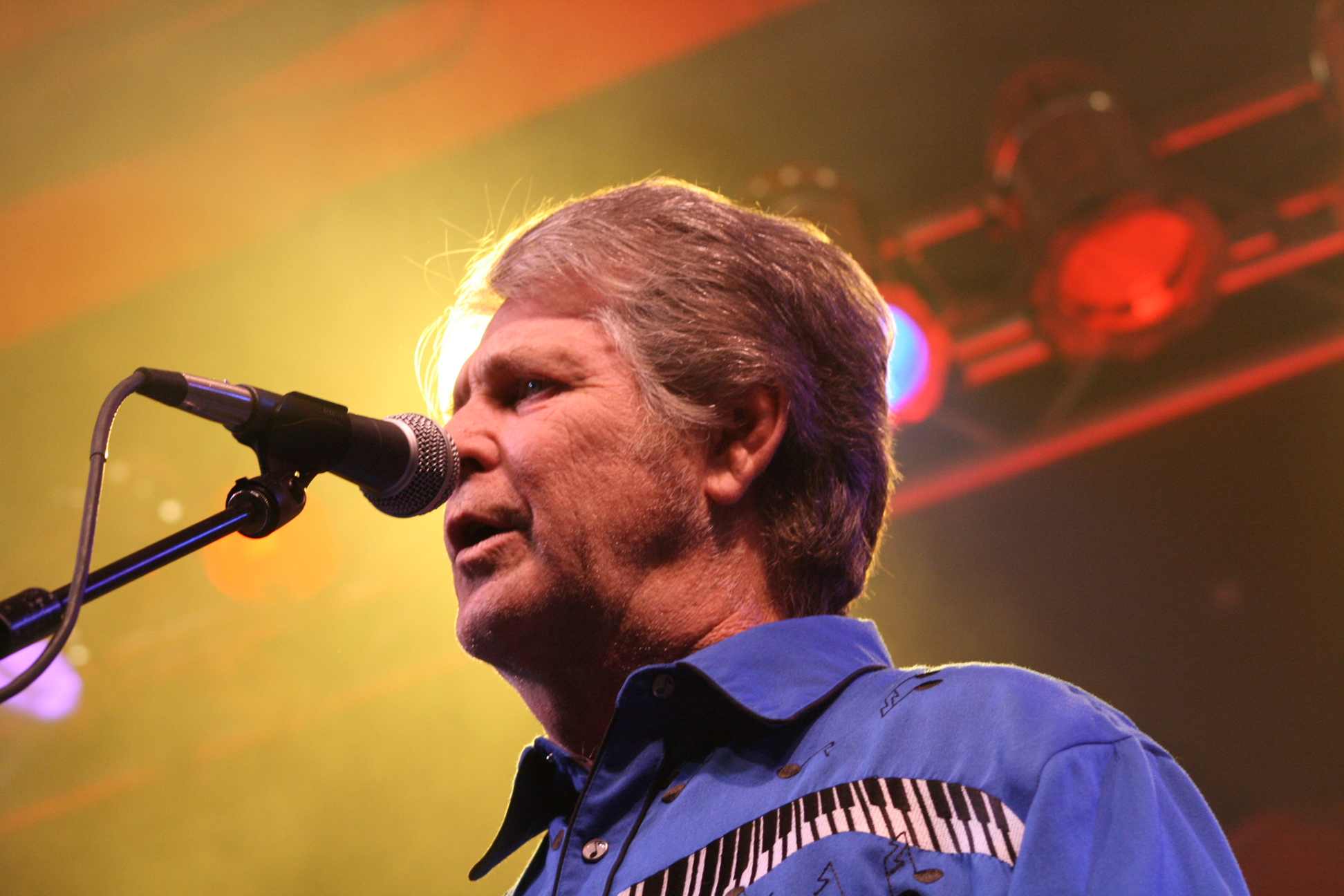
Брайан Уилсон

- Бринкат, Пол[англ.] — австралийский звукорежиссёр, лауреат премии «Спутник» (2005)[286].
- Бунго, Лека (81) — албанский актёр и кинорежиссёр[287].
- Ибен, Икко[англ.] (93) — американский астроном, член Национальной академии наук США (1985), лауреат медали Эддингтона (1990)[288].
- Имамов, Алиосман (72) — болгарский учёный и политик, депутат Народного собрания (2001—2017)[289].
- Карвацкий, Виталий Сергеевич (25) — украинский военнослужащий, участник российско-украинской войны, Герой Украины (2025, посмертно)[290].
- Крайевелд-Ваутерс, Йелтин[нидерл.] (92) — нидерландский политик, депутат Палаты представителей (1973—1977, 1981—1988), министр культуры, отдыха и социальной работы (1977—1981)[257].
- Маккарти, Дуглас[англ.] (58) — английский певец (Nitzer Ebb)[291].
- Милошевич, Петар (81) — югославский и сербский военный деятель, полковник; ДТП[292].
- Самудио, Рафаэль[исп.] (93) — колумбийский военный и политический деятель, министр национальной обороны (1986—1988)[293].
- Сато, Тэцуо[яп.] (76) — японский волейболист, олимпийский чемпион (1972)[294].
- Уилсон, Брайан (82) — американский музыкант, певец и продюсер, обладатель премии «Грэмми»[295].
- Учитель, Игорь Леонидович[укр.] (70) — украинский учёный, инженер и предприниматель[296].
- Фицджеральд, Лиам[англ.] (75) — ирландский политический деятель, депутат Палаты представителей (1981—1997), сенатор (1997—2007)[297].
- Чен, Стелла[кит.] (75) — тайваньская политическая деятельница, депутат Законодательного Юаня (1993—1995)[298].
- Яшаргил, Гази (99) — турецкий и швейцарский нейрохирург[299].

## 10 июня

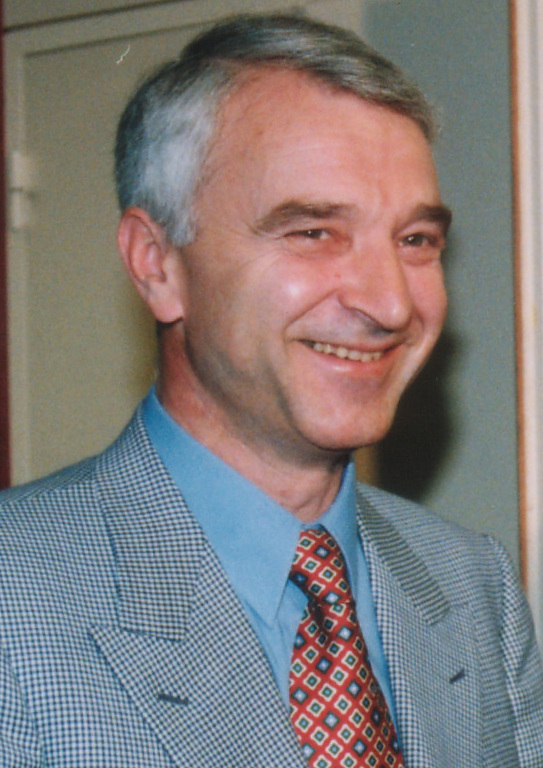
Буяр Букоши

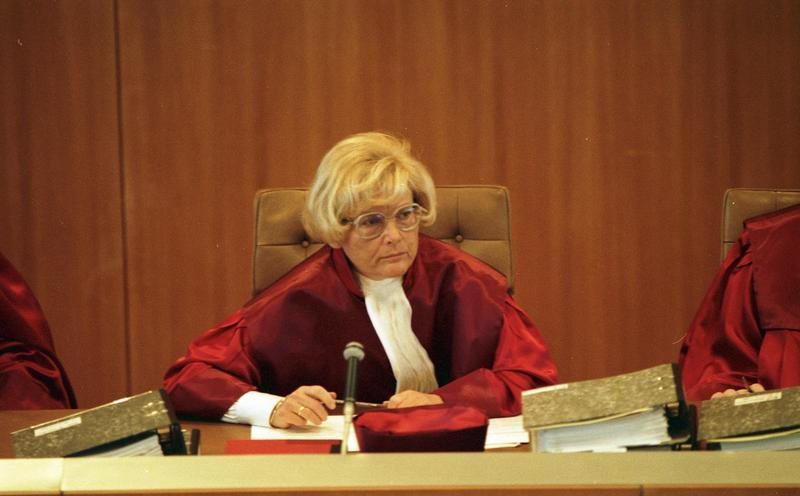
Карин Грассхоф

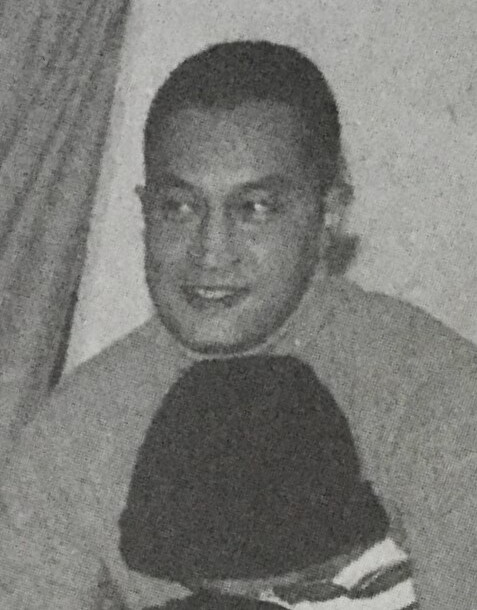
Сучинда Крапраюн

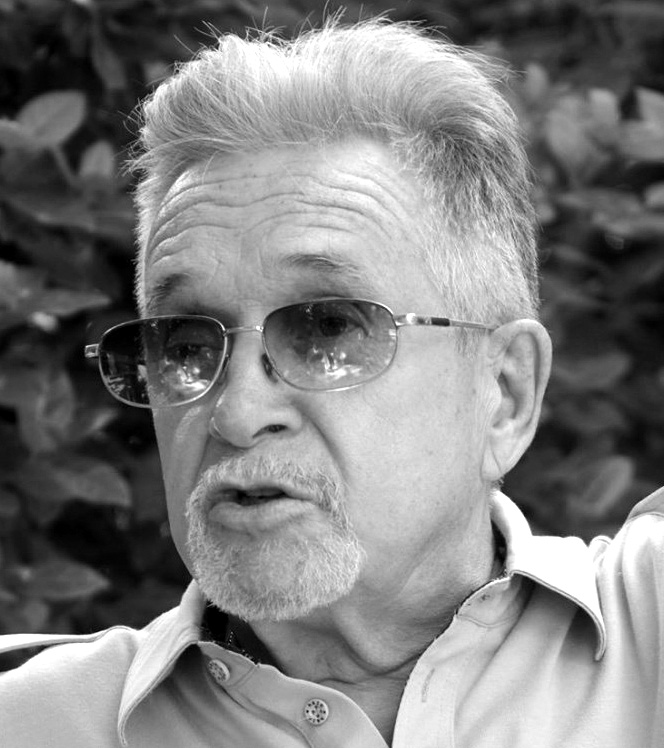
Николай Шамсутдинов

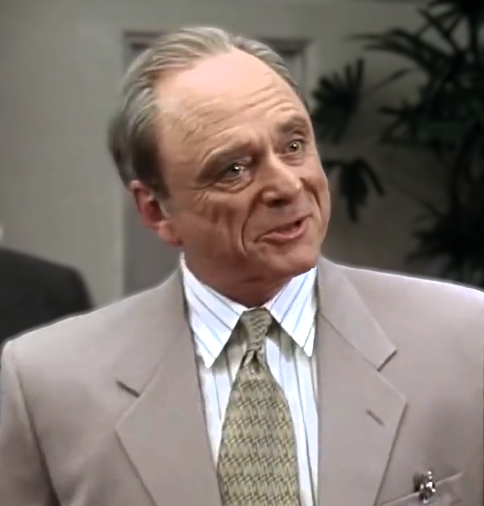
Харрис Юлин

- Букоши, Буяр (78) — косовский политический и государственный деятель, премьер-министр (1991—2000), заместитель премьер-министра (2011—2014)[300].
- Грассхоф, Карин (87) — немецкий юрист, судья Конституционного суда (1986—1998)[301].
- Джуркович, Славиша (56) — югославский и черногорский футболист[302].
- Крапраюн, Сучинда (91) — таиландский политический, государственный и военный деятель, премьер-министр (1992)[303].
- Маккинни, Билл[англ.] (89) — английский футболист[304].
- Тобус, Филип (76) — американский порноактёр и режиссёр[305].
- Фишер, Терри Луиза[англ.] (79) — американская сценаристка и продюсер, трёхкратный лауреат Прайм-таймовой премии «Эмми»[306].
- Хардер, Гюнтер[нем.] (87) — немецкий математик, лауреат премии Лейбница (1988)[307].
- Шамсутдинов, Николай Меркамалович (75) — советский и российский поэт, писатель, публицист, переводчик и общественный деятель[308].
- Юккер, Гюнтер (95) — немецкий художник[309].
- Юлин, Харрис (87) — американский актёр и режиссёр[310].

## 9 июня

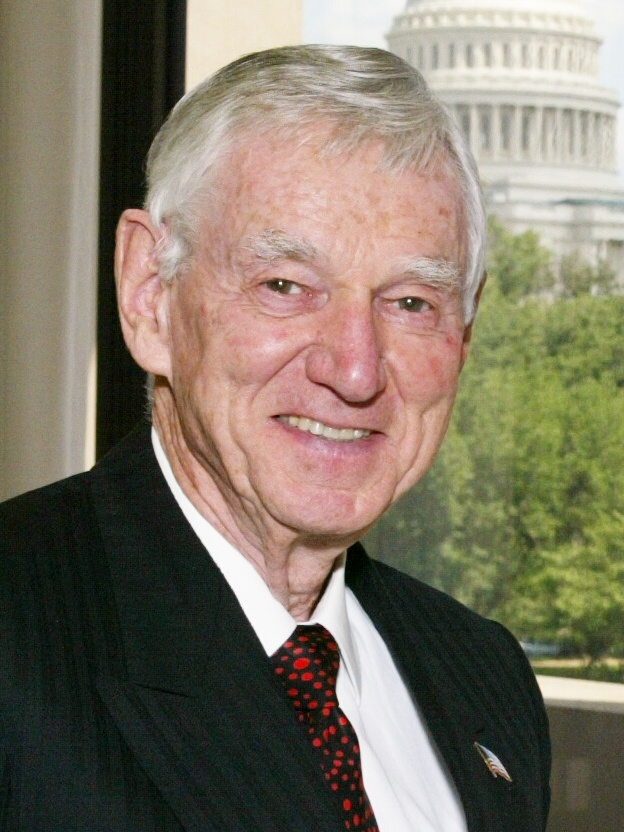
Дэвид Мёрдок

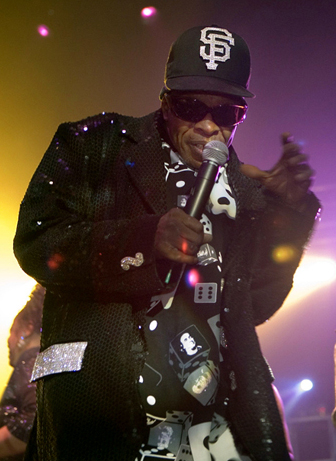
Слай Стоун

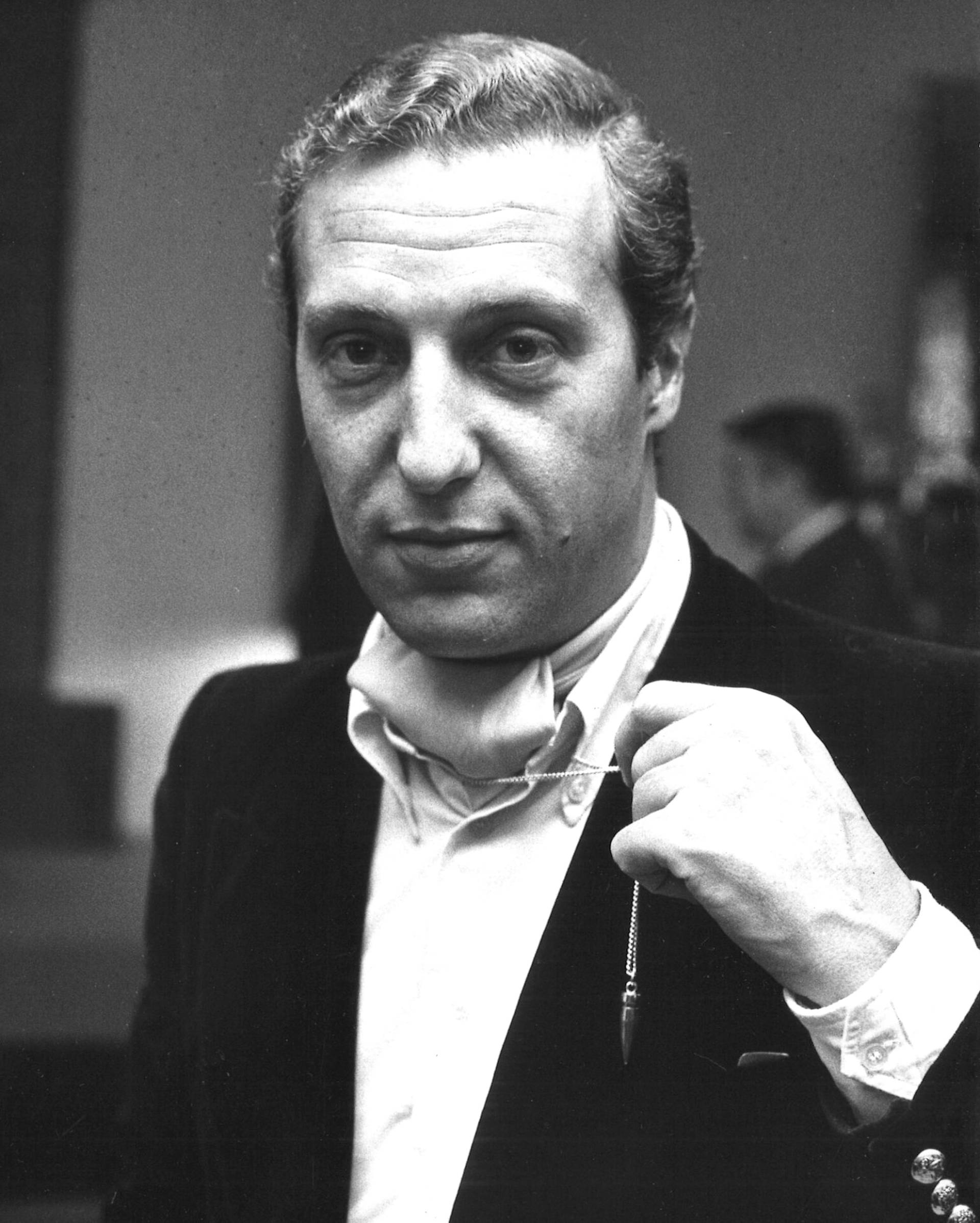
Фредерик Форсайт

- Аганян, Григорис[греч.] (81) — греческий футболист, игрок национальной сборной[311].
- Андрбаев, Нуриян Аюпович (89) — советский и российский архитектор, заслуженный строитель Российской Федерации (1994)[312].
- Ахмадпур, Акбар[перс.] (66) — иранский политик, депутат Исламского консультативного совета (2020—2024)[313].
- Зейрек, Ферди[тур.] (48) — турецкий архитектор и политический деятель, мэр Манисы (с 2024)[314].
- Камби, Констанс (81) — американский юрист и христианская активистка, автор книг, критикующих нью-эйдж[315].
- Касаткина, Розалия Францевна (90) — советский и российский диалектолог, литературный фонетист, орфоэпист и историк языка[316].
- Кеведо, Хулио[англ.] (85) — гватемальский стайер, участник Олимпийских игр (1968, 1972)[317].
- Кинчеш, Тибор (65) — венгерский дзюдоист, бронзовый призёр Олимпийских игр (1980)[318].
- Кристаллис, Паникос (86) — кипрский футболист, игрок национальной сборной (1960—1969)[319].
- Крыжановская, Марта Яновна (95) — советский и российский искусствовед, специалист по западноевропейскому средневековому искусству[320].
- Мёрдок, Дэвид Говард (102) — американский бизнесмен и филантроп[321].
- Момджян, Карен Хачикович (76) — советский и российский философ, заслуженный профессор МГУ (2006)[322].
- Недзи, Люсьен[англ.] (100) — американский политик, член Палаты представителей (1961—1981)[323].
- Немешкало, Владислав Григорьевич (55) — советский, молдавский и украинский футболист[324].
- Пимушин, Виктор Юрьевич (70) — советский и российский футболист и футбольный тренер[325].
- Робинсон, Крис[англ.] (86) — американский актёр[326].
- Сабоу, Марчел[англ.] (59) — румынский футболист[327].
- Слай Стоун (82) — американский певец, музыкант и продюсер[328].
- Форсайт, Фредерик (86) — английский писатель и сценарист[329].

## 8 июня

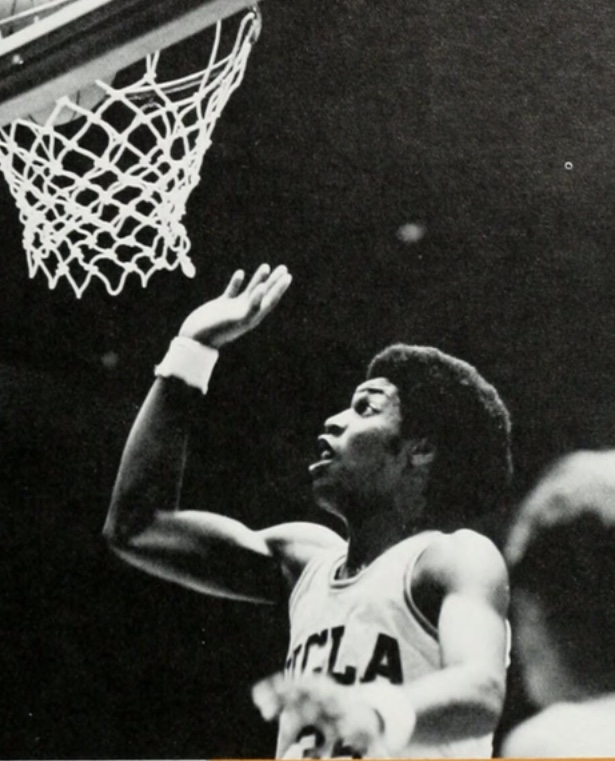
Дэвид Гринвуд

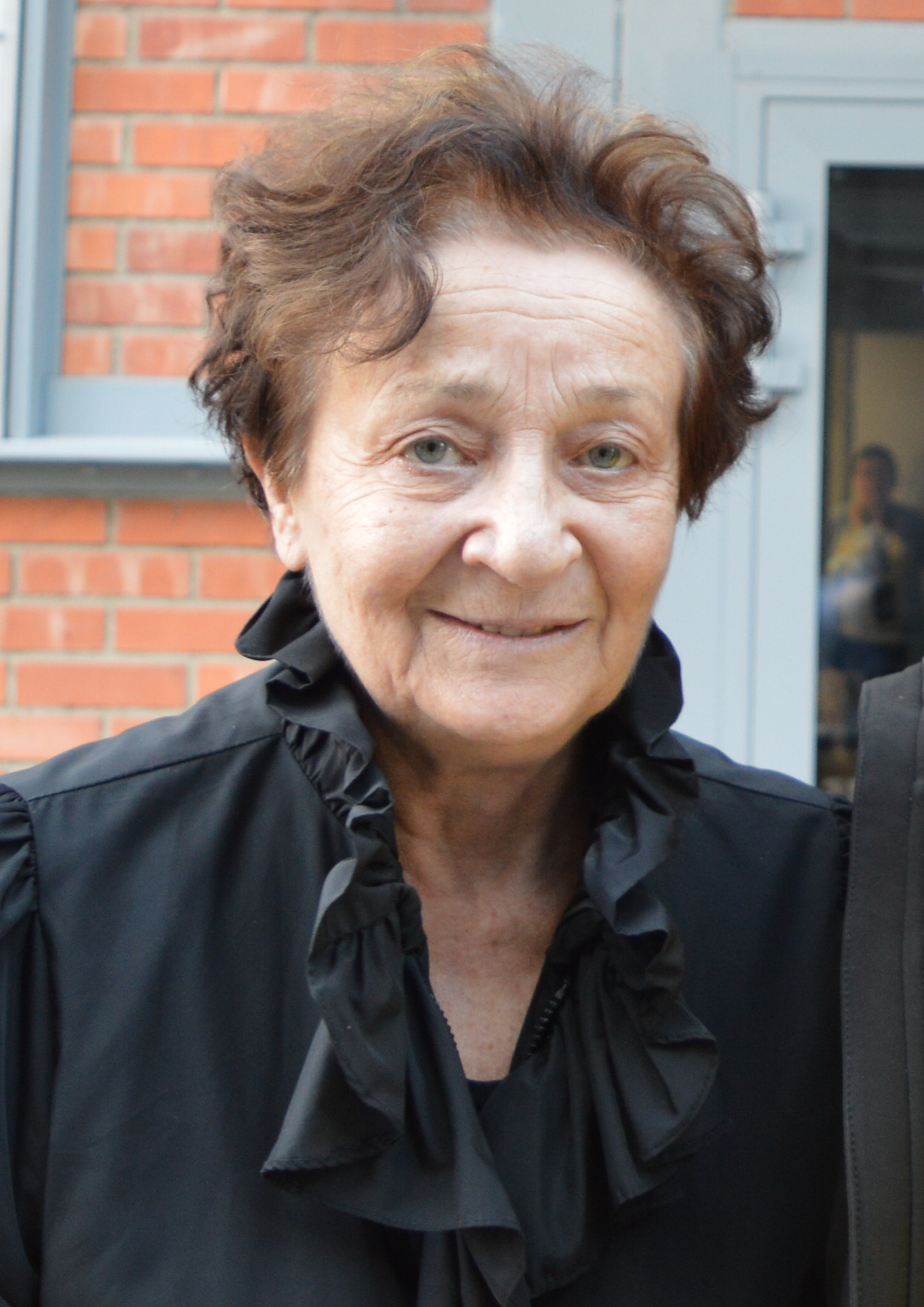
Эва Далковская

- Брандт, Лоуренс Юджин[англ.] (86) — американский католический прелат, епископ Гринсберга (2004—2015)[330].
- Горай, Владислав Викентьевич (59/60) — украинский оперный певец, тенор[331].
- Гринвуд, Дэвид (68) — американский профессиональный баскетболист[332].
- Далковская, Эва (78) — польская актриса[333].
- Дедич, Матия[хорв.] (52) — хорватский пианист и композитор[334].
- Каймаразов, Гани Шихвалиевич (96) — советский и российский дагестанский историк[335].
- Кущик, Нина[англ.] (86) — американский стайер, победительница Бостонского марафона (1972)[336].
- Рамано, Гилберт[англ.] (85) — начальник штаба Сухопутных войск ЮАР (1998—2004)[337].
- Ренни, Юрая (65) — английский футбольный судья[337].
- Соррилья, Чео[англ.] (75) — доминиканский композитор, музыкант и певец[338].
- Уилсон, Стюарт[англ.] (70) — новозеландский регбист, игрок национальной сборной[339].
- Шнорр, Клаус Петер[нем.] (81) — немецкий математик и криптограф, предложивший группу Шнорра[англ.] и схему Шнорра[340].

## 7 июня

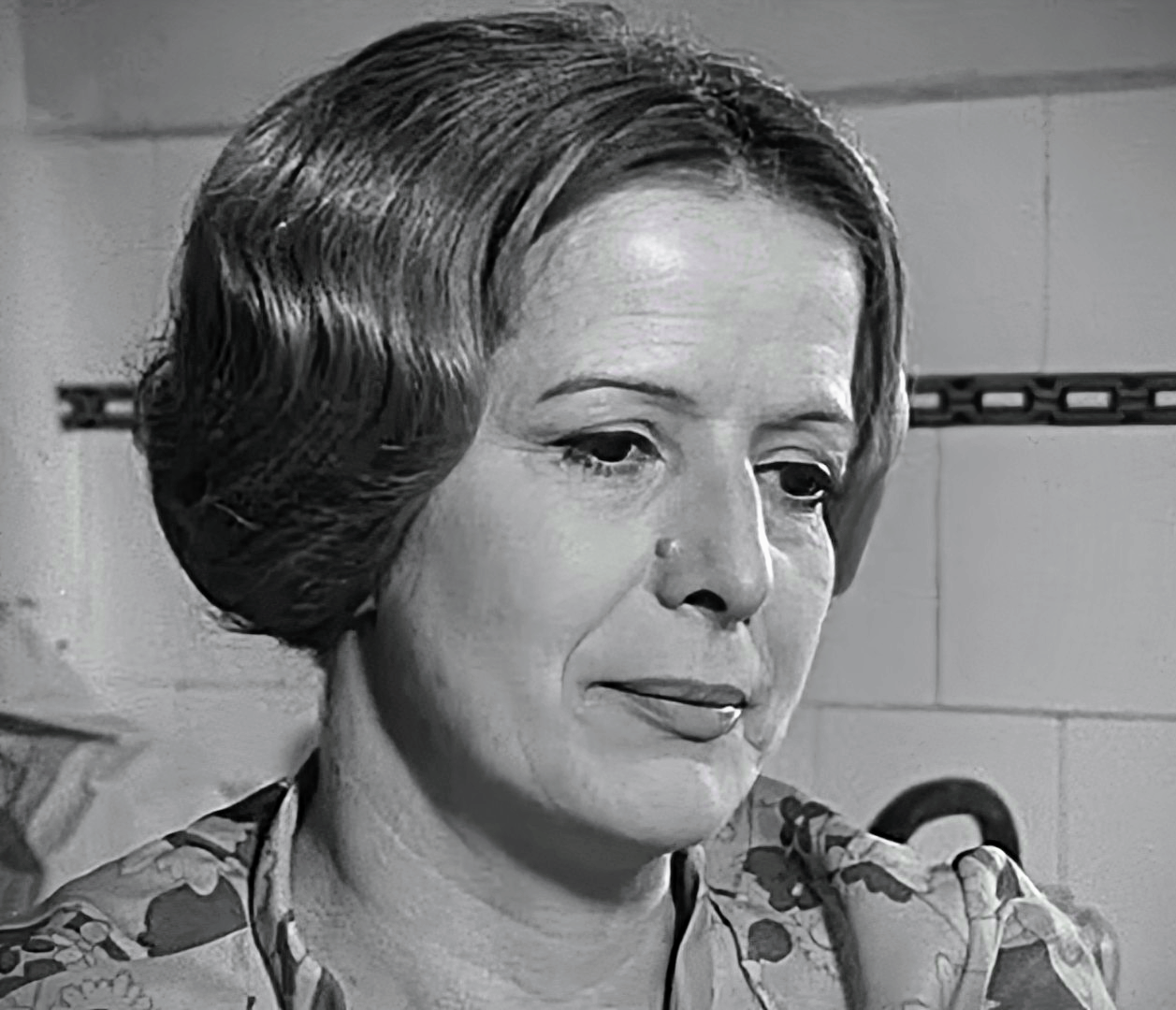
Милка Подруг-Кокотович

- Герцман, Евгений Владимирович (88) — советский и российский музыковед, исследователь античной и византийской музыки[341].
- Джордан, Энтони[англ.] (91) — английский бадминтонист, чемпион Европы (1968)[342].
- Дружинина, Оксана Викторовна (52) — российский цирковой режиссёр, главный режиссёр Московского цирка Никулина на Цветном бульваре (2016—2020)[343].
- Дэвис, Уильям[англ.] (70) — британский юрист, судья Высокого суда Англии и Уэльса (2014—2021) и Апелляционного суда Англии и Уэльса[344].
- Кёниг, Клаус[нем.] (91) — немецкий оперный певец (тенор), каммерзенгер (1984), лауреат Национальной премии ГДР (1985)[345].
- Коридис, Яннис[греч.] (89) — греческий поэт и журналист[346].
- Куандыков, Балтабек Муханович (76) — советский и казахстанский геолог и минералог[347].
- Кук, Джеймс[англ.] (66) — британский боксёр, чемпион Европы (1991—1992)[348].
- Мольяган, Хосе Луис[исп.] (79) — аргентинский католический прелат, епископ Сан-Мигеля (2000—2005), архиепископ Росарио (2006—2014)[349].
- Подруг-Кокотович, Милка (94) — хорватская актриса[350].
- Потапова, Наталья Ивановна (73) — российская актриса, заслуженная артистка Российской Федерации (1996)[351].
- Смутны, Владимир[чеш.](82) — чехословацкий и чешский кинооператор, восьмикратный лауреат премии «Чешский лев»[352].
- Халандони, Луис[англ.] (90) — филиппинский религиозный и политический деятель, лидер Национал-демократического фронта[353].
- Шапиро, Давид Абрамович (70) — российский физик-теоретик[354].
- Шиманский, Эдвард[пол.] (88) — польский политик, член Сейма (1976—1989)[355].

## 6 июня

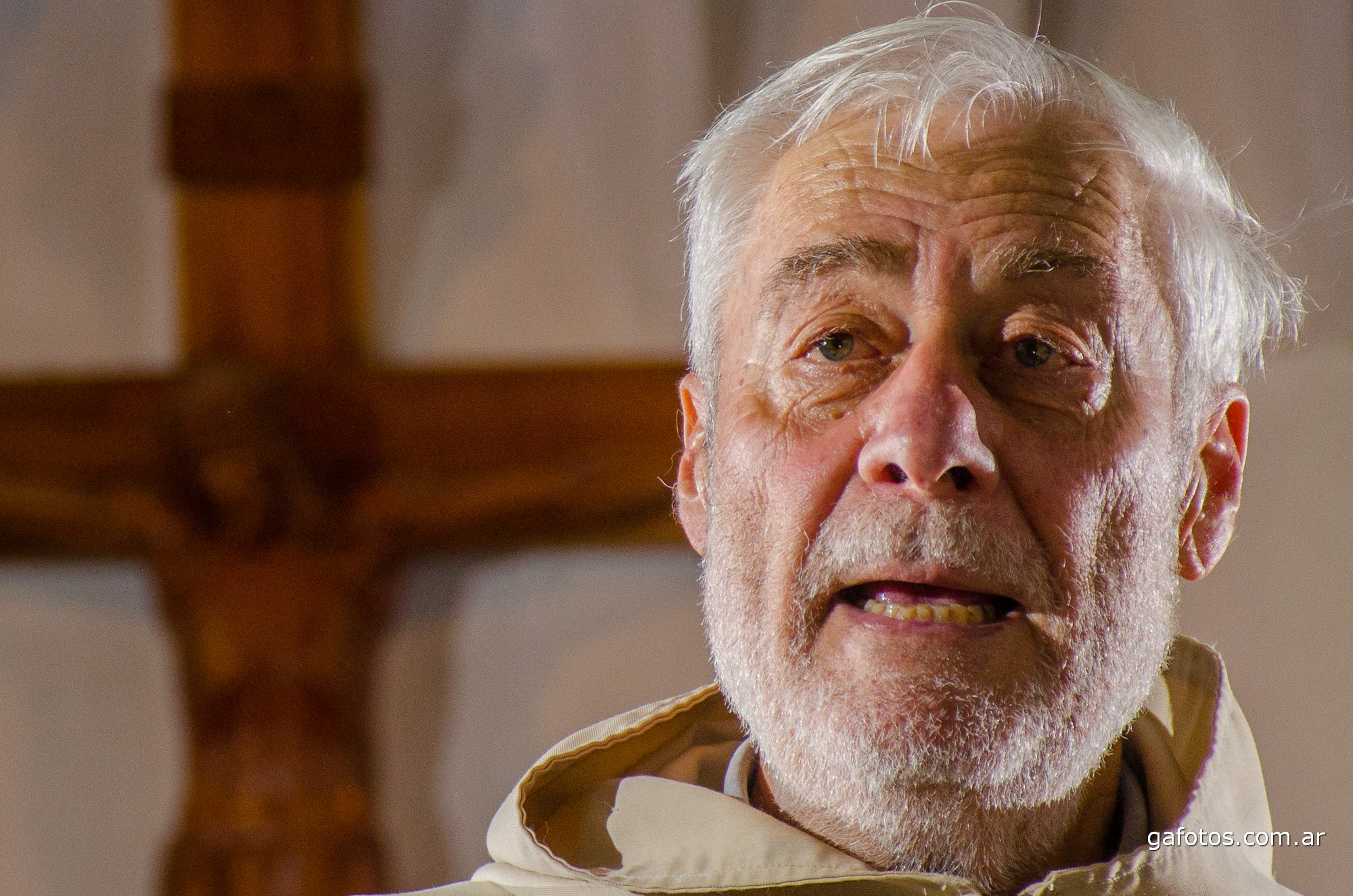
Мамерто Менапасе

- Африди, Аббас Хан[англ.] (54) — пакистанский политический деятель, сенатор (2009—2018)[356].
- Гунд, Грэм[англ.] (84) — американский архитектор[357].
- Латипов, Азим Шукурович (74) — узбекский политический деятель, член Сената (2004—2019), Герой Узбекистана (2002)[358].
- Менапасе, Мамерто (83) — аргентинский католический монах и писатель[359].
- Меткалф, Скотт[англ.] (58) — канадский хоккеист[360].
- Н’Диайе, Ибрахима[фр.] (77) — малийский политический деятель, мэр Бамако (1998—2003)[361].
- Немояну, Вирджил[рум.] (85) — румынский эссеист, литературный критик и философ[362].
- Пиллаи, Теннала Балакришна[англ.] (95) — индийский политик, член Раджья сабхи (1991—1998, 2003—2009)[363].
- Пуассан, Клод[фр.] (69) — канадский театральный режиссёр, актёр и сценарист[364].
- Райди[кит.] (86) — китайский тибетский политик, председатель Тибетского автономного регионального комитета Всекитайского собрания народных представителей (1985—1993), председатель Народного конгресса Тибетского автономного региона (1993—2003), заместитель председателя Постоянного комитета Всекитайского собрания народных представителей (2003—2008)[365].
- Слепов, Владимир Яковлевич (100) — советский и российский военный деятель и педагог, заслуженный деятель науки Российской Федерации[366].
- Увайс, Мохаммед[англ.] (88) — нигерийский юрист, главный судья Нигерии (1995—2006)[367].
- Фонсека, Ральф (75) — белизский политический и государственный деятель, член Палаты представителей (1993—2008), министр финансов (2003—2004)[368].
- Ходжибагиян, Гамлет Георгиевич (74) — российский физик, создатель нуклотрона[369].
- Хэрроп, Уильям[англ.] (96) — американский дипломат, посол в Гвинее (1975—1977), в Кении и на Сейшельских островах (1980—1983), в Заире (1988—1991), в Израиле (1992—1993)[370].

## 5 июня

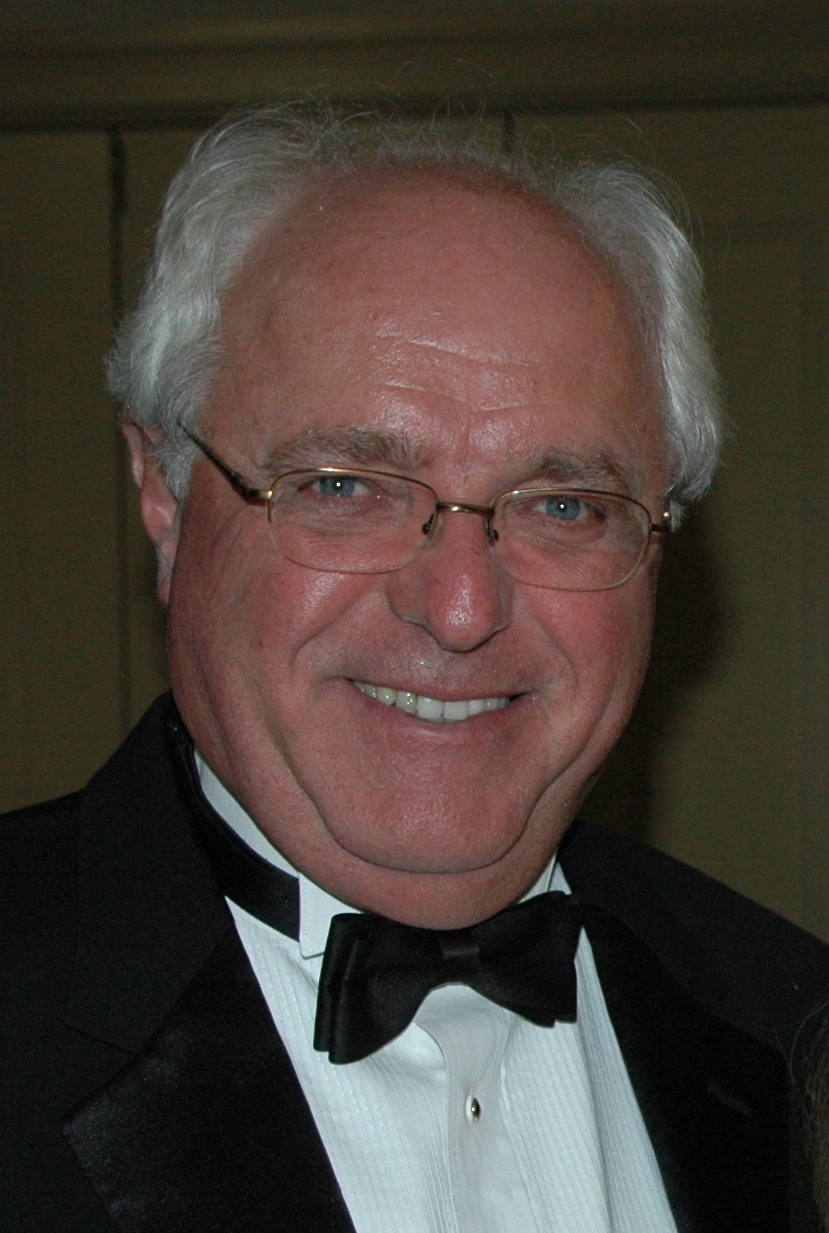
Билл Аткинсон

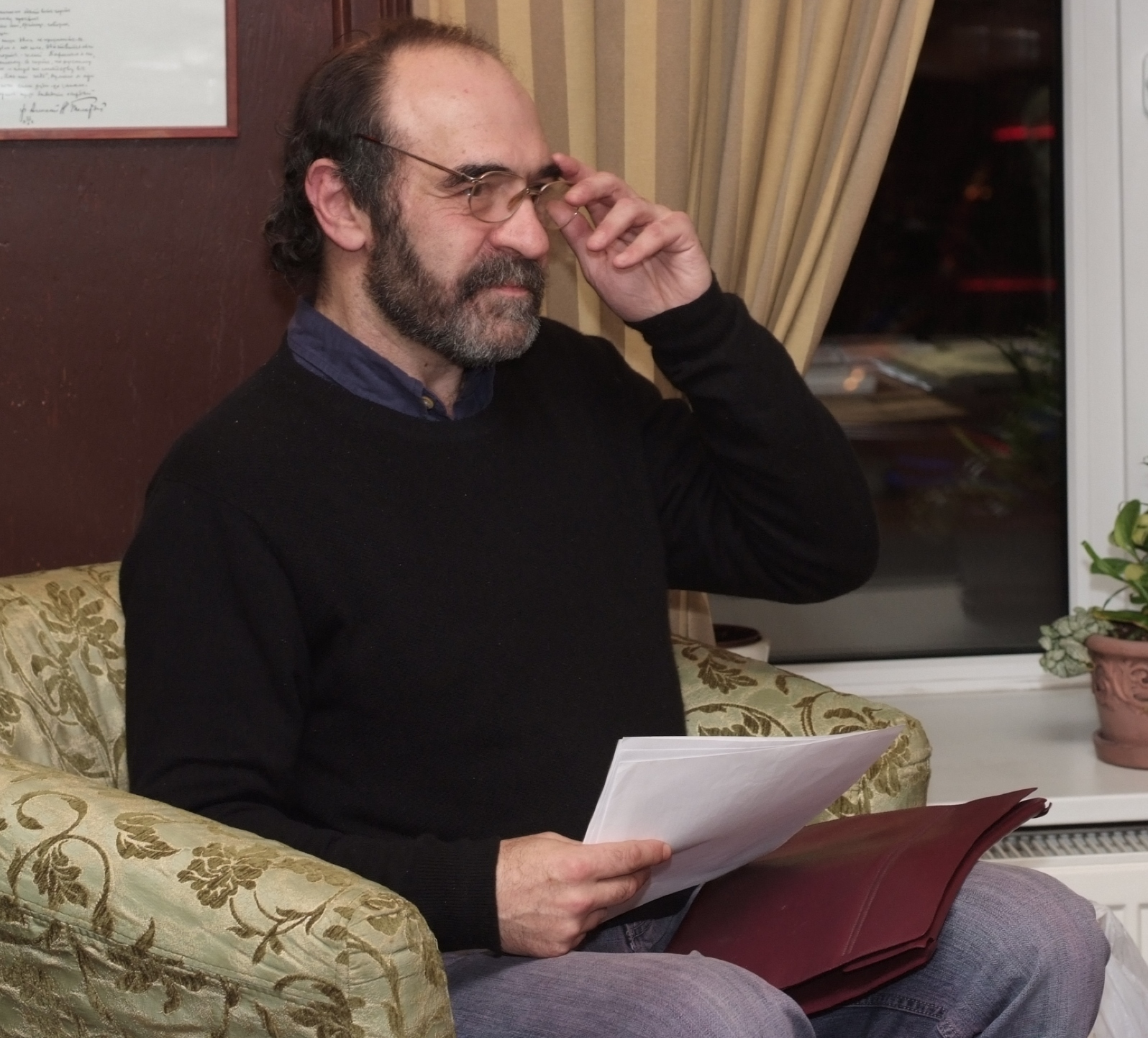
Анатолий Гуницкий

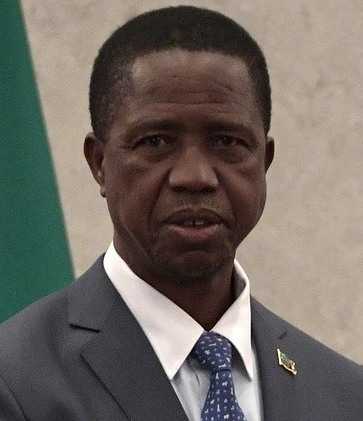
Эдгар Лунгу

- Амину, Джибрил[англ.] (85) — нигерийский политический деятель, сенатор (2003—2011)[371].
- Аткинсон, Билл (74) — американский программист, компьютерный инженер и фотограф[372].
- Бухбергер, Хуберт[нем.] (73) — немецкий скрипач, дирижёр и преподаватель[373].
- Гуницкий, Анатолий Августович (71) — советский и российский писатель, поэт и журналист, сооснователь рок-группы «Аквариум»[374].
- Калинин, Александр Александрович (80) — советский и российский тренер по конькобежному спорту, заслуженный тренер СССР (1984)[375].
- Лунгу, Эдгар (68) — замбийский политический и государственный деятель, президент (2015—2021)[376].
- Тубер, Пьер (92) — французский историк-медиевист[377].
- Шифр, Мишель[фр.] (79) — французский журналист, главный редактор Le Figaro (1998—2000)[378].

## 4 июня

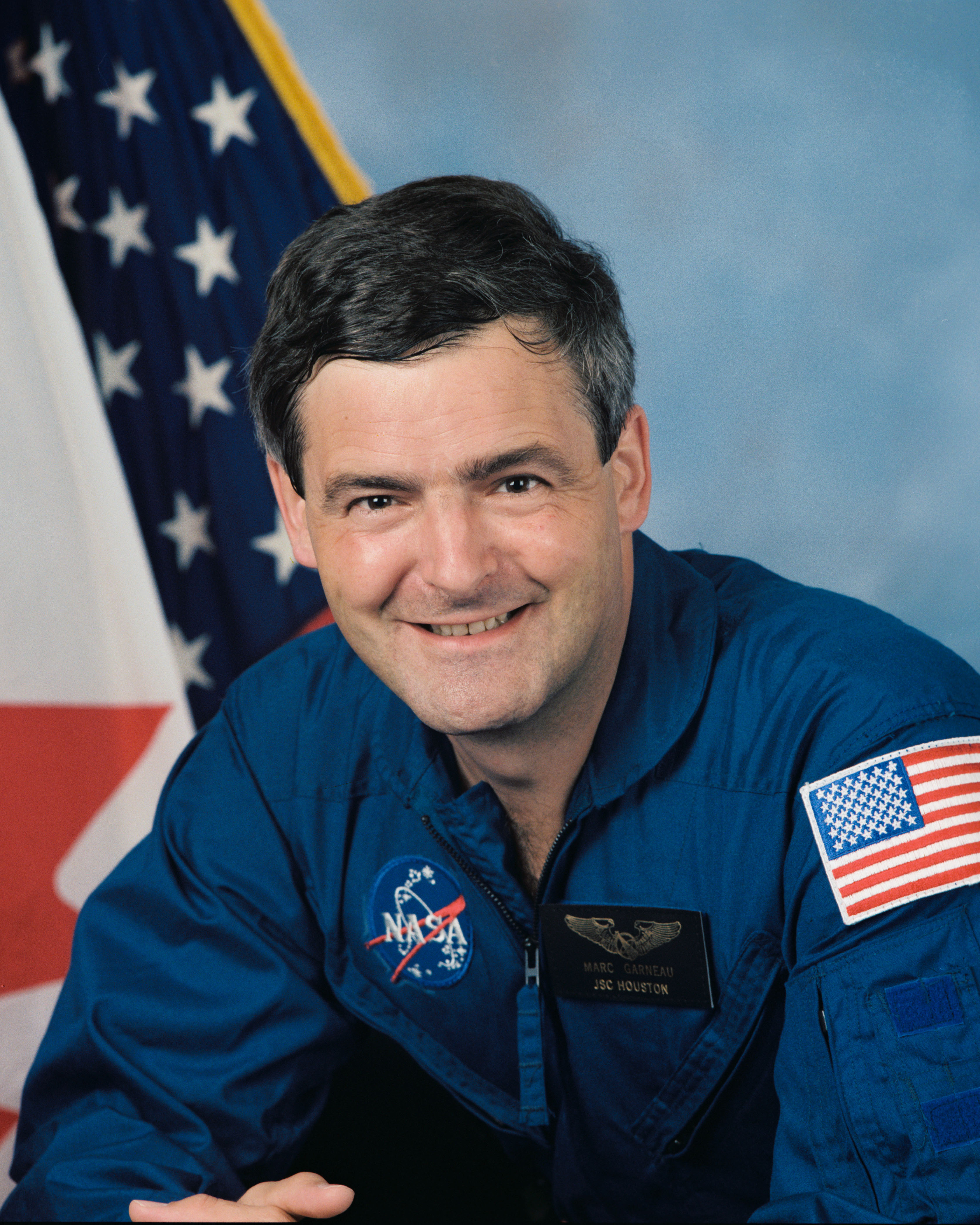
Марк Гарно

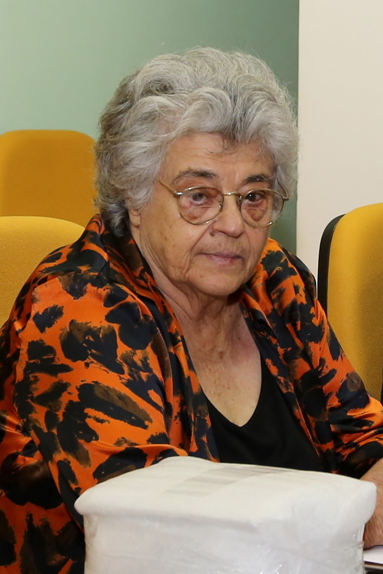
Ньеде Гидон

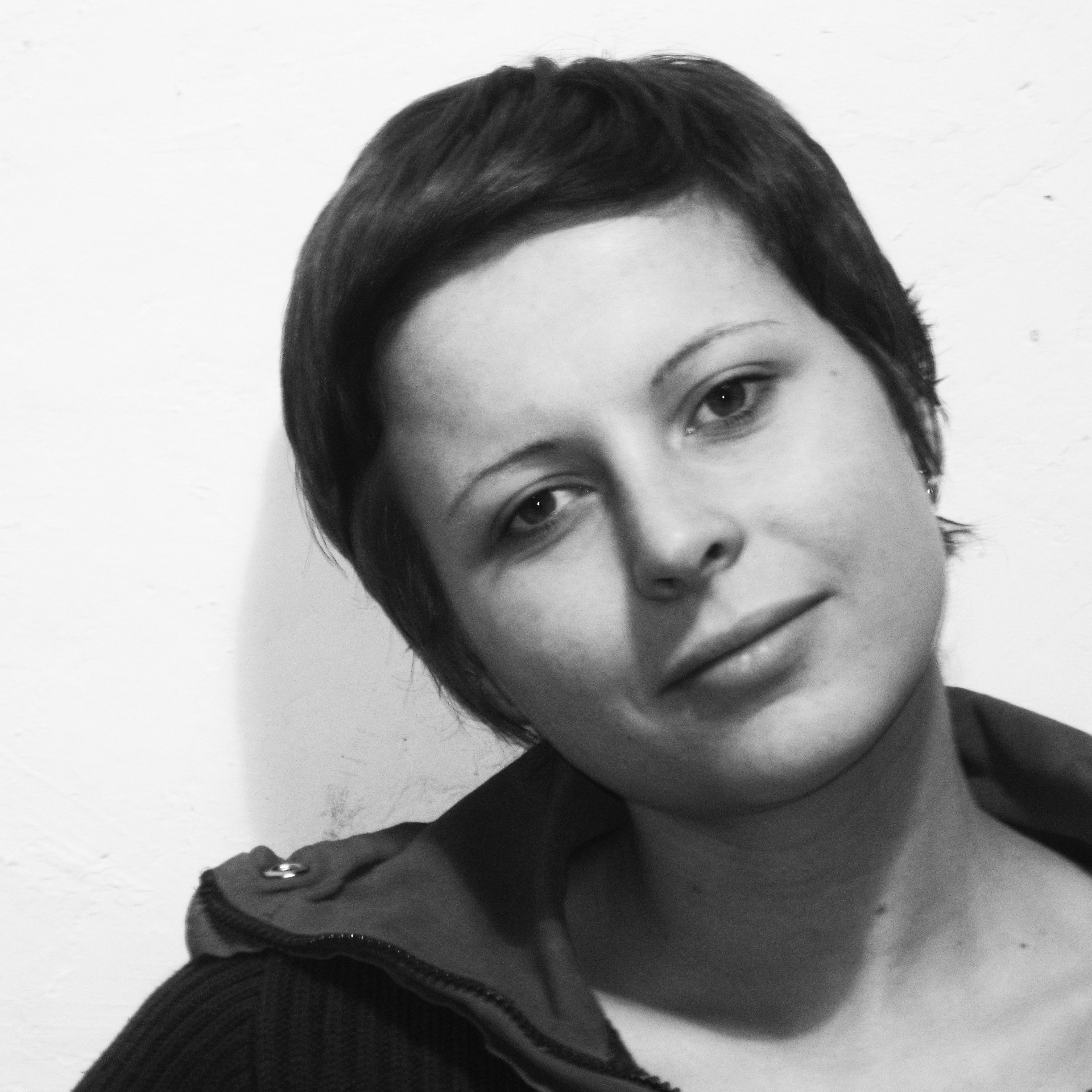
Анна Жёлудь

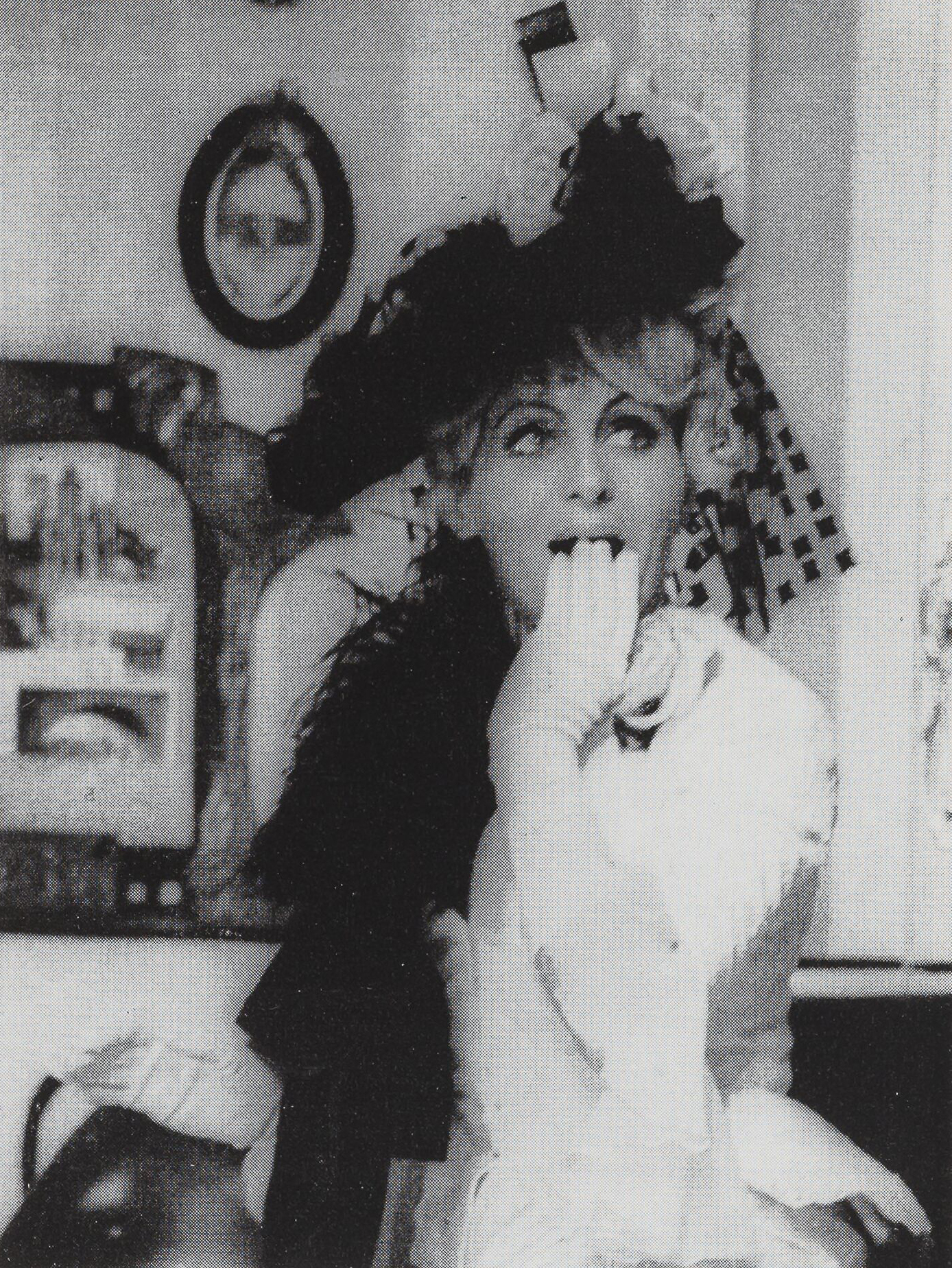
Николь Круазиль

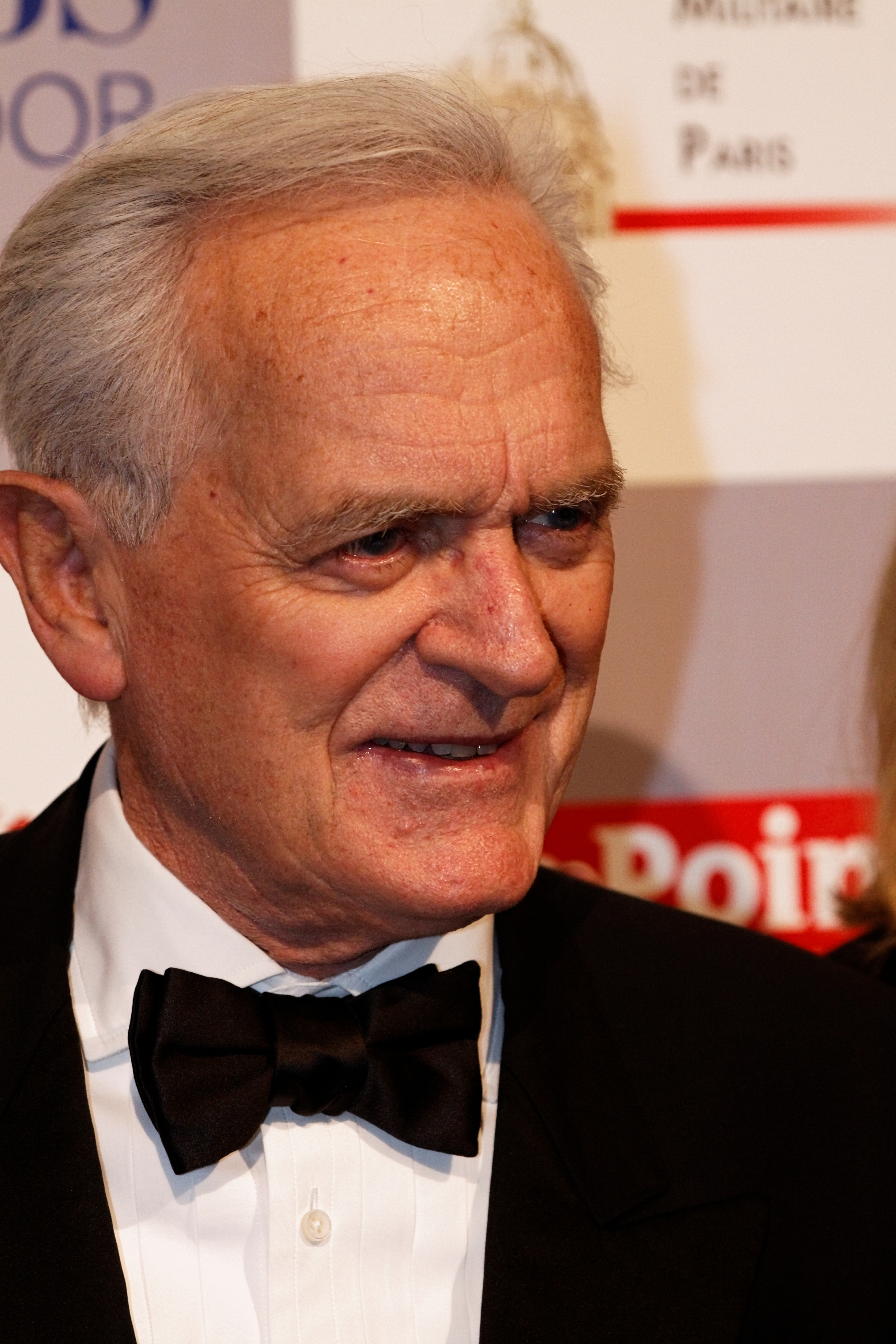
Филипп Лабро

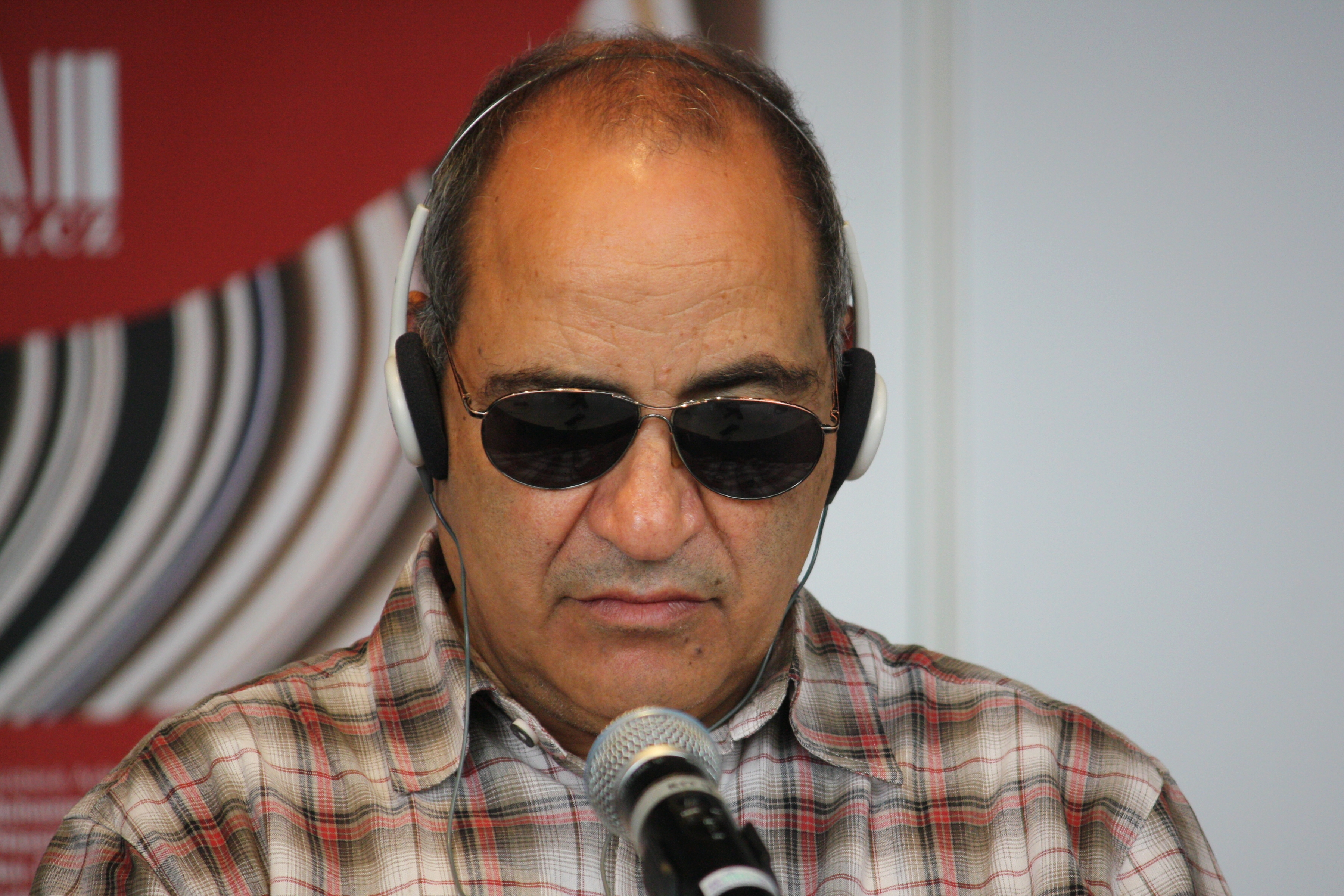
Хасуна Мосбахи

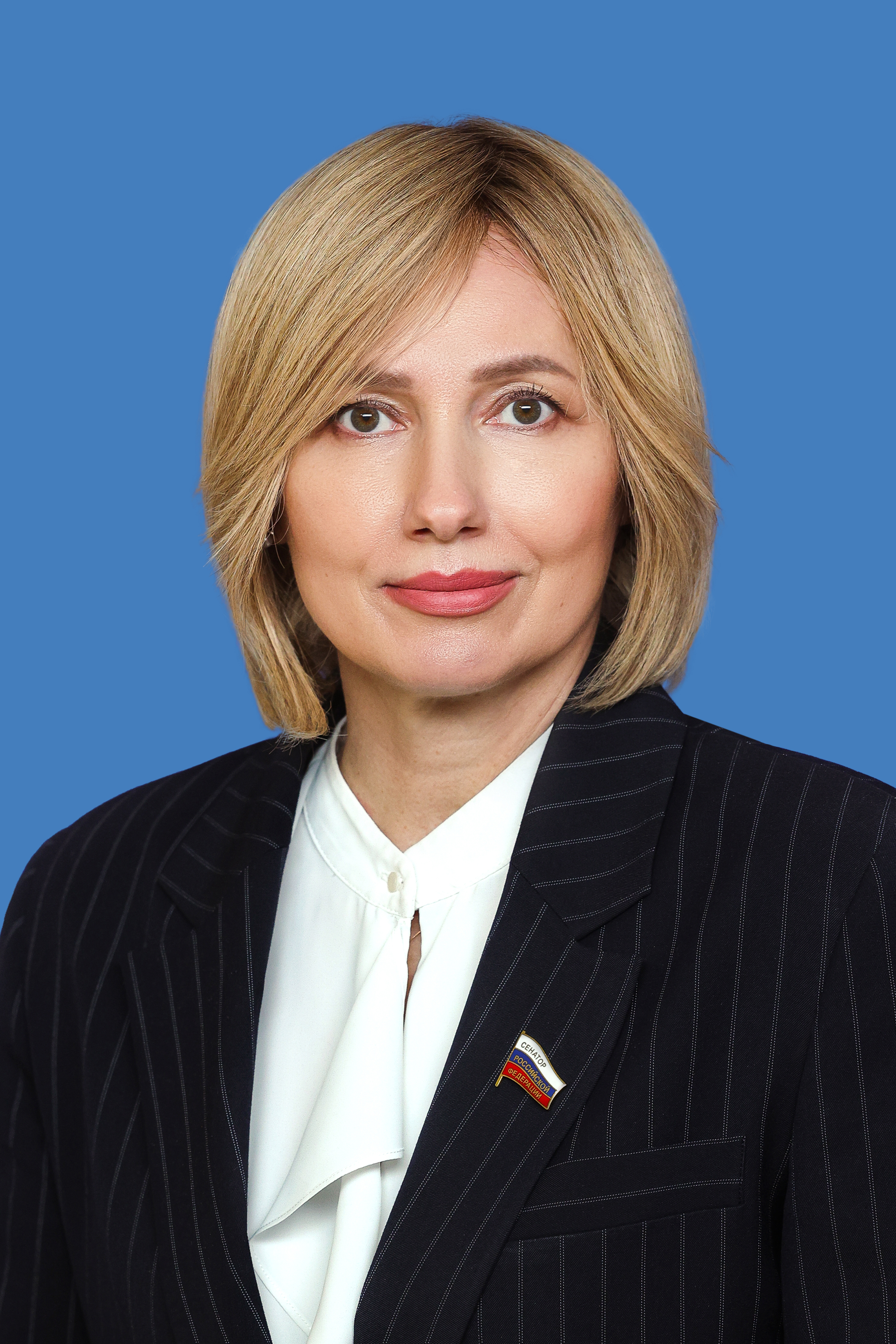
Татьяна Сахарова

- Альба, Ричард (82) — американский социолог, член НАН США (2020)[379].
- Башкиров, Сергей Михайлович (54) — российский профессиональный боксёр и тренер, 2-кратный чемпион России, интерконтинентальный чемпион по боксу по версии IBF (2001)[380].
- Волков, Эдуард Петрович (86) — советский и российский теплоэнергетик, академик РАН (2006)[381].
- Гайс, Карлман[нем.] (90) — немецкий юрист, председатель Федерального Верховного суда Германии (1996—2000)[382].
- Гарно, Марк (76) — канадский астронавт и политик, министр транспорта (2015—2021), министр иностранных дел (2021)[383].
- Гидон, Ньеде (92) — бразильский археолог[384].
- Гнучев, Николай Васильевич (90) — советский и российский биолог, член-корреспондент РАН (1997)[385].
- Добреньков, Владимир Иванович (86) — советский и российский философ и социолог[386].
- Жёлудь, Анна (43) — российская художница[387].
- Круазиль, Николь (88) — французская певица и актриса[388].
- Лабро, Филипп (88) — французский писатель, журналист и кинорежиссёр[389].
- Мосбахи, Хасуна (75) — тунисский писатель и литературный критик[390].
- Певзнер, Борис Самуилович (84) — советский и российский хормейстер, заслуженный деятель искусств РСФСР (1980)[391].
- Платон, Кларк[порт.] (94) — бразильский политик, член Палаты депутатов (1983—1986)[392].
- Сальимбени, Родольфо[исп.] (62) — венесуэльский дирижёр[393].
- Сантальмасси, Джанкарло[итал.] (83) — итальянский журналист[394].
- Сахарова, Татьяна Анатольевна (51) — российский государственный деятель, сенатор Российской Федерации (с 2021)[395].
- Стайола, Энцо[итал.] (85) — итальянский детский актёр[396].
- Таборов, Борис Владимирович (64) — советский и украинский шахматист[397].
- Тестони, Пьеро[итал.] (73) — итальянский политик, член Палаты депутатов (2001—2013)[398].
- Уоррен, Реймонд[англ.] (96) — британский композитор и педагог[399].
- Фишер, Бернд (86) — западногерманский футболист и тренер[400].
- Raul WS[рум.] (24) — румынский рэпер[401].

## 3 июня

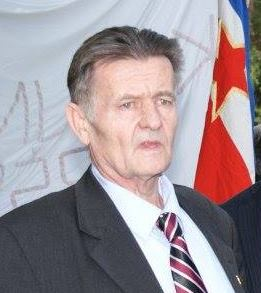
Йошка Броз

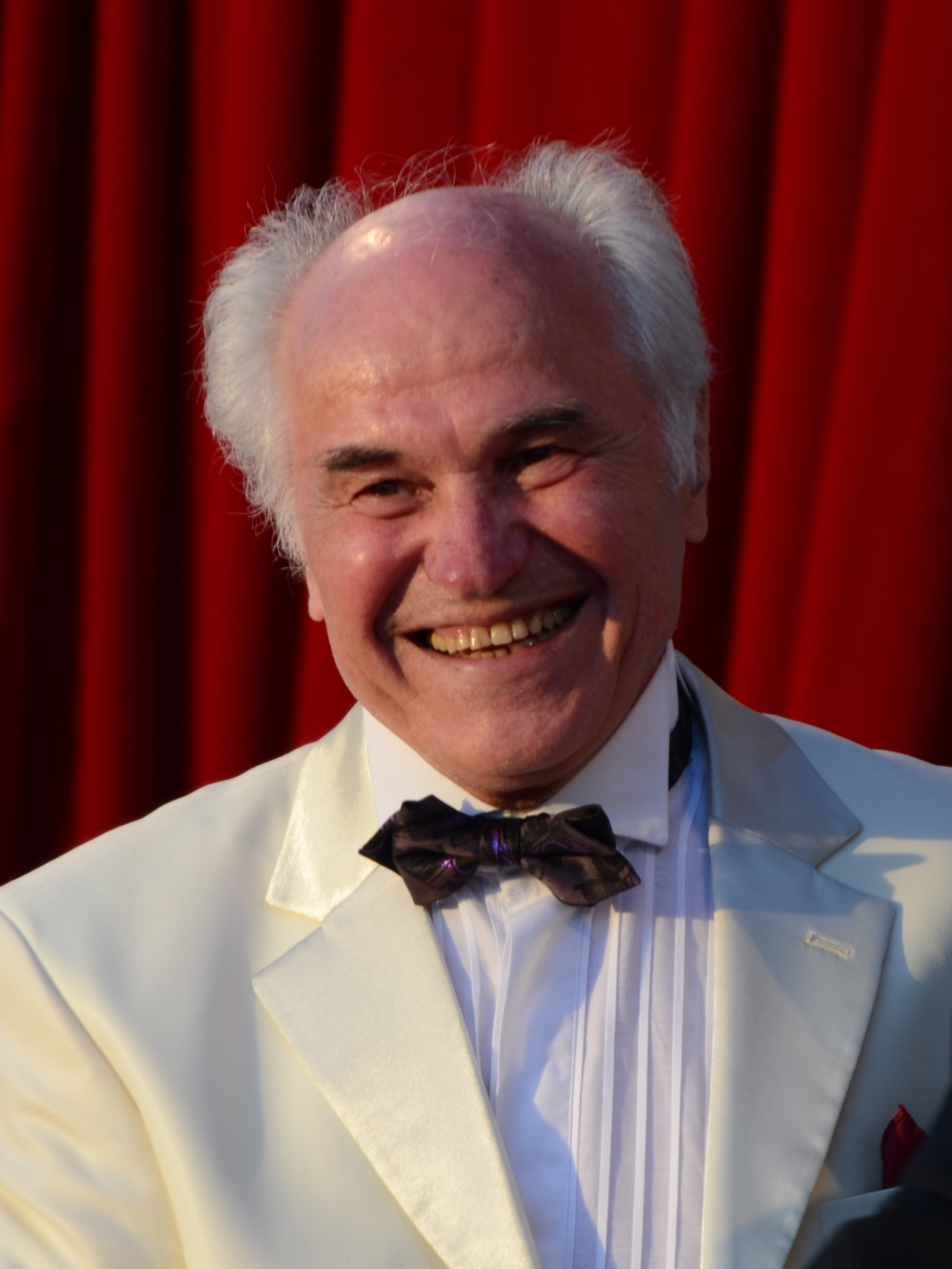
Евгений Дога

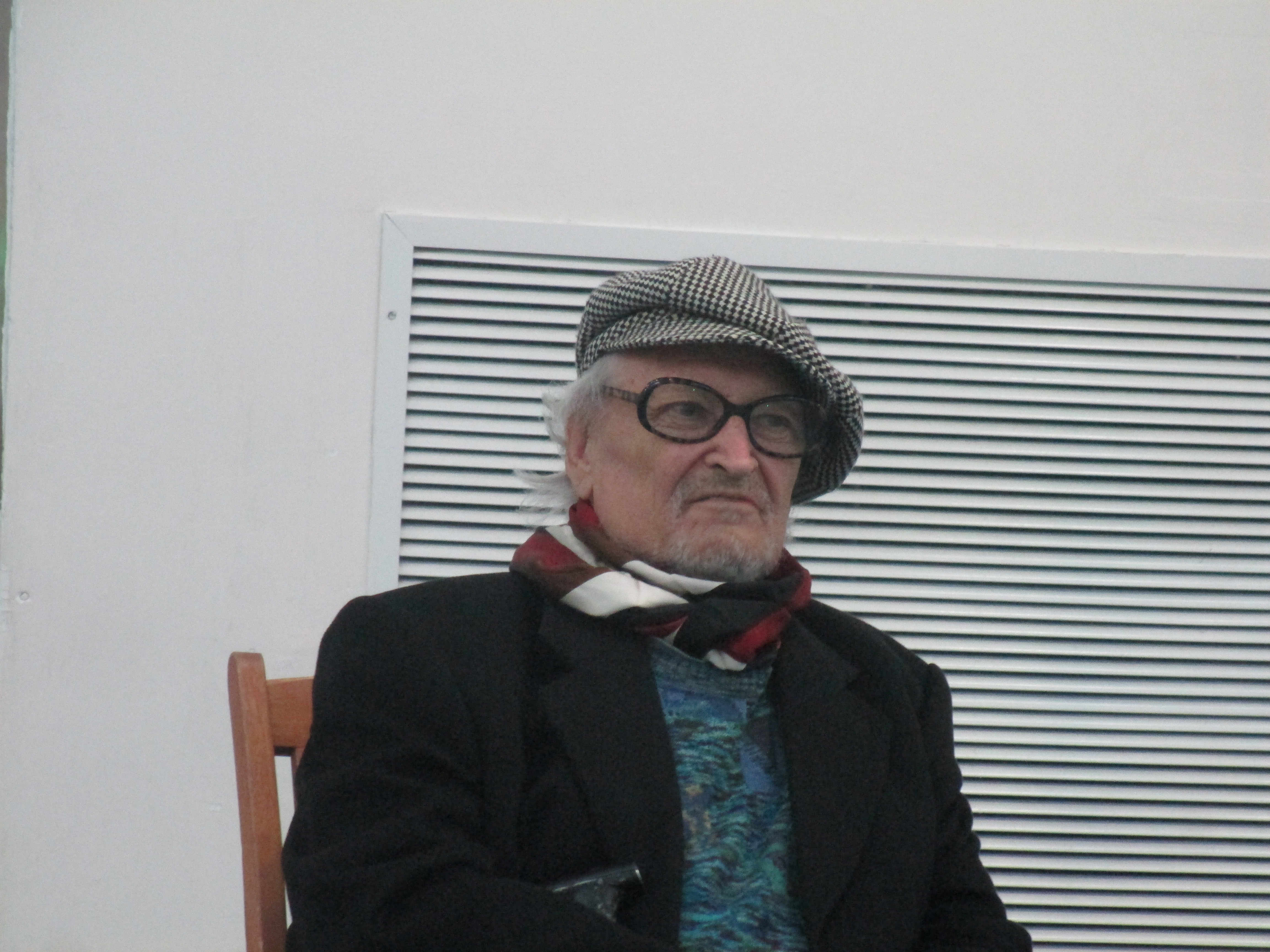
Валерий Панов

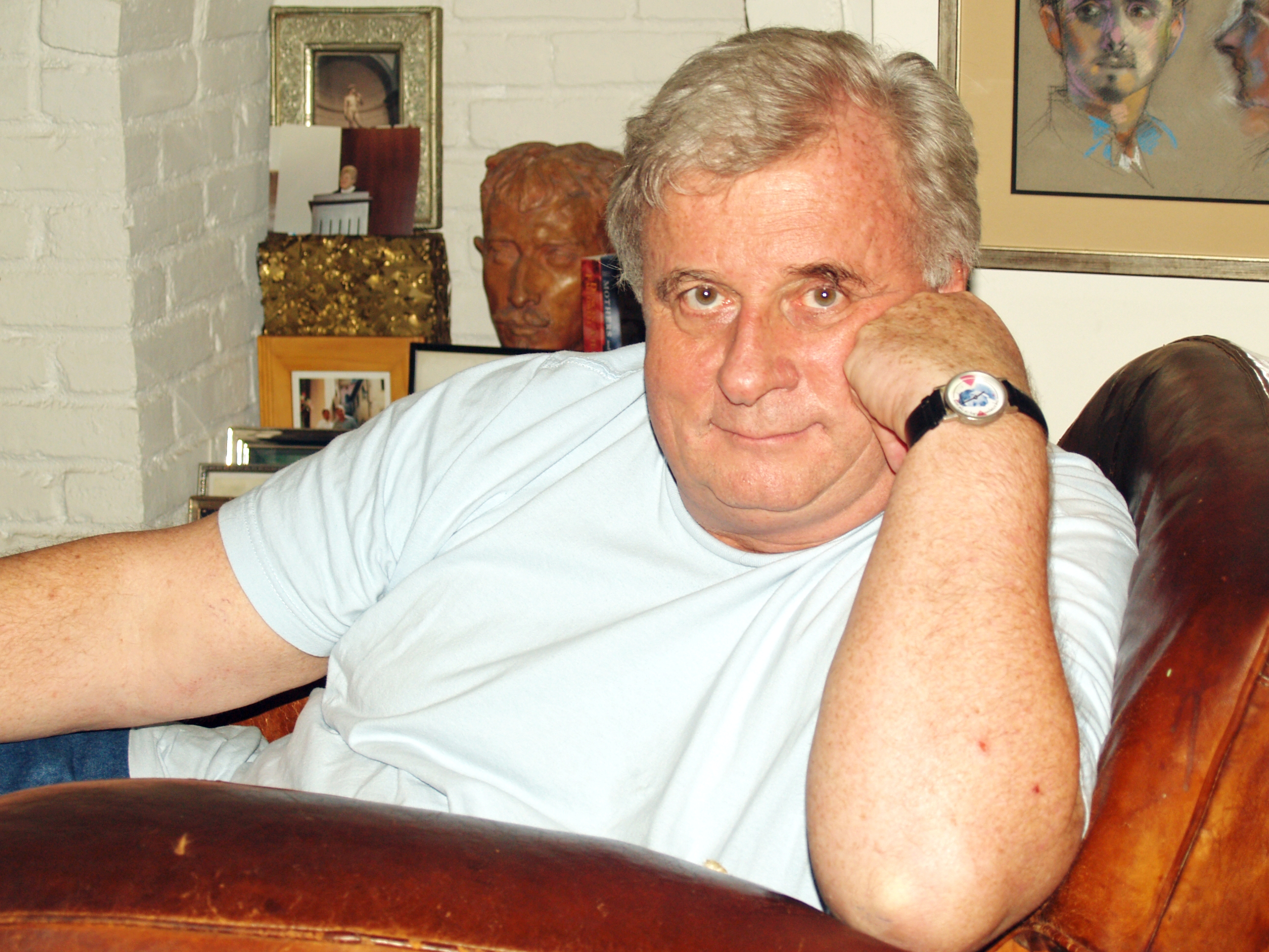
Эдмунд Уайт

- Арцишевский, Адольф Альфонсович (88) — русский и казахстанский писатель, поэт и переводчик[402].
- Бренна, Кристиан[итал.] (54) — итальянский альпинист и скалолаз, трёхкратный призёр чемпионата мира по скалолазанию (1996, 19998, 2000); несчастный случай при восхождении[403].
- Броз, Йошка (77) — югославский и сербский политический деятель, основатель и лидер Коммунистической партии (Сербия) (2010—2022), депутат Народной скупщины Республики Сербия (2016—2022), внук Иосипа Броз Тито[404].
- Вернерсен, Петер Йенс[дат.] (78) — датский политик, депутат Фолькетинга (1994—2011)[405].
- Гамильтон, Артур (98) — американский поэт-песенник и композитор[406].
- Гаспар, Аксинте[англ.] (87) — румынский судья и политик, член Палаты депутатов (1996—2004), судья Конституционного суда (2004—2013)[407].
- Дога, Евгений Дмитриевич (88) — советский, молдавский и российский композитор, народный артист СССР (1987)[408].
- Караблин, Александр Андреевич (72) — советский игрок в хоккей с мячом, игрок национальной сборной[409].
- Клачиньский, Влодзимеж (91) — польский писатель и ветеринарный врач[410].
- Линь Чжэнцзе[кит.] (72) — тайваньский политический деятель, депутат парламента[411].
- Нванкпа, Обисия[англ.] (75) — нигерийский боксёр, участник Олимпийских игр (1972)[412].
- Освальдинью[англ.] (79) — португальский футболист, игрок национальной сборной[413].
- Панов, Валерий Матвеевич (87) — советский и израильский танцовщик и хореограф, заслуженный артист РСФСР (1970)[414].
- Пономаренко, Владимир Александрович (92) — советский и российский учёный в области авиационно-космической медицины и психологии, генерал-майор медицинской службы (1984), академик АПН СССР / РАО (1990)[415].
- Уайт, Эдмунд (85) — американский писатель и литературный критик[416].
- Фролов, Вадим Николаевич (88) — советский и российский инженер-технолог, ректор Воронежского политехнического института (1983—2006)[417].
- Юрченко, Герман Юрьевич (85) — украинский музыкант, педагог и деятель культуры, народный артист Украины (2004)[418].

## 2 июня

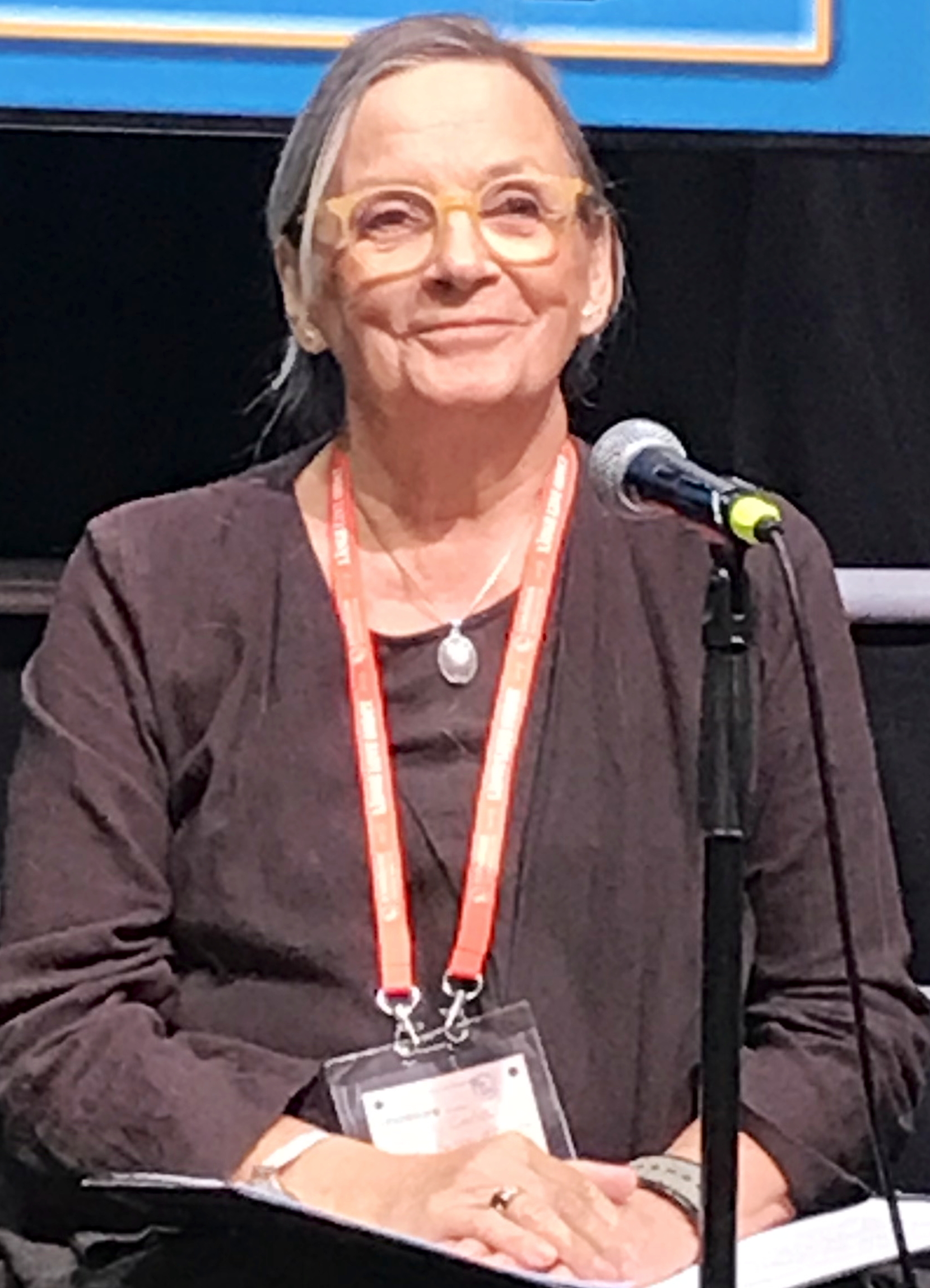
Биргит Карлстен

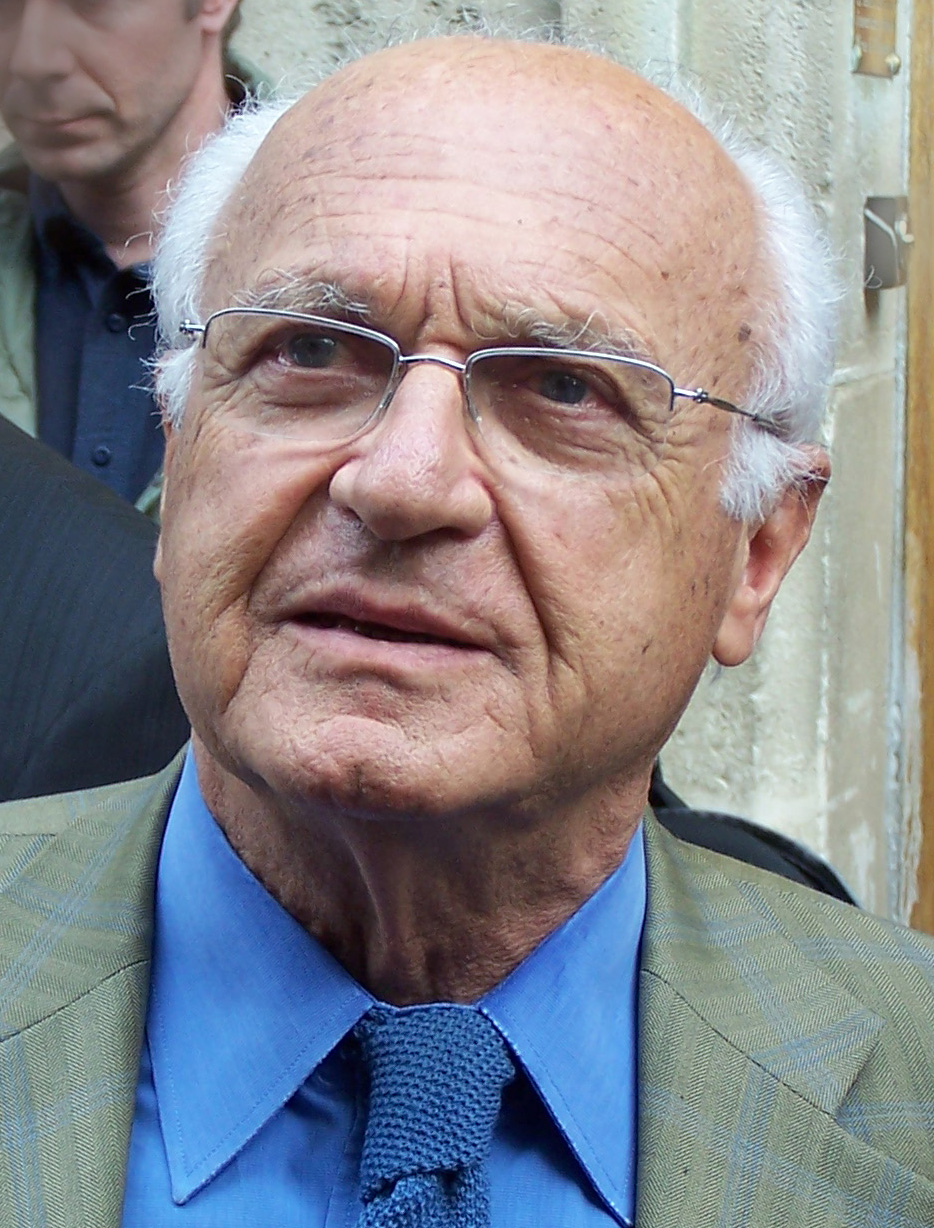
Пьер Нора

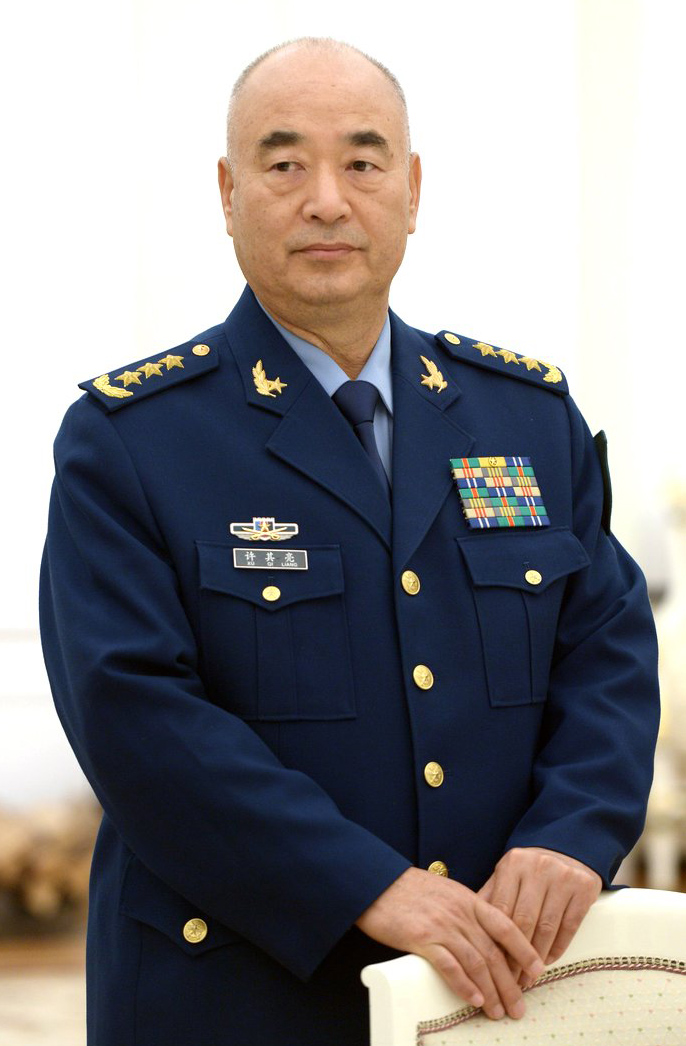
Сюй Цилян

- Акашех, Бахрам[англ.] (89) — иранский геофизик и сейсмолог[419].
- Беннетт, Эрролл (75) — таитянский футболист, игрок национальной сборной[420].
- Борушовичова, Ева (55) — словацкая писательница, сценаристка и кинорежиссёр[421].
- Дэйвис, Эдвард Брайан (80) — британский математик[422].
- Икин, Ричард Рональд[англ.] (86) — американский деятель образования, ректор Восточно-Каролинского университета (1987—2001)[423].
- Карлстен, Биргит (75) — шведская актриса и певица[424].
- Кубеков, Ибрагим Мнайдарович (67) — казахстанский художник[425].
- Ле Ван Тьет[вьет.] (85) — южновьетнамский настольный теннисист, бронзовый призёр чемпионата мира (1959)[426].
- Леппя, Генри[фин.] (78) — финский хоккеист, игрок национальной сборной[427].
- Милейковский, Александр Семёнович (86) — советский и российский концертмейстер и музыкальный педагог, народный артист Российской Федерации (1999) (о смерти объявлено в этот день)[428].
- Мозгов, Валерий Николаевич (84) — советский игрок в хоккей с мячом и тренер, заслуженный тренер РСФСР (1988)[429].
- Мраз, Густав (90) — чехословацкий футболист, игрок национальной сборной[430].
- Нора, Пьер (93) — французский историк, член Французской академии (2001)[431].
- Сюй Цилян (75) — китайский военачальник, командующий ВВС НОАК (2007—2012)[432].
- Перно, Жан-Пьер[фр.] (77) — французский политик, депутат Национального собрания (1999—2002)[433].
- Тан Джо Хок[индон.] (87) — индонезийский бадминтонист, трёхкратный победитель Кубка Томаса (1958, 1961, 1964)[434].
- Фримен, Роджер[англ.] (83) — британский политик, канцлер герцогства Ланкастерского (1995—1997), член Палаты общин (1983—1997), пожизненный пэр барон Фримен (с 1997)[435].

## 1 июня

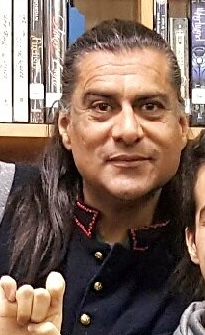
Джонатан Джосс

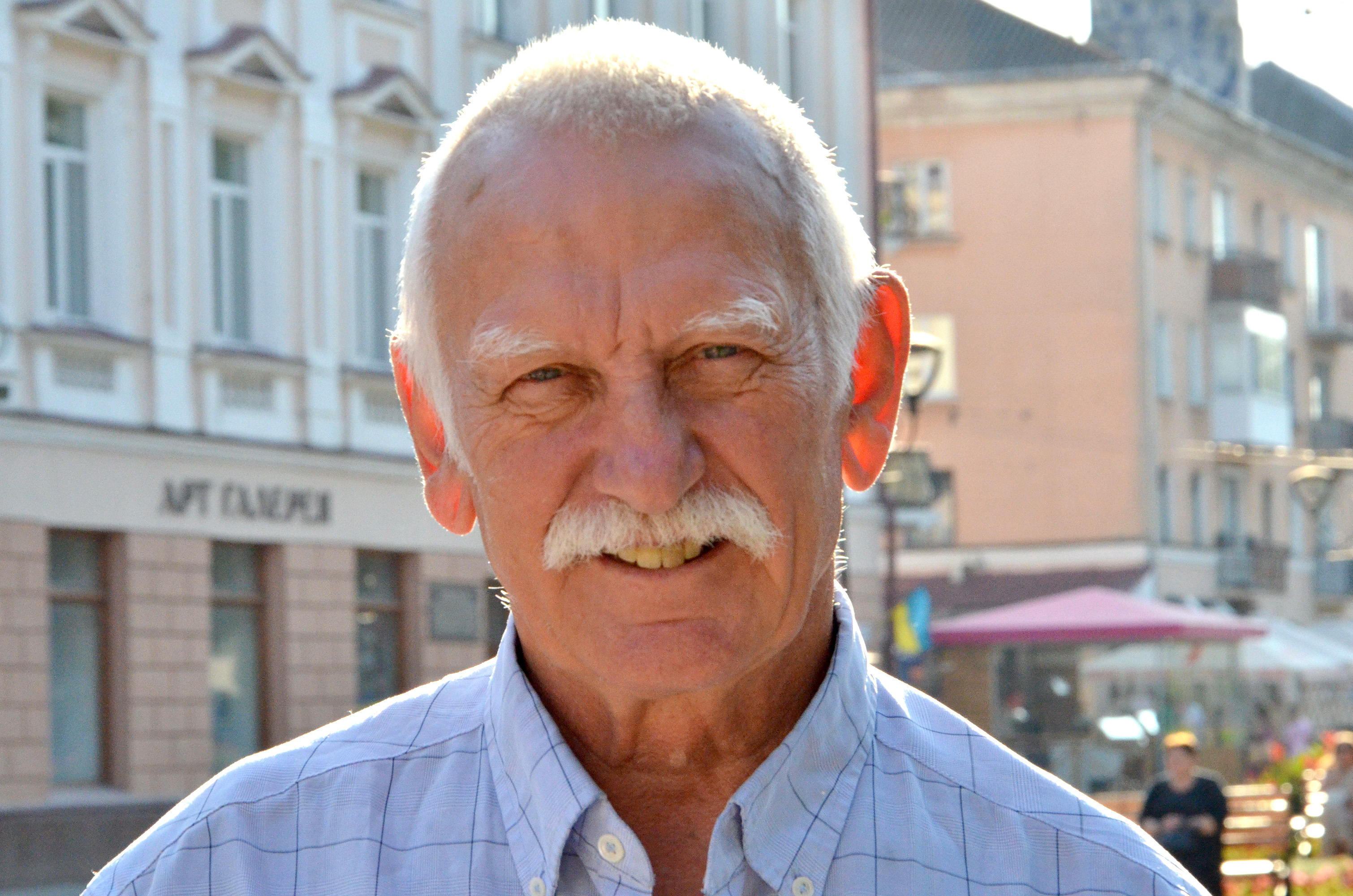
Александр Федорук

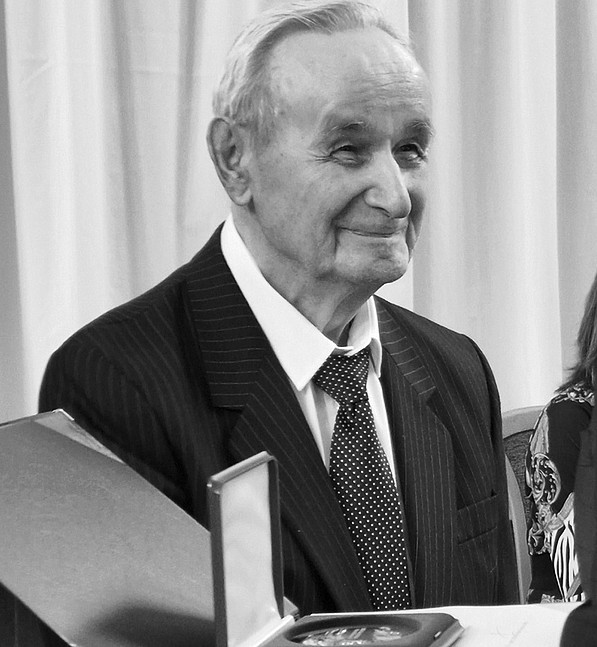
Василий Ябур

- Андерс, Эдвард[англ.] (98) — американский химик, член НАН США (1974)[436].
- Ахонен, Эско[фин.] (69) — финский политический деятель, депутат Эдускунты (2003—2011)[437].
- Дестин, Раймонд[фр.] (?) — мартиникский футбольный тренер, тренер национальной сборной[438]
- Джосс, Джонатан (59) — американский актёр; убийство[439].
- Калиновская, Валентина Фёдоровна (86) — советская и украинская балерина, балетмейстер, хореограф, педагог, народная артистка СССР (1968)[440].
- Лим, Игорь Николаевич (72) — российский муниципальный деятель, глава города Нефтекамска (1994—2003)[441].
- Минько, Нина Ивановна (90) — советский и российский учёный в области технологии стекла и стеклокристаллических материалов[442].
- Нильсен, Моника[швед.] (87) — шведская актриса[443].
- Сеитмуратова, Айше (88) — советская диссидентка, журналистка, историк и ветеран крымскотатарского национального движения[444].
- Стоунман, Ричард (73/74) — британский эллинист[445].
- Стюарт, Лэчи[англ.] (81) — британский стайер, участник Олимпийских игр (1972) в беге на 10 000 метров[446].
- Унтеррайнер, Хайдемари[нем.] (81) — австрийский политик, депутат Национального совета (2008—2013)[447].
- Федорук, Александр Касьянович (86) — советский и украинский искусствовед, академик НАИ Украины (2000)[448].
- Эспенак, Фред[англ.] (71) — американский астрофизик[449].
- Ябур, Василий (88) — словацкий кодификатор русинского языка[450].